# 地獄先生ぬ〜べ〜の登場人物
地獄先生ぬ〜べ〜の登場人物（じごくせんせいぬ〜べ〜のとうじょうじんぶつ）は、原作：真倉翔、作画：岡野剛の漫画作品とそれを原作としたアニメ・ドラマ『地獄先生ぬ〜べ〜』および続編『地獄先生ぬ〜べ〜NEO』『地獄先生ぬ〜べ〜S』に登場する架空の人物の一覧。
- 「声」は特記のない限りアニメ版における担当声優。1996年版 / 2025年版の順番に表記。それ以外のものは別途に表記。
- 「演」は2014年版のテレビドラマの俳優。

## 主人公
鵺野 鳴介（ぬえの めいすけ）
声 - 置鮎龍太郎（'96・'25）、瀧本富士子（少年期・'96）
演 - 丸山隆平、若山耀人（少年期）
本作品の主人公。童守小学校5年3組の担任の男性教師で、通称ぬ〜べ〜。年齢は25歳（『ぬ〜べ〜』当時）。
この項目での名前表記は「ぬ〜べ〜」とする。
陽神 明（ひのかみ あきら）
声 - 置鮎龍太郎（OVA版） / 高岡香（CR版アニメーション）
ぬ〜べ〜が「陽神（ようしん）の術」という術によって“気”を練って作り出した分身。精神はぬ〜べ〜本人だが、便宜上しばしばこの名前で活動する。

## 童守小学校 5年3組

### レギュラーキャラクター
立野 広（たての ひろし）
声 - 藤田淑子 / 白石涼子
演 - 中川大志
サッカー部に所属する明るく活発な男子生徒。一人称は「俺」。サッカーはかなり巧く、アニメ版ではFW（センターフォワード）でチームの要となっている。読み切り・アニメでは在学生だが、本編では一話からの転入生である。悪霊に憑かれたことで荒れていたところをぬ〜べ〜によって助けられる。守護霊は喧嘩無敵の荒くれ漁師。
5年3組の中心かつムードメーカーで仲間のピンチは絶対に無視することは出来ない優しい性格。正義感が強く咄嗟の判断力や行動力には長けている。基本的に勢い任せに突っ走る猪突猛進タイプで無茶することも多い。バスやクレーンなど乗り物の運転を勘でこなせるほど運動神経がいい。記憶力に乏しいため、勉強は苦手。テストにおいては0点100回を達成するほどに並外れた落第生レベルで、克也、まことと共に30点未満グレート三人衆と開き直っている。クラスメート曰く「時々足し算すらも間違える」とのことだが、勉学のみならず一般常識にも疎い。あまりにアホな際は郷子から「広ちゃん」と呼ばれることもある。母親は広が3歳のころに他界し、トラック運転手の父と二人暮らし。
高校生にも果敢に立ち向かったり、海難事故に巻き込まれた際にみんなを率先して助けに行くなど、勇気にあふれ恐いもの知らずな反面、花子さんをみたトラウマで夜一人でトイレに行けない。
命名は『ど根性ガエル』のひろしから。「それからの地獄先生ぬ〜べ〜」では6年生になってサッカー部のキャプテンとなった。「さらにそれからの地獄先生ぬ〜べ〜」ではプロのJリーガーとなり、地元チームの「童守アディオス」に入団が決定。パラレルワールドの未来では郷子と喧嘩別れした後、美樹と結婚していた。身長145cm、体重38kg、7月28日生まれ、獅子座、血液型はO型。
『NEO』での出演
23歳。サッカー選手としてJリーグでスター選手に上り詰め、現在はイタリアセリエAのチームである「ペペロンチーノ・ハバネロ」に移籍して跳躍している。郷子とは現在も交際中で、イタリアにいても郷子のことを「オレのアモーレ（愛する人）」と呼ぶほど愛している。
今期は試合欠場との報道が出て、その数日後に日本に帰国。帰国直後には童守町を挙げての凱旋パレードが開催され、その後に童守小でぬ〜べ〜や郷子と再会。今の5年3組の面々とも交流した。皆の前では何食わぬ顔で振舞っていたが、実は右膝に重度の膝前十字靭帯損傷を負っており、我慢して試合に出続けたため選手生命にかかわるほど悪化してしまっている。今回の帰国はその膝の手術を受けるのが主目的だったが、心配をかけさせないため郷子には打ち明けていない。さらに、イタリアから同行して来たチーム秘書のアデリーナを愛人と郷子に誤解されてしまう。その心の隙を突かれ桂男に再び取り憑かれた郷子を救い、足の怪我のことを正直に話し、手術を受けた。再びイタリアに渡る際、郷子にエンゲージリングを渡した。
ドラマ版での出演
サッカー部のエースでクラスの中心的存在。一方で、決められたタオルがないと寝られない（広はちゅーちゅータオルと呼んでいる）という子供っぽさもある。秀一、まこと、克也と仲が良く4人の中心格である。ガールフレンドの郷子ともよく行動を共にしている。当初はぬ〜べ〜に対して懐疑的であり、妖怪の存在にも否定的で彼に対して「（存在するなら）妖怪を見せてみろ」と言っていた。ぬ〜べ〜に妖怪から助けられた後、郷子とともに彼に謝罪した。ぬ〜べ〜の鬼の手がほかの生徒たちにばれた際には、まことに同調して、ぬ〜べ〜に助けられたことを語っていた。第6話ではぬ〜べ〜と律子先生の不審な仲の良さを調べるチームのリーダーになり、チーム名を童守スポーツと名付けて調べていたが水族館でぬ〜べ〜やチームメンバーそっちのけで子供のようにはしゃいでおり、郷子に耳を引っ張られて引き摺られた（ぬいぐるみも買っていた）。第7話では主役生徒5人のうちの一人でまこと、愛、静、秀一とともにぬ〜べ〜につきっきりで声をかけ、一番心配しており、「その妖怪…俺がぶっ殺してやる！」と叫んだり「まだぬ〜べ〜に教わらなきゃなんねーこと一杯あるんだよ！」と心底ぬ〜べ〜を心配・信頼する発言もしていた。第9話にて絶鬼に鬼化させられ仲間を襲いかけた。髪型は原作に近い。相関図のキャラ設定ではシャイだが無計画な部分があり猪突猛進で正義感が強くクラスの中心。

稲葉 郷子（いなば きょうこ）
声 - 笠原留美 / 洲崎綾
演 - 松井愛莉
広のガールフレンド。オレンジ色のツインテールがトレードマークで、スラッとした体格が自慢の女子生徒。一人称は「私」。貧乳が悩みで事あるごとに美樹に「まな板」「エグレ胸」などと称される。守護霊は関ヶ原の戦いの武将で敵を500人殺した荒武者・稲葉小次郎宗忠である。
快活で元気かつ心優しい性格だが暴力的な傾向がある（守護霊も影響している）のが玉に瑕で、常日頃アホな態度を取る広に鉄拳制裁をよく加えている。規則や決まりごとを大切にする従順な一面を持つ一方で、自分の中のモラル意識に従って規則を逸脱した行動を択んだり、広たちと一緒に夜遊びに出歩いたりすることもある。
ぬ〜べ〜クラスの中では霊感が強く、それだけに被害に遭うことも多い。手先は並外れて不器用で、とんでもない編み物や料理（広のために作った弁当は、ぬ〜べ〜も驚くほどの妖気を放っており、味もひどく、広は一口で悶絶していた）を披露したことがある。反面、成績は中の上であり理科はクラスでも上位、体育も水泳（クラス唯一のカナヅチ）以外はほとんど得意で、機械にも強い。
ぬ〜べ〜とは童守小赴任以前からの顔見知りで、5年3組では最も付き合いが古い。幼きころぬ〜べ〜に狐憑きを治してもらって以来、彼に全幅の信頼を抱いている。ファーストキス（5歳のころ）の相手がぬ〜べ〜だったり、前世ではぬ〜べ〜と恋人同士だったりと、彼が特別な存在であることは本人も認識している様子。ぬ〜べ〜が初恋の相手である（第14巻）。
髪型が月野うさぎに類似している。命名は『ど根性ガエル』の京子、苗字は岡野の高校のクラスメイトに由来する。生徒たちの中では一番主演作が多いが、それゆえ怪我や事故に頻繁に遭遇している。将来の夢はスチュワーデス(『NEO』#24はその後日譚)。「さらにそれからの地獄先生ぬ〜べ〜」では語学系の大学に進学した。パラレルワールドでは高校時代に広と喧嘩別れして独身のOLになっている。身長146cm、体重36kg、12月9日生まれ、射手座、血液型はA型。
『ヒロイン総選挙NUB48』の総合結果は第3位。
『NEO』での出演
23歳。ぬ〜べ〜への憧れから教職を志し、大学卒業後に教師の資格を得て母校の新任教師として着任する。校長に昇格した石川からの頼み事で、かつて自分がいた5年3組の臨時担任を受け持つが、授業を聞かない教え子たちに感情のあまり怒りをぶつけてしまい、男子生徒の一人である北健斗に目をつけられ同時に教師いじめの標的にされてしまう。以降はその「生徒と向き合う恐怖心」から教師を辞職しようとするも、恩師であるぬ〜べ〜と再会。悩みを打ち明けた後、かつての自分たちと同じようにみな違う個性をもった子供であることを理解するよう説かれ、生徒たちを異質な怪物のように見て、一人一人の心を見つめようとしなかった自分の過ちに気付く。これをきっかけにして生徒たちに対する考え方を改め、教師を続けることを決意した。ぬ〜べ〜が5年3組の担任に就いてからは計4クラスの副担任を受け持っている。貧乳は相変わらず。
サッカー選手としてイタリアへ旅立った広とは遠距離恋愛中である。
広が膝の手術のため帰国した際、久しぶりに再会を果たす。しかし、怪我のことは広からは知らされておらず、さらにチーム秘書の美女アデリーナと2人でいるところを目撃し、広の愛人と誤解してしまう。その心の隙を突かれて桂男に取り憑かれてしまうが、アデリーナに関する誤解が解け、さらに広からの強い愛情を再確認。ぬ〜べ〜により桂男から助けられる。その後は足の怪我のことを打ち明けられ、手術後の帰国直前に広からエンゲージリングを受け取った。鬼天帝戦の後、広と結婚することになり、教職を辞してイタリアへ旅立っていった。後日談にあたる『S』では登場していない。
『ヒロイン総選挙NUB48』の総合結果は第13位。
ドラマ版での出演
原作同様、美樹とは親友同士。ぬ〜べ〜とは彼の童守高校赴任時が初対面であり、当初は彼に対して懐疑的だった。文化祭の出し物であるお化け屋敷では中心的役割をしていたが、玉藻が見せた妖怪の幻覚により、ぬ〜べ〜がお化け屋敷の小道具を壊したため、激怒して文化祭の棄権を宣言。その後、ぬ〜べ〜の誠意（お化け屋敷の修理）すら受け入れなかったが、広とともに妖狐（玉藻）に襲われそうになった際に命がけで自分たちを守ってくれたぬ〜べ〜を見直し、彼に対して今までのことを素直に罪した。その後、ぬ〜べ〜、広、まことともにお化け屋敷の修理をした。原作同様、貧乳である点は変わっていない。第9話にて絶鬼により鬼化させられてクラスメートを襲いかけた。髪型は原作より『NEO』に近い黒髪ロングのストレートヘア。相関図のキャラ設定によると好奇心と行動力は人一倍で男子を負かすほど気が強いが根底は優しい。

細川 美樹（ほそかわ みき）
声 - 冨永み〜な / 黒沢ともよ
演 - 佐野ひなこ
小学生離れしたDカップのプロポーションが自慢の女子生徒。一人称は「私」。守護霊はおてんばでわがままな花魁。
郷子とは親友同士だが正反対の性格ゆえ喧嘩になることもしばしばである。噂話や占いが大好きでイタズラ癖が強く、明け透けで思ったことを口に出さずにいられない一面もあったりと、常に騒ぎの火種になっている。良くも悪くもマイペースだが本当は友達思いで情に厚い性根であり、決して憎まれない得な性格。勉強が嫌いで、算数は大の苦手。反面、国語のみはそこそこでき、雑学は豊富。妖怪や心霊関連の知識も豊富で時にぬ〜べ〜に変わって解説役を務めることも多いが、本から得た知識で怪しげな心霊実験を行ってトラブルを巻き起こすこともしばしばで、幽体離脱の実験を行った結果、ろくろ首のように首を自在に伸ばす特技（首のみの不完全な幽体離脱）を身につけて以来たびたび使用する他、幽体離脱を体験したこともある。一度だけはそのトラブルが解決の糸口になったこともある。
作者に「黙って笑っていれば美少女」と言われているが、その気ままな性格で同性の支持が高かった。当時、このような少女漫画的性格を持ったキャラクターは少年誌では非常に珍しく、それも同性に強い支持を得た理由であった。当初は晶との絡みが多かったが、作中で克也の告白を受け、以後は彼とよく絡む。命名は女優細川ふみえと、『デビルマン』の牧村美樹から。将来の夢はお色気女優（?）。「さらにそれからの地獄先生ぬ〜べ〜」では、バストは100を突破し、高校時代に克也を振り、広・郷子と交友を続けている。パラレルワールドの未来では広と結婚していた。身長146cm、体重39kg、血液型はB型、4月7日生まれ。
『ヒロイン総選挙NUB48』の総合結果は第8位。
『NEO』での出演
23歳。大学を卒業したがフリーターとなり、「スナック Big Cup」でアルバイトをしていた最中にぬ〜べ〜と再会を果たす。バストはより豊満になり、ろくろ首の能力も未だに健在である。店では毎月誕生パーティーを開催するなどお調子者の性格は相変わらずだが、内心では広との交際も順調で定職にもついた郷子を羨ましく思っており、今の自分の現状に不甲斐無さを感じていた。全てを打ち明けた後、ぬ〜べ〜から励ましを受けて元気を取り戻した。克也とは高校時代に正式に交際していたが、彼のおっぱい好きに愛想を尽かしてわずか1か月で破局しており、その後は音信不通になっていた。そのことを親友である郷子にも言わずにいたため、彼女のサプライズで彼と再会するが、美樹はすぐに立ち去ってしまう。しかし、スナックから付いてきたゾンビ（悪霊）から体を張って自分を守り、その際に自分に対する思いを打ち明けた克也に対し赤面しながらも少しだけ見直したと取れるような表情を見せた。
ぬ〜べ〜クラスの転入生・苫米地茉莉の叔母にあたり、童守町では茉莉の保護者として彼女の住居先になっている。彼女のいたずらに対して叱るどころか逆にけしかけているなど、根本的なところは相変わらずだが、「イタズラをするならそれなりの信念を持て」「ミイラ取りがミイラにならないように」など、自身の経験に基づいた忠告も与えている。料理は小学生時代より下手になっており、茉莉と交代制になっている朝食作りではぐちゃぐちゃな料理を作っていた（一応食べることはできる）。
また、小学校時代と変わらず金に汚く、まことが篠崎愛に自分が司法浪人であることを美樹に黙ってほしいと言った際に美樹は彼に口止め料として手渡しで10万円（まことがパチンコで稼いだ金の一部）を要求して奪っていった。
『ヒロイン総選挙NUB48』の総合結果は第25位。
ドラマ版での出演
天真爛漫で人懐っこく憎まれない甘え上手だが、短慮や自己中心性ゆえに頻繁にトラブルを引き起こす。法子・郷子とは親友。第3話では自身を可愛くて胸が大きいと宣言（胸が大きいを二回言って強調していた）。当初は変な顔と言い、SNSでぬ〜べ〜のプライベートを暴露するなど見下していた面もあったが、SNSで目立とうとしたために取り憑いてきた妖怪・影愚痴からぬ〜べ〜に助けられ、彼を認めた。その後、教え子たちの目の前で鬼の手を出したことで学校に来なくなったぬ〜べ〜をフォロワーのオタクたちを利用して探し出し、「うちらは、ぬ〜べ〜がたとえ妖怪でも全然OKで〜す!」と大声で告げた。第4話ではいずなの霊体引っ張りによってろくろっ首化するも（童守寺の天井に頭をぶつけるぐらいに首が伸びた）ぬ〜べ〜によって救われた。思ったことをはっきり言うタイプ。第9話では鬼化した郷子たちから克也とまことと法子と逃げ、元に戻った郷子に心配の余り泣きついた。最終話では別れたく無い余りに「ろくろっ首になっても良い！」と宣言。ぬ〜べ〜との別れの際にまた泣きそうになるという涙脆い部分もある。髪型は原作の郷子よりで二つくくり。相関図によるとイタズラや噂が大好きなトラブルメーカーで自己中心的な性格だが周りには憎まれない愛されキャラ。霊感も実は強く、暴走して騒ぎを大きくすることも。

木村 克也（きむら かつや）
声 - 田中一成 / 岩崎諒太
演 - 吉沢亮
長身の男子生徒で、広らの友人。いつも帽子を被っている。一人称は「俺」。守護霊は渋さのある美男子の軍人（見放していた時は飲んだくれの中年男性姿であった）。
当初はクラスに馴染めず浮いており、不良じみた行為に憧れたり実際に悪行を働いたこともあるが、根っからのワルというわけではなく、そんな自分に対する自己嫌悪感と自らの行いを悔い反省する性根も持ち合わせている。後にぬ〜べ〜の教育や広たちとの友情の中で、自分の行為で迷惑をかけたくないとの思いで自分の過ちを素直に告白するなどの変化が見られ、責任感の強い性格に更生した。
上述のように初期段階では不良少年的な立ち位置であったため、連載時には喫煙シーンが描かれていた。
成績は悪く、30点未満グレート三人衆の一人。家は団地暮らしで、両親は共働きのため料理は得意。同じ童守小の2年に在籍する妹の愛美の面倒を小さいころから見ており、妹を誰よりも溺愛している。
一見すると達観した少年に見えるが、実際は煩悩の塊であり、美女や胸の大きい女性には見境なく飛びつく。美樹のプロポーションに魅惑されており彼女が好きで、紫鏡の騒動の一件を経て正式につきあう仲となるものの、美樹の性格上、完全に尻に敷かれて犬扱いされている。
連載当初はモブキャラ扱いでレギュラー化の予定はなかったが、アシスタントの一人に気に入られたことで活躍の場を増やし、レギュラー化を遂げた。趣味は釣り。「さらにそれからの地獄先生ぬ〜べ〜」では浪人時代で終わっているが、パラレルワールドでは航空自衛隊のエースパイロットになっていた。また、前述の通り妹を溺愛しているが、妹の愛美もかなりのブラコンで浪人中はどんどん距離感が怪しくなっていた。身長156cm、体重46kg、血液型はAB型、5月28日生まれ。
『NEO』での出演
23歳。2浪した後に国防大学校へ進学し、自衛官になるための特訓を続けている。現在は3年生でNEO初登場時には野戦訓練を行っていた。ぬ〜べ〜が戻ってきたことを知って郷子を通じて連絡を取り、彼らと再会する。その際には大学校の制服を着用していた。
童守中学校卒業後に美樹とは共に隣町の戸成野高校に進学。何度も頼み込んで正式に付き合い始めるが、自分を犬扱いをする美樹に耐え切れずにわずか1ヶ月で喧嘩別れしており、その後はお互い連絡も取らず克也曰く「二度と会いたくない関係」になっていた。しかし、いざという時には友情や優しさに則った行動を選ぶ美樹を克也自身は今でも憎からず思っている。大学では自衛官の訓練のためにサバイバルをして蛇や蛙や虫などを食べている。
ドラマ版の出演
原作よりも存在感が薄い。原作とは違い髪がショートヘアの他、メンバーの中ではまことに次ぐ小柄である。制服の下にパーカーを着用している。第3話で皆同様に鬼の手を否定しぬ〜べ〜を妖怪呼ばわりしていたが最終的には受け入れた。第6話の水族館シーンで原作のように、美樹に腕を回して手をはたかれるシーンがある。第8話ではメイン生徒になり、原作同様排他的な面が強く第8話で校庭に不可解なオブジェが出現した際には妖怪を糾弾し、逆に顰蹙を買っていた。クラスメイトたちから犯人だと疑われて疑われる方の気持ちに気づき、最終的にはゆきめ、小豆洗い親子、さとり、座敷わらしと邂逅した。第9話からは大分フランクな性格になっていた。鬼化した仲間から美樹、まこと、法子と逃げていた。元に戻った広たちに「変身するなよ！」とツッコミを入れた。髪型は原作とは異なり茶色の短髪。相関図によると不良ぶっているがクラスのムードメーカーで自己嫌悪の念が強いが責任感が強く友情に熱いシスコン。

栗田 まこと（くりた まこと）
声 - 浦和めぐみ / 古城門志帆
演 - 知念侑李（Hey! Say! JUMP）
年齢よりも背が低く子供っぽい性格の男子生徒。一人称は「僕」。特撮ヒーローが好きで、特に「キケン戦隊カクカクレンジャー」のファン。小動物を愛する心優しき男子生徒で、大の臆病だが、心の底には強い勇気と正義感、そして優しさを持っている。語尾に「なのら」あるいは「なのだ」をつけるのが口癖。臆病な性格から、妖怪の噂が流れてくると極度の心配症に陥りがちで、それ自体が問題を呼んでしまうことがしばしばある。
忘れ物の数がクラスで断トツであり、30点未満グレート三人衆の一人。体形の都合上、鉄棒などの運動も苦手だが、卓球などの細かいスポーツは得意。手先は器用で、工作、ゲームが得意なほか、全国コンクールで銀賞を受賞するなど、書道の才能も持っている。母親似であり、母親も童顔である。
名前は『まことちゃん』の主人公・沢田まことから取ったもの。身長128cm、体重28kg、血液型はA型。3月12日生まれ。「それからの地獄先生ぬ〜べ〜」では篠崎愛を追って私立中学を目指して大きく成績を伸ばし、そのころから弁護士になる夢を抱くようになる。「さらにそれからの地獄先生ぬ〜べ〜」では8頭身の高身長に成長し、かなりの若さ（18歳前後）で弁護士になり夢を叶えている。パラレルワールドでも同様に弁護士になっている。
『NEO』での出演
23歳。高校卒業後、地方にある三流大学の法学部に進学し、弁護士を目指して法科大学院進学を目指すが失敗し、卒業後も大学院の試験を受けるが不合格となった。浪人続きの末に行き詰まり、パチンコに通い詰めて荒んだ生活を送っていた中、ぬ〜べ〜と郷子に再会する。まことの現状を心配した郷子が彼を励ますためにいろいろなところに連れてくが、彼女の配慮不足で却って追い込んでしまい、彼を怒らせてしまう。帰宅後、オーケストラのコンサートでウィーンに訪れている愛からメールが届き、彼女と今の自分との落差に愕然として、家を飛び出し発作的に鉄橋から電車に飛び込もうとするが、ぬ〜べ〜が水晶の記憶から見せた座敷童子をはじめとする出会った妖怪たちを見たことで踏みとどまる。その後、ぬ〜べ〜と話し合ってもう少し頑張ってみようと決心した。酒癖が悪く、酔うと裸踊りをしてしまう。住まいは小学校時代のまま（実家暮らし）である。大学院の受験勉強の息抜きに母校の童守小学校に遊びに来て、健斗たちの兄貴分になる。身長は小学生のころと比べると大分伸びており、郷子や美樹よりは身長が高くなっている。
挫折して荒れているせいか、毒っ気があり攻撃的な性格になっている。しかし、本来の優しさや思いやりの心を失っているわけではなく、人体模型が天涯孤独なために苦労していたと知ると自分の身勝手さを恥じ、彼に罰を与えようとするぬ〜べ〜に対して「人間の自分より立派に生きている」と言って、自分が命を狙われたにもかかわらず人体模型をかばった。後に篠崎愛からコンサートツアーで童守町近くに来ているという知らせのメールを受け取り、次の日に喫茶店で再会する。彼女にその後の弁護士への道のことを質問されて、自分の惨めな姿を知られたくないあまり見栄で法科大学院生になったこと、法律事務所でバイトをしていたという嘘をついてしまう。健斗、衛、勇輝、美樹と鉢合わせしてしまい自分の現状がバレないようにごまかし続け、さらにぬ〜べ〜と郷子とも会ってしまい彼らから逃げるが、喫茶店で自分の嘘の自慢話を聞いて嫉妬した悕望に狙われる。悕望が落とした工事現場にぶら下がっていた多数の鉄棒から愛を命がけで守り、悕望と彼女に自分がエリートではないこと、法科大学院も弁護士事務所も全て嘘だと告白し謝った。愛とは良き恋人同士の関係が続いている。そして、ぬ〜べ〜の説得によって必死に勉強をして法科大学院の受験に合格した。
ドラマ版での出演
温和で純粋な性格。一人称は原作では「僕」だったがドラマ版では「俺」になっており、喋り方も語尾に「なのだ」と付けず、怖がりな面もなく、オカルトに詳しい。生徒の中では一番登場シーンが多い。ぬ〜べ〜の秘密（鬼の手）と引き換えにビデオカメラを持って除霊に付いていく、妖狐分身の弱点を見抜くなどしっかり者な面が強調されている。ぬ〜べ〜の鬼の手がほかの生徒たちにばれた際には、完全に引いていたクラスメートに対して、自分がぬ〜べ〜に助けられたことを語り必死で彼を庇っていた。第6話ではお姉さんタイプが好きなことが発覚、変な化粧をしていたいずなに恋心を抱き好きだと発言するが妖怪にいるんだとはぐらかした。その後ゆきめに会い話す中で再度好きだと発言する、気が多い部分も。第7話では主役生徒5人のうちの一人で一番目立っていた。いずなに振り回されつつ、玉藻の心を動かした。第9話では鬼化した愛、晶、静に危うく襲われかけるがどうにか逃げ、ぬ〜べ〜を呼びに行った。絶鬼が本性を現してもなお、優しさから「友達になれるよ！」と絶鬼に声をかけるが一蹴された。相関図によると純粋素直すぎて妖怪遭遇率が高くなっているらしく、宇宙人も信じる無邪気なロマンチスト。
『未確認少年ゲドー』での出演
ぬ〜べ〜とは異なるスター・システムでゲスト出演の形で登場。なお、他の主要キャラクターである立野広、稲葉郷子は、未確認生物の形でとして似たようなキャラクターを思わせる形で登場しているのに対し、栗田まことは同じ名前であることを明示したうえで、同じ人間の姿で登場している。

### 準レギュラーキャラクター
山口 晶（やまぐち あきら）
声 - 柳沢三千代 / 藤原夏海
演 - 清水一希
発明、絵画を得意とする努力家の男子生徒。普段は眼鏡を掛けている。一人称は「僕」。
幼少時に海で溺れ臨死状態に陥った過去があり、その際に取り付いた鬼・地蔵虐のせいで何をやっても報われない地獄に見舞われていたが、ぬ〜べ〜の除霊により救われて以来、勉学と趣味の発明に勤しんでいる。
普段は大人しく真面目だが、反面、自己顕示欲が異様に強く、自己に酔ってエスカレートした時のギャップが非常に凄まじい。家は歯科医で、教育ママの母親と、圭介という弟がいる。
命名は漫画担当の岡野剛がファンである俳優の山口暁と『デビルマン』の不動明からで、当初は美樹とカップリングする予定だったというが、目立たない性格ゆえにその役割は克也に代わられた。さらに、法子の人気上昇などと相俟って群集場面にもほとんど描かれないほど、出番はめっきり減った。美少年ながら平凡な性格ゆえ扱いにくかったため、連載中盤からマッドサイエンティストを思わせる極端すぎるほどの二面性を持ちキャラを立たせたが、それが徒になって女性読者ファンを失う形となった。また、自然消滅した美樹以後の異性との交友関係は触れられていないが、法子と仲良くしている描写が比較的多い。
「それからの地獄先生ぬ〜べ〜」では進級してから私立中学の受験勉強に励み、「さらにそれからの地獄先生ぬ〜べ〜」ではT大の理工学部に進学し、「晶天才28号」という人が乗れるぐらいの大型ロボットを開発する。身長145cm、体重34kg、血液型はA型。2月7日生まれ。
『NEO』での出演
23歳。筑波の大学院生となりロボット工学を専攻している。科学の世界で名を残す仕事をすることを夢見ている。強い自己顕示欲と失敗してもくじけない姿勢は、昔と変わっていない。
介護現場の実態を見てAI搭載ロボットの早期実用化の必要性を痛感し、その焦りから浮遊霊をメインAIに利用したロボット「ガーリ君」を開発した。これはかつて小学生の時に作った心霊ロボットの改良版で、浮遊霊の記憶を消して思考力だけを残しAIとして利用したものだったが、あるきっかけで浮遊霊の記憶が戻ってしまい暴走。ぬ〜べ〜が浮遊霊を強制成仏させたことで事なきを得る。その後は、霊はPCの部品ではないと反省し、何年かかっても完全なAIロボットを作ると誓った。
ドラマ版の出演
ドラマ版では珍しく原作ままの外見で秀一と親しい。第1話より真面目一辺倒のような人物。第3話では秀一や愛らと共に鬼の手を気味悪がるも最終的には広たちに感化されて認めた。家では育てているサボテンに話しかけている。第5話ではメイン生徒を務めており、夢などが無くなんとなく生きていたために人間になりたかった人体模型の魂に取り憑かれ、人体模型のじん太として1日過ごした。じん太がぬ〜べ〜の手で摘出された後屋上でじん太からの手紙に涙した。後から来たぬ〜べ〜に「ガムシャラに生きてみろ！」と言われ人間らしさを取り戻し、人体模型に律子先生からじん太が貰ったお守りを返した。第6話では静率いるチームのメンバーになってぬ〜べ〜と律子先生の不審な仲の良さを調べた。第9話では鬼化させられてまことおよびクラスメートを襲いかけた。最終話ではぬ〜べ〜を引き留めるため、人体模型に取り憑かれたふりをしようとした。相関図によるとクラス一の秀才で真面目で良識もあるが、自分を天才と信じて疑わない自己顕示欲の強さがタマにキズ。

白戸 秀一（しらと しゅういち）
声 - 金丸淳一 / 高垣彩陽
演 - 佐野岳
高級レストランオーナーの御曹司の男子生徒。一人称は「僕」。ブランドものの服や高級ペット、家柄を自慢する嫌味で高慢な性格。育ちゆえに食べ物や物を粗末に扱う癖があり、給食を食べずに捨てる、新品同様の電化製品をすぐに捨てるなどしている。その一方でUFOやUMAといった超常現象や恐竜、ラピュータなどに果てしないロマンを抱くなど、夢を一途に追い求める純粋な一面も持つ。また、誤って死なせてしまった亀が妖怪と化して町で暴れていたときは自分の命を引き換えに皆を助けてほしいと願う素直で優しい一面も持っている。
レギュラーの広たちとはあまり気が合わず行動を別にすることが多かったため、作者に脇役呼ばわりされているが、5年3組では晶と並ぶ美少年なので女性読者ファンは多かったらしく、作中でもクラスの女子にかなりモテている。「それからの地獄先生ぬ〜べ〜」では6年になって私立中学を目指し勉強に励んでいるとのこと。「さらにそれからの地獄先生ぬ〜べ〜」では具体的な未来は語られてはいないもののプレイボーイとなった模様で、女の子をUMA探しに誘っている。アニメでは原作よりかなり目立っており、2作品主演作を持つ。
身長146cm、体重37kg、血液型はB型。10月15日生まれ。
『NEO』では未登場。
ドラマ版での出演
原作同様、前髪を弄る癖やポーズは相変わらずだが、原作と違い晶と仲良しな他、服を選んでいた際に雲外鏡に天狗の姿を見せられひっくり返って気絶したり、影愚痴の姿を見て腰を抜かす、ぬ〜べ〜の鬼の手に恐れているなど、クラス1の怖がりキャラであり、臆病者な面が強調されている。
第3話では始め鬼の手を見て気味悪がるも広たちに感化され、ぬ〜べ〜の鬼の手を認めた。第6話ではぬ〜べ〜と律子の不審な仲よさを調べる静率いるチームのメンバーになっており、名探偵の服を着ていたり静を編集長と読んだりするノリの良さも見せた。第7話では主役生徒5人のうちの一人で、愛、静、広、まことと共にぬ〜べ〜につきっきりで声をかけ、ぬ〜べ〜を揺さぶろうとしたり、夢の中の妖怪を倒すと叫んだ広をたしなめる冷静さを見せ、「早く目を覚ましてよぬ〜べ〜！」と叫んだ。涙脆く、目を覚ましたぬ〜べ〜に泣きそうになりながら声をかけた。まこと、広、克也と4人組で行動しているが内心克也を好きではないらしく学校が荒らされた時には金田と共に克也を糾弾した。第9話では鬼化させられてクラスメートを襲いかけた。相関図によると原作同様有名レストランの大金持ちの御曹司で自分の顔を世界一のイケメンと思っているかなりのナルシスト。プライドも高いためクラスに敵多数。演じた佐野岳曰く、台詞も仕草もキザとのこと。

中島 法子（なかじま のりこ）
声 - 豊嶋真千子 / 東山奈央
演 - 水谷果穂
穏和で優しい性格の女子生徒。愛称は「のろちゃん」で、クラスメート同士では大抵こちらで呼ばれる。ぬ〜べ〜には「ぬ〜べ〜クラス一のいい子」と評価されている。引っ込み思案な性格であまり目立たないが器量は良く、注目されるきっかけがあると男子一同を魅了することもある。一人称は「私」。読書と小動物が大好き。
当初は金田にいじめられるモブキャラクターとして登場し、名前の判明・主役回以降も出番は少なかったが、徐々に出番が増えてレギュラーに近い扱いを受けるようになった。男性読者のファンが多く、お色気シーンでよく脱がされている。
「元気で活発な女の子が多いためおとなしい性格付けの女の子は貴重」という理由でよく作者に遊ばれており、普段の清純な振る舞いと裏腹な行動（いちおう正当な理由があることは多い）をとる場面もよく見られ、二重人格気味。
運動は大の苦手で、特に走ることは長距離、短距離問わず苦手。静や郷子とは仲がよい。商社で課長を務める父親と温厚な母親、作中で生まれた弟の4人家族。作中で、5組の男子生徒の亀山君と出会いいい感じになったが、その後は一切不明。
「それからの地獄先生ぬ〜べ〜」では6年になり私立中学を目指し勉強している。「さらにそれからの地獄先生ぬ〜べ〜」では看護師として活躍しており、楚々たる雰囲気から患者の人気を集めている。
初期設定では名字は「中嶋（なかしま）」だったが、アニメスタッフの勘違いにより中島（なかじま）という名字になり、原作でもそちらを採用した。
身長144cm、体重36kg、血液型はO型、8月26日生まれ。
『ヒロイン総選挙NUB48』の総合結果は第4位。
『NEO』では未登場。
ドラマ版での出演
原作と違ってメインキャラの1人。髪型は原作と違ってポニーテール。性格は初期はおとなしく控えめで少し暗いが第3話には意見をはっきり言えるほどになった。第1話でメイン生徒を務めており、「ありのままの自分」がわからなくなっていたところに妖怪に惑わされ自分自身を見失うが、鬼の手と向き合うぬ〜べ〜を見て自分を取り戻した。以降はぬ〜べ〜を心から信頼しており、第3話では鬼の手を拒否する皆に「ぬ〜べ〜は妖怪なんかじゃない！」「ぬ〜べ〜は私たちを助けてくれたんだよ！」と周りを説得し、一番心配していた。第9話では鬼化したメンバーから美樹、克也、まことと共に逃げた（なぜか愛に狙われて襲われかけていた）。騒動終了後にぬ〜べ〜の優しさや強さを穏やかに絶鬼に伝えた。相関図によると愛称はのろちゃんで、頭は良いが運動は苦手。温和だが内向的な性格。時折裏表が激しくなる。
菊池 静（きくち しずか）
声 - 宇和川恵美 / 牧野由依
演 - 高月彩良
法子の親友で、艶やかな黒の長髪が特徴の小柄な女子生徒。一人称は「私」。当初は、髪型のためにぬ〜べ〜によく市松人形と間違えられていた。正義感が強く、言いたいことはズケズケと言う。この性格が災いして次第にクラスで孤立してしまい、些細なことですぐ告げ口をする一方で自分に都合のいい行動を繰り返していたため、告げ口妖怪三尸によってしっぺ返しを食らった。この一件で自分の行いを棚に上げて他人の欠点をあげつらうことの過ちを悟り、みんなと仲直りした。
原作読み切り時から登場しているものの主演作は上記エピソードの1回のみ。後に法子の出番が増えたことで置いてけぼりにされた感があるものの、法子と一緒にいることが多いため静もそれ以前よりは出番が増えている。将来の夢は警察官で、「さらにそれからの地獄先生ぬ〜べ〜」では夢を実現させた模様で、美樹に次ぐプロポーションを持つグラマラスな女性になっている。
アニメでもさほど登場しないが、原作よりは扱いが良く、劇場版3作目では法子と共にレギュラー出演を果たした。フルネームが存在するため、アニメスタッフがレギュラーキャラクターと勘違いしたという話がある。
身長138cm、体重30kg、血液型はA型、2月13日生まれ。マンション暮らしで猫を飼っている。
『ヒロイン総選挙NUB48』の総合結果は第17位。
『NEO』での出演
23歳。童守警察署の警察官として勤務している。コンビニで万引きをした滝川衛を補導して、連絡を受けて駆けつけたぬ〜べ〜と再会。昔のように人形に間違えられていた。
第19話では「A」に襲われそうになっていた男子小学生を身を挺して庇っていた。
ドラマ版での出演
原作と違って法子より篠崎愛と親しく、髪型はボーイッシュなショートヘアで恭子や法子と同じぐらい長身。性格は原作と変わらない。夜中に鏡の前でアントニオ猪木のものまねをすることを密かな楽しみとしている。第6話ではぬ〜べ〜と律子の不審な仲よさを調べるチームのリーダーになっており、リーダー気質がある模様。だがチームに男子（晶と秀一）がいるにもかかわらずチーム名を女子セブンにしているあたり、天然ボケな気質もある様子。第7話では主役生徒5人のうちの一人で、愛、まこと、広、秀一とともにぬ〜べ〜につきっきりで声をかけ、手を握って「妖怪なんて早く倒しちゃってよ！」と叫んだ。第9話では鬼化させられてまことおよびクラスメートを襲いかけた。相関図によると正義感が強すぎる男らしい性格がゆえに、悪事を見逃せず告げ口が癖になっている。
金田 勝（かねだ まさる）
声 - 松尾銀三 / 猪山翔志
演 - 島丈明
肥満体型の男子生徒。クラスのいじめっ子で、乱暴者。一人称は「俺」。正義感を振るう広を目の敵にしていたが、妖怪騒動の中で打ち解け悪友となる。後に露骨ないじめも行わなくなり、徐々にガキ大将へ更生していった。成実と修二という二人の子分がいる。
「生き物が大好き」と自称しており、アニメでは猫を飼っているが、度々餌のやり忘れなどで生き物を殺してしまう上にその死骸をぞんざいに扱っていたため、それが原因で妖怪騒動になったこともある。
同じクラスの木下あゆみと親しくなってからは今まで読まなかった本を読むようになり、彼女に対しても親身になる。クラスでは唯一、彼女が陽神の術の使い手であることを知っている。当初は漫画の活字すら読み飛ばすほどと言われていたが、読書の面白さを知ってからは勉強にも興味を持てるようになった模様。また、原作ではクラスメイトに「金田」「金田君」と呼ばれていたが（喧嘩した際には広からキンタマサルと呼ばれた）、アニメでは「勝」「勝君」などと呼ばれており、クラスメイトとは原作以上に仲が良い。劇場版2作目ではレギュラー出演を果たした。「さらにそれからの地獄先生ぬ〜べ〜」では、その将来はあまり語られていないが、あゆみと子分2人とは交友を続けているようである。
名前不明の弟が1人いる。身長154cm、体重55kg、血液型はO型、8月10日生まれ。
作画を担当した岡野が手掛けた『デジモンネクスト』で彼と子分2人が現実世界でのテイマー（デジモンを操る子供の名称）として登場した。
『NEO』での出演
23歳。長距離トラックの運転手になっている。その片手間で恋愛小説を書いているが、そちらの方ではまだ食べてはいけないとのこと。
病弱だった木下あゆみのリハビリの支えとなり、大学卒業と同時に結婚した。お金がないために式は挙げてはいないとのこと。あゆみの出産時には難産で命の危険にさらされたあゆみの身体にぬ〜べ〜の力で憑依し、彼女との間に一児を儲けた。
ドラマ版での出演
レギュラーには入っておらず、その他大勢の扱いではあるが、モブ生徒の中では目立つ方。原作同様ふくよかな体型で、髪型も同じ。弱い者いじめや悪戯などはしておらず明るく温和な雰囲気の男子である。8話では一連の事件を克也が犯人だと思い込んで糾弾した。9話では「（ぬ〜べ〜は）主食ラーメンだけどな！」と言って周りを笑わせていたが、その後絶鬼により鬼化していた。
木下 あゆみ（きのした あゆみ）
ロイド眼鏡をかけた読書好きの女子生徒。一人称は「私」。実は病弱な体で長期入院しており、ぬ〜べ〜から教わった陽神の術を用いた分身体で通学している。ぬ〜べ〜によれば霊能力者としての極めて高い資質を有しており術を行使できるのもその賜物であるが、まだ術が未熟で不完全なため、水がかかると溶けてしまう。そのため正体がばれないよう大人しく振る舞っているが、本来の性格はかなりの目立ちたがり。オタク気質もある模様で、正体を隠すための咄嗟の思いつきでウルトラマン風のコスチュームを身にまとった「陽神仮面X」に変身し、殺人犯から広たちを救出した。
素性を知っているクラスメートは金田だけであり、金田から通学を続けるよう励ましを受けてからというもの、以後長い付き合いとなる。
「それからの地獄先生ぬ〜べ〜」では中学進学に向けて勉強に励んでおり、「さらにそれからの地獄先生ぬ〜べ〜」では病弱な体質を克服して自分の五体で登山もこなせるようになった。金田との付き合いも続いている模様。
アニメでは群集場面には登場するもののモブキャラ扱いでセリフも一切なかったが、第37話でセリフは無かったものの正式な場面で登場した。また、アニメ告知ポスターに登場キャラクターとして描かれたりしていたり、設定資料が作られていた。身長142cm、体重34kg、血液型はA型、5月6日生まれ。
『ヒロイン総選挙NUB48』の総合結果は第9位。
『NEO』での出演
23歳。病気が治って健康になり、大学卒業後に金田と結婚して、登場時には妊娠8ヶ月。
病気は治っても体の弱さは相変わらずだったため、難産で命の危険にさらされたもののぬ〜べ〜の鬼の手のフォローと金田の支えにより無事出産を果たした。

### その他脇役
なお、山田英司以下クラスメート7人のフルネームはアニメから判明する設定である。
小林 由香（こばやし ゆか）
作中に登場した転校生の女子生徒。かなりの天の邪鬼であったが、ぬ〜べ〜の機転を利かせた除霊の振り（人形を使ったもの）が功を奏し、更生する。男子と勘違いされるほど中性的な容姿で粗暴な一面が数多いが、女らしいところもある。
主演作は初登場回のみで、以後も脇役のままだったが、生徒たちが襲われるシーンでモブとして描かれていたりなど、脇役なりに露出は多い。
松井さん
松井秀喜そっくりの顔をした女子生徒（大百科では「某野球選手にちょっと似ている」と書かれた）。作者が気に入っていたらしく、あくまで終始色物キャラではあるが出番は比較的多い。
心は純情可憐らしく、フリルの付いた服やリボンなどを好み、髪型のスタイリングなども行うが、独特なセンスゆえに女子からすら遠慮がちな評価しかもらえない（美樹にはバッサリ言われており、ある時にはうんこにハエが集ってるみたいとすら言われている）。さらに体は筋骨隆々。笑い方は「グフフ…」。4組の久島くんという男の子のことが好き。
アニメには未登場。
山田 英司
声 - 土門仁（'96）
クラスでも真面目な男子生徒。美樹を嫌っていたが、美樹が六芒星を使った際には強制的に好意を抱かされ宿題を見せている。その他大勢の脇役で、原作では山田君としか呼ばれていない。
アニメ第32話では広、克也、まこと、金田とつるんでいた。
佐藤 よしえ
声 - 大本眞基子（'96）
アニメで幾度か出演する脇役の女子生徒で、お団子頭とシュシュが特徴。アニメでは少しだけ目立つシーンはある。
橋本 太
声 - 中友子（'96）
やや肥満体の男子生徒。大百科によると「大胆なのか暗いのか、ちょっと危険で危ない生徒」。不潔極まりなく、女子のたて笛を舐めるなど行動も変態的。たんころりんの粉をまことから美樹が奪って使われた際には身体から虫が大発生していた。
堀江 清
声 - 井上隆之（'96）
至って普通の男子生徒。まさえが好きな相手である。
上野 まさえ
声 - 宇和川恵美（'96）
眼鏡をかけた大人しい女子生徒。清のことが好き。劇場版3作目の冒頭では廊下で清と意味深な会話を交わすシーンがあり、その後の進展を匂わせている。脇役だが幾度か登場する。
大滝 茜
声 - 大本眞基子（'96・第22話） / 宇和川恵美（劇場版）
アニメに登場した脇役の女子生徒。ショートカットが特徴で、郷子や美樹らと仲がいい。原作にもプロトタイプとなった少女が脇役として頻繁に登場しており、文庫版20巻表紙にも登場するが、髪の色、目付き、性格が異なる。
関谷 優
声 - 南民恵
アニメと原作に登場する脇役の女子生徒。内分けショートカットの刈り上げ髪。気は強めで、法子を苛めていた金田を追い返した1人。
遠藤 成実
声 - 私市淳 / 酒井美沙乃
金田の子分。オネエ口調の男子生徒。『劇場版地獄先生ぬ〜べ〜』にも登場している。
阿部 修二
声 - 幸野善之 / 元井健雄
金田の子分。広島弁の男子生徒。『劇場版地獄先生ぬ〜べ〜』にも登場している。
岡崎さん
原作131話で転校することが決まり泣いていたら肉付きの面に憑かれていた美樹に大笑いされた女の子。
盤棚さん
原作にもアニメにもたびたび登場するバンダナ姿の脇役の女の子。『ヒロイン総選挙NUB48』の総合結果は第26位。

### 劇場版オリジナルキャラクター
飯島 久美子（いいじま くみこ）
声 - 緒方恵美
「劇場版地獄先生ぬ〜べ〜」第1作に登場する。赤いリボンがトレードマークで絵を描くのが上手な女子生徒。気が弱くおとなしい性格で、よく金田のいじめに遭っていた。観察力が鋭いが、それゆえ他人に気を遣いすぎて自己の主張が億劫になっていた。天狗騒動の末、郷子に本当の勇気を教えてもらってからは、正しいことと間違っていることをしっかりと主張できるようになり、物語のラストでは掃除を女子生徒に押し付けてサボろうとした金田に物おじせず反発して精神的に成長した姿を覗かせ、性格も以前より前向きになり、クラスとも打ち解けた。なお原作では元々法子が主演となる予定であったため、性格が若干法子と似ている。ぬ〜べ〜クラスでは珍しくぬ〜べ〜のことを「先生」と呼び、「ぬ〜べ〜」と呼ぶことはなかった。第2作では登場しないが、第3作ではエンディングの背景に潤と一緒に登場している。
加々美 潤（かがみ じゅん）
声 - 柏倉つとむ
劇場版第2作「地獄先生ぬ〜べ〜 午前0時ぬ〜べ〜死す!」に登場する。内気な男子生徒。常におどおどした臆病さを呈している。ピエログッズ集めが趣味。親の仕事の都合で転校が続き、そのため友達を作るチャンスを得ることができずにおり、その寂しさを紛らわせるため唯一の友達である鏡の中のピエロに話しかけていた。友達が出来ないのは親の転校のせいだと決めつけていたが、本当の原因は鬱屈としていた自分自身の心の問題であったと気付かされ、ピエロ騒動を経て、友達を作る勇気を手に入れるようになる。静止画によるエンディングでは暗い顔ばかりが目立っていた本編とは打って変わって表情が豊かになり、ピエログッズ一色だった部屋はぬ〜べ〜のポスター1枚になっていた。第3作ではエンディングの背景に登場するキャラクターとして久美子と一緒に登場している。

## 『NEO』からの童守小学校5年3組の生徒
北 健斗（きた けんと）
茶髪にイケメンのような風貌が特徴の男子生徒。通称は「ケント」。5年3組のクラスのリーダー的存在で立ち位置としては小学生時代の広に近いが、成績はかなり優秀な方である。Tシャツを着ていることが多い。新任当初の郷子を「ヘタレ教師」と見下すなど生意気かつお調子者な性格。一人称は当初は「僕」だったが、後に「俺」になる。クラスメイトの百合愛とは共に恋愛感情を抱いているような描写があるが、彼女にスカートめくりのイタズラをしたお詫びに大人用の女性下着をプレゼントするなどデリカシーに欠けている。女子生徒にも人気があったようだが、先述の百合愛へのイタズラの一件で女子生徒たちから軽蔑され、人気も暴落した模様。
両親に半ば見捨てられて育ったため、大人に対する不信感を抱くようになり、物語開始時点で妖怪「わいら」に憑依されていた。両親の離婚が決定し、絶望していたところをわいらに引き込まれそうになるが、駆け付けた郷子によって間一髪で助けられぬ〜べ〜の助太刀により救出される。以降は担任であるぬ〜べ〜や郷子を信じるようになり、第一の理解者として騒乱の際にぬ〜べ〜たちに協力している。両親の離婚後は父親・栄二に引き取られたが、本人いわく「名字と住所を変えないため」で父親も再婚相手・土屋多絵の家にいることが多く、1人で家にいることがほとんどで家事も難なくこなしているが、極度の偏食によって味覚異常を患っていたためゲテモノ料理を作り友人たちから引かれている。PCやスマホなどを操作するのが得意でIT関連に強い。
本来は好きなものにひた向きに熱中する性格で、かつては少年野球のチームに所属して活躍していたが、自分そっちのけでいがみ合う両親を目の当たりにしたことがトラウマとなって物事に打ち込めなくなってしまった。その後、ひょんなことから親しくなった本条マサヨシからスケボーを教えてもらったことで徐々に情熱を取り戻し、特訓を重ねた末にスケボーを乗りこなすようになる。また、負けず嫌いな一面もあり、広が帰国して学校に訪れ、生徒たちの前でサッカーのパフォーマンスを見せた際には嫉妬を感じて張り合うような態度も見せている。
命名は『北斗の拳』のケンシロウから。
橘 百合愛（たちばな ゆりあ）
勉強、スポーツ、ピアノ、書道など文武両道の優等生の女子生徒で5年3組のまとめ役。一人称は「私」。制服のような服を着ていることが多い。「クールビューティー」「雪の女王」と呼ばれており、男子生徒の間でも人気が高い。座右の銘は「私は一人で何でもできる」。人一倍正義感が強く、立ち位置としては小学生時代の郷子に近いが、正義感が強いあまりに度が過ぎた行動に出ることも多々ある。プライドが高く一見大人びているが、ぬいぐるみを目前にして抱き寄せるなど年齢相応の一面も持つ。料理も上手で悪食鬼に支配された健斗に手料理を振舞い、窮地を救ったこともある。クラスメイトの星蘭とは仲が良く、「ゆりあっち」と呼ばれている。将来の夢は最高裁判事。健斗に想いを寄せているような描写があるが、本人は頑なに否定している。しかしタレント霊能力者の霊の力で茉莉に惹かれる健斗に動揺したり涙を浮かべたり、健斗との結婚式を挙げる夢を見るなど、健斗への強い思いがうかがえる言動が随所に見られる。悪戯常習犯の茉莉とは犬猿の仲。当初はエリート意識の強さから他人を見下したり軽視したりする言動が多かった。菅原道真や二宮金次郎などあらゆる歴史上の偉人の情報にも詳しい。
学校裏サイトに自身を中傷する悪口により徐々に苛立ちを見せ始め、自ら犯人を突き止めようとするも、全ての元凶である学校裏サイトが原因で自殺した女子生徒の霊に襲われるが、ぬ〜べ〜に救われる。その後は授業そっちのけで行っていた中学受験の勉強を止め、自ら進んで授業に参加している。また、試験前に健斗の家で勉強会を開いた際には友人たちに進んで教えている。男勝りで気の強い面も見せる。
『ヒロイン総選挙NUB48』の総合結果は第19位。
命名は『北斗の拳』のユリアから。
滝川 衛（たきがわ まもる）
猿顔が特徴の健斗と同級生の男子生徒。一人称は「俺」。小3のころに両親は離婚して、母親と2人暮らしをしている。別れた父親が養育費を払ってくれないために生活が苦しく、特に食事に不自由していていつもお腹を空かしている。空腹のあまりにコンビニで焼きそばパンを万引きしたり、母親の本革のブーツをレンジで焼いてむしゃぼり食っていた。郷子がノーブラで登校した瑠海を注意している際に覗き見したり、健斗が百合愛にスカートめくりをした際に紅潮させるなどエロガキ的なところもある。
実母・あけみは育児放棄していたが、自身は今でも母親のことを信頼しており、ぬ〜べ〜の演技で母と和解した。その後は母親から養ってもらえている模様。一人っ子のために弟や妹を欲しがっていたが人面樹を見て弟や妹のように面倒を見て可愛がっていた。
健斗・勇輝とは悪友仲間だが、健斗が郷子に対して教師いじめを行った際には「やりすぎではないか」と異議を唱えていた。
卯月 星蘭（うづき せいら）
小柄な外見にリボンとツインテールが特徴の女子生徒。天然ボケな性格で、学校内では「不思議ちゃん」と呼ばれている。一人称は「私」。自分を転ばせた妖怪すねこすりの境遇に同情して面倒を見ており、狂暴化しても変わることなく接している。その優しさが彼が元に戻るきっかけになっており、体型だけではなく性格も小学生時代のまことに近い。
感情表現の際には「激○○××××丸」といった独特の言葉を用いる。クラスメイトには全員あだ名をつけて呼んでいる。冬着は袖通しのケープマントを着用している。
出生後に大きな病気にかかって以来、父親から過保護に育てられており、娘の身を案じるあまりモンスターペアレントと化して事あるごとに学校にクレームをつけまくる父親に悩みつつ、自身も父親を恐れるあまりに口を出せずにいた。後にこれが災いとなり、下校途中に悪霊化した幽霊「ズリ子」に襲われるが、自らの父親に対する想いを伝えたことによりぬ〜べ〜の勝利に貢献する。同時に父親とも和解したものの、その後も相変わらずの両親の過保護ぶりに頭を悩ませている。ふわふわした性格の一方で両親の姿を反面教師的にみることができる賢しさも持ち合わせており、両親の過保護ぶりに流されることなく自身の将来を案じている他、危機に駆けつけて助けてくれたぬ〜べ〜にいちゃもんを付け始めた父を一喝して謝らせるほどにしっかりとした芯の強さも身についた。また、小柄な体形がコンプレックスだったが、妖怪・どうもこうもに襲われた時に狭い隙間に逃げて難を逃れたことで、体格の大小に優劣がないことを知って克服した。
『ヒロイン総選挙NUB48』の総合結果は第38位。
命名は『美少女戦士セーラームーン』のセーラームーンから。
小山 瑠海（こやま るみ）
小学生離れした身長と体つきが特徴の女子生徒。一人称は「私」。左目の下に泣きボクロがある。全校生徒の中で一番発育が進んでいる。身長とスリーサイズは郷子以上で、他の生徒との体格差は体育の授業などの学校生活に支障が出るほど。男子が開けられないビンの蓋を軽々開けたり、前述の体育の授業では誤って郷子を投げ飛ばしてしまうほどの怪力持ち。おしりずもうは花札大の口から胃袋が飛び出すほどの威力を持つ。肺活量も凄まじくその威力は風邪をひいてクシャミを連発した時に教室内がメチャクチャになるほど。
その体格差がついに不慮の事故を引き起こして友人たちを負傷（軽傷）させ、「自分が他の生徒とは違いすぎ、一緒に遊ばせることはできない（危険）」という郷子の意見を聞いたことで悲しみに暮れるが、古い玩具が妖怪になった一見怪物然としているがただ遊んでもらいたいだけである「九十九神」たちと出会い、笑顔を取り戻した。変質者を恐れるほど臆病だが、妖怪・尻の目に対して優しい性格。医者嫌いだが、華佗のことを「華佗先生」と呼び立派な医者として尊敬している。続編の『S』ではほとんど登場していないが、最終回の最後のページでのみ登場している。
『ヒロイン総選挙NUB48』の総合結果は第33位。
王 勇輝（おう ゆうき）
ソバカス顔に眼鏡と大きなサンバイザーを被った男子生徒。一人称は「僕」。その風貌は『キテレツ大百科』のキテレツ（木手英一）と似ている。自他共に認めるゲームオタクで常に携帯ゲーム機を持ち歩いている。足の指先だけでゲームをプレイするなど器用すぎる特技を持つ。健斗・衛とは悪友かつゲーム仲間で何かとつるんでいる。
即日購入を希望していたゲーム『もののけクロック』が完売で買うことができず落ち込んでいたところをサトシと名乗る青年から1つ譲ってもらい仲良くなる。しかしサトシ自身の正体は孤独死した悪霊であり、彼の強引なやり方に嫌気が差し、友達になることを諦めようとするも、彼の出すゲームの妖怪の魑魅魍魎によって催眠にかかってしまう。しかし、健斗をはじめとする勇輝の友達の存在に気付いたサトシが改心し成仏したことで解放された。
命名は『遊☆戯☆王』から。
苫米地 茉莉（とまべち まり）
北海道の小学校から童守小学校5年3組に転入した金髪の女子生徒。一人称は「私」。悪戯好きのトラブルメーカーで、自称「小悪魔」。前の学校では正体がバレていて警戒され、童守小ではバレないように慎重に事を進めていた。東京の私立中学を受けるために家族と離れて親戚の叔母が保護者となり居候して童守小に通うことになった。
転入当初は周囲を欺くために猫を被っておしとやかな性格を演じ、クラスメイトはおろか担任であるぬ〜べ〜や郷子にも悪戯を仕掛けたが、調子に乗りやすい自制の利かない性分が仇となり悪ノリしすぎて早々に正体がバレてしまった。度重なる悪戯の件でぬ〜べ〜が保護者を呼び出したがやってきたのは美樹で、実は茉莉は彼女の姪っ子で、童守町での居候先兼保護者であった。性格だけではなく、体型（特に胸）も小学生時代の美樹にそっくりで、実は彼女に弟子入りしようとしている。妖怪騒動の際にいたずらしたにもかかわらず、妖怪から自分を守ってくれた健斗に心惹かれるようになる。正義感の強い百合愛とは犬猿の仲だが、妖怪に襲われた際には渋々ながらもお互いに協力して対抗している。お金にも汚く、自分が教えたおまじないで衛がお金を拾ってその落とし主から礼金を貰った時には彼に分け前を要求したこともある。また、校舎に入り込んだ野良犬に落書きをしようとしてその野良犬に取り憑いた妖怪・インネンに襲われたが、ゆきべ〜に助けられた。
一方で（「いたずらが出来れば、友達なんか要らない」と嘯いているが）叔母と同様に情に厚い部分があり、鉄砲水にぬ〜べ〜たちが飲み込まれた際には悪戯に使う予定だった道具で救助したり、子育て中のハクビシンが学校菜園で育てた野菜を盗んでいたと知った際は自ら罪を被るだけではなく彼らに野菜の差し入れもしたり、野鳥の雛を野良猫から庇ったりしたがそういった一面を周囲に知られるのは当人にとって非常に恥ずかしいことであるらしい。幽体離脱を試そうとした際に地震で重い物を頭にぶつけて昏睡状態に陥り、魂が肉体の中から出たが、5年3組の生徒たちの思いとぬ〜べ〜によって肉体に魂が戻って生き返った。ぬ〜べ〜を保護者に海水浴に出向いた際にはスリングショットタイプの水着を披露したりと大胆な一面もある。
諸星 はずる（もろぼし はずる）
茄子顔と右目下のホクロが特徴の男子生徒。下の名前は第10話の携帯ゲームのフレンド申請で判明。一人称は「僕」。普段は衛と一緒に女子生徒をのぞき見してニヤニヤしていたり、健斗たちといつもゲームをして遊んでいる。
初期から登場しているが作者にも忘れ去られていたほど影が薄かったために、たびたび登場する脇役のまま放置されていたが、第32話で初主演を果たした。穂奈美のことが好きで彼女に告白する（がすぐ忘れられてしまう）。後に穂奈美に憑いていた妖怪おとろしから助けたことで相思相愛になり小さな恋が実るが、すぐ忘れられてしまう（それでも、はずるは彼女のことをかげながら見守ると言っていた）。
家は3LDKで家族はサラリーマンの父、主婦の母（週2回スーパーにパートで働いている）、小学3年生の妹がいる。
命名は『うる星やつら』の諸星あたるから。
帆中 穂奈美（ほなか ほなみ）
はずるが恋した花壇係の女子生徒。一人称は「私」。読書が趣味で図書室で本を読む。体育では跳び箱が得意。最近、いつも誰かに見られていることをぬ〜べ〜に相談していた。後にはずるに告白され仲良くなるが、すぐ忘れてしまう。自分に取り憑いていた妖怪おとろしに散々脅かされて心臓が止まりそうになった寸前、はずるに助けられ相思相愛になるがすぐ忘れてしまう。
清楚で可憐な女子生徒だが、実は隠れ腐女子で同じクラスメイトのあさみとは腐女子仲間でBLの同人誌を貸し借りしているほど仲が良い。後に屏風のぞきによって全生徒の前でばらされた時は赤面した。
あさみ
眼鏡をかけている女子生徒。穂奈美の腐女子仲間で、彼女とはBLの同人誌を貸し借りするほど仲が良い。一晩中砂はきまくるほどのBL好き。後にクラスメイトがいない教室の中で穂奈美と一緒に貸してもらった本を読んでいたところを屏風のぞきによって全生徒の前でばらされてしまう。
須場 文子（すば ふみこ）、瀬川 里亜（せがわ さとあ）
いずれも女子生徒。
花札 大（はなふだ だい）
金持ちの息子で肥満体の男子生徒。一人称は「僕」。親が有名ブランド商社の社長。立ち位置的には秀一と金田勝を足して割った感じ。ブランド品（本人曰く「ぼくの大事なステータス」）を持ちながら自慢ばかりし、金でなんでも解決したがるためクラスで孤立していて友達がいない。
学校にブランド品を持っていく度に、ぬ〜べ〜から注意をされ説教されているので彼のことをあまり快く思っていない。
ヒマな時はスマホゲームをやっているが、スマホゲームアプリの中で突如現れた「フレンドクエスト」を見つけて新ゲームだと思い試しに課金をすると衛、星蘭が寄ってきて友達になりたいと言ってきたことで、ずっと欲しがっていた友達が手に入ったことに喜ぶ。調子に乗って課金しまくり勇輝、瑠海、茉莉、百合愛を強制的に友達にして増やしていく。最後は健斗を強制的に友達にしようとしたが、ぬ〜べ〜が大の両親に電話をしてスマホのアプリを停止してもらったことで操作ができなくなる。後に自身のスマホから「フレンドクエスト」を作った妖怪・有財餓鬼が出てきて襲われかけたところをぬ〜べ〜に助けられるが、鬼の手の衝撃で窓から落ちそうになったところを健斗たちに助けられ彼らと友達になった。事件解決後は友情の印として健斗たちにスイスの有名ブランド・シュプルングルのチョコを振舞っていた。

## 『S』からの童守小学校5年3組の生徒
宇多栗 旬（うたぐり しゅん）
探偵が好きな男子生徒。一人称は「僕」。

## 5年3組以外の生徒
木村 愛美（きむら まなみ）
声 - 鈴木富子 / 島袋美由利
克也の妹。小学校2年生。両親が共働きのため、克也にずっと面倒を見てもらっている。素直で明るく、「お兄ちゃんは世界一」と、兄のことを心から慕っている。
何度か妖怪事件に巻き込まれたことがある。ある回では、克也と一緒に中古ショップで以前から欲しかった育成ゲームのソフトを購入した際、帰宅途中に事故で意識を失い、そこへ通りかかったぬ～べ～の手によって無事に意識を取り戻した。しかし、その時に愛美が胸ポケットに入れていた育成ゲームのソフトに彼女の魂が取り込まれたことで、克也のプレイ内容によってさまざまな姿に変化していく様になってしまったが、最終的にはぬ〜べ〜の手で元に戻った。
山口 圭介（やまぐち けいすけ）
晶の弟。小学1年生。晶と似た顔立ちをしている。おとないさんに怯えていた。
アニメにも登場しているが、セリフはないモブキャラとしてである。
篠崎 愛（しのざき あい）
声 - 及川ひとみ（'96）
演 - 中村ゆりか
6年5組の女子生徒。有名財閥の令嬢であり、バイオリンの腕が超一流。一人称は「私」。他にも英語を含めた四ヶ国語を喋れる童守小きっての才女。
容姿端麗、頭脳明晰。本人は周囲から向けられる期待に対するプレッシャーや特別扱いされて友達を作れない現状に嫌気を覚えており、「自分は一般人なのだ」という実感を得る手段として万引き行為を繰り返し、後ろめたさが原因で発生する怪現象に悩まされていた。
自分を特別視せず、普通の友人として接してくれるまことに特別な想いを抱くようになる。名前の由来はまこととのカップリングで『愛と誠』から。作中では積極的なアプローチとは裏腹にまことの方は全くの朴念仁であったが、のちに彼女を追って難関の私立中学を目指している。
原作やアニメではほとんど出番がなかったが、PSゲーム（後述）のキャラクターとして登場しており、それによると、歴史や文化にも造詣が深く、まことの影響で彼の趣味（ヒーロー特撮鑑賞）に合わせているところなどが分かる。
「さらにそれからの地獄先生ぬ〜べ〜」では、プロのバイオリニストとなって青年弁護士に成長したまこととツーショットで登場している。
テレビアニメには執事らしきばあやの「ユキさん（演：溝上真紀子）」が登場する。身長150cm、体重41kg。血液型はA型。4月30日生まれ。
『ヒロイン総選挙NUB48』の総合結果は第23位。
『NEO』での出演
24歳。音楽大学卒業後、一流のバイオリニストとなりコンサートのために海を渡るなど活躍している。最近忙しくてまこととなかなか会えないようである。まことが司法浪人であることは知らなかったが、稀望に襲われかけていたところを彼に命がけで守られ、本当のことを話しても怒らずに優しく受け入れてくれた。学歴や仕事なんてただの飾りだと気にしていない。まこととは相思相愛の良き恋人同士。
ドラマ版での出演
原作と違ってぬ〜べ〜クラスの一員であり、菊池静と一番親しい。また、原作と違ってまこととの関係性は薄い。
お嬢様然とした人物で原作よりもおとなしく口数は少なめで静の問いに肯定の意味で頷くシーンも多い。秀一に次ぐ怖がりで、妖怪を見て大声で叫んだり、また顔を背けたり覆ったりして妖怪自体を見ないようにしていることが多々ある。初期は秀一や晶らと鬼の手を気味悪がるも最終的には広たちに感化されて認め、「全国探しても（鬼の手を持つ教師は）絶対いないよ」と告げた。第4話では横から進入して来た陰摩羅鬼に危うく攻撃されかけた（かなりギリギリで当たらなかった）。第6話では親しい静率いるチームでぬ〜べ〜と律子先生のスクープを狙い、静と共にウェイトレスをやったり秀一に次いでノリノリだった。第7話では主役生徒5人のうちの一人であり、静、広、秀一と共にぬ〜べ〜につきっきりで声をかけ、起きないぬ〜べ〜に「これで終わりなんて嫌だよ…！」と半泣きで叫んだ。第9話では鬼化させられてまことおよび法子とクラスメートを襲いかけた（他の鬼化したクラスメイトと違い、鬼化した際に笑っていた上、なぜか法子だけを狙っていた）。原作に似てリボンで後ろ髪を留めているが、実はリボンにカラーバリエーションがある（緑や白など）。相関図によるとバイオリンはプロ級だが周りの過度な期待とプレッシャーにより他人に言えない秘密を持つ（なお、秘密には触れられないまま終わった）。
演じた中村ゆりかいわく、どこか抜けているお嬢様とのこと。
風間 守（かざま まもる）
声 - まるたまり / 平田真菜
5年2組の男子生徒。広の親友で、同じくサッカー部に所属。ポジションは原作ではDF、アニメではGK。甘いマスクをしており、女子生徒たちの羨望の的となっている。初めて登場した際には妖怪に取り憑かれていた。他クラスの生徒だが、担任である律子とは（当時）対照的にぬ〜べ〜に好感を持っており信頼していた。守という名前はアニメで判明する。アニメでは具体的な広との関係や日常生活、妖怪に取り付かれるまでの経緯などが深く掘り下げられていた。
北村 薫（きたむら かおる）
5年6組に転校してきた男子生徒。元々はサッカーをやっており実力も抜群だったが、練習中に親友を大怪我させてサッカーを断念させてしまったためサッカーをやめ殻に閉じこもっていた。ぬ〜べ〜による「妖怪セラピー」を受け、また積極的な広に触発され、元通りに復帰する。ポジションはリベロ。「それからの地獄先生ぬ〜べ〜」によると6年に進級してから広と風間の3人で童守小サッカー部を支えているとのこと。モデルは『新世紀エヴァンゲリオン』の渚カヲル。
鮎原 みどり（あゆはら みどり）
6年1組の女子生徒。一人称は「私」。自分は霊が見えると吹聴して、友人の気を惹こうとしていた。修行の成果で、本当に霊が見られるようになるが、その能力が仇となって危険を招くことに。その後、ぬ〜べ〜によって元通りになり、特技であったお菓子作りの才能で友達にアピールすることにした。名前の由来は『アタックNo.1』から。
沙知代（さちよ）
6年2組の女子生徒。一人称は「私」。親友の尾崎信子に先立たれてしまい、悲しみの余りにゴーレムの秘法を使って彼女を蘇生させようとしたために命を狙われる。ようやくゴーレムがただの化け物であることを理解し、信子の死を受け入れる。名前の元ネタは野村沙知代夫人と落合信子夫人。
村田 正和（むらた まさかず）
5年2組の男子生徒で、律子先生の教え子。幼少のころ、家が火事にあったせいで強迫性障害に陥り、「アライグマ」と揶揄されるほどの潔癖症になる。凶悪な形相の小豆洗いに手を洗えと命令されるという幻影として症状が表れていたが、ぬ〜べ〜の手引きで本来の善良な小豆洗いに手を洗われ、火事のトラウマと悪い幻影を洗い流して貰ったことで克服した。名前の由来は田村正和。
緑川 詩織（みどりかわ しおり）
異常な帯電体質という特異体質を持った田園調布のお嬢様。その異常な帯電体質は砂に行けば砂鉄が全身にまとわりつき、鉄製のものを磁石のように引き寄せ、蛍光灯を近づければ蛍光灯が灯るという凄まじいもの。そのため、絶縁体代わりに常にゴム製の雨がっぱを身に着けている。
かつて叔父を異常な帯電体質で感電させ瀕死の重体にしてしまい、ショックで失声症に陥ってしまった。
ぬ〜べ〜に体質を改善してもらうため、童守小に転入して来る。帯電体質の原因が守護霊の持つ強力な磁場であったことに気づいたぬ〜べ〜により、守護霊交代を行ってもらったことで普通の女の子に戻り、声も元通りになった。
新島 兼太（にいじま けんた）
束縛のない大自然の中で育ったことで空を飛ぶ不思議な力を身につけた少年。大商社の社長、木所太一の養子として引き取られ、木所の頼みで人間社会のルールを教え込むという目的で童守小学校に通うことになったものの、「自由である」ことが力の源であったため、人間社会の束縛の中で徐々に空を自由に飛ぶ力を失っていく。将来を懸念したぬ〜べ〜によって故郷の村に戻されたことにより、再び飛ぶ力を取り戻した。
鈴木 蘭太郎（すずき らんたろう）
3年4組の男子生徒。父親を交通事故で失い、あの世回線と呼ばれる電話を使って父親と交信しようとしていた。その回線（糸）を作っていた蜘蛛妖怪に襲われるがぬ〜べ〜により救われ、ぬ〜べ〜の力で亡き父親と会話出来た。その後も何度か脇役として登場する。名前の元ネタは鈴木蘭々から。
亀山（かめやま）
5年5組の男子生徒。図書委員に所属している。法子に想いを抱いており、思い切って彼女を誘おうとするが、そもそも好意に気づいてもらえずふられる。しかし法子が精霊パウチにとりつかれたことで途端に急接近するが、あと少しのところでパウチはぬ〜べ〜に除霊されたことで、二人の想いはうやむやになった。翌日に図書室で再会したが、その後の進展は描かれていない。
吉岡 慎介（よしおか しんすけ）（アニメ版では忘田多郎）
20年前に童守小に通っていた男子生徒で、当時教職員だった校長先生の教え子。
用水沼の近くで川に落ちて行方不明になってしまっていた。校長の話によると、まことと同じレベルの忘れっぽい男子生徒だったようである（ぬ〜べ〜大百科によれば当時の学校一の忘れんぼう生徒であるらしい）。
机の中に残されていた自身の忘れ物帳を見つけたまことのために様々な忘れ物を教えてあげていたが、その後、「まことくんの歯」という謎めいた記述を残し、実際にまことの歯がケガで抜けるという事態を起こし、その恐怖から逃げ出し用水沼の傍を通過中に沼に転落したまことを引き込んだが、済んでのところで駆けつけたぬ〜べ〜の手で成仏させられた。
まことがぬ〜べ〜に破って渡したノートの最期のページは血で張り付いており「忘れ物：僕の身体、用水沼」と書かれていた。「似た者同士のお前に最後のページを見つけてほしかったのだろう」とぬ〜べ〜は推測していた。
みほ
声 - 杉本沙織（'96）
4年生の女子生徒。壁男に攫われたがぬ〜べ〜と広と郷子によって助けられた。

### 『NEO』の生徒
山下（やました）
小柄な外見に眼鏡をかけた6年1組の男子生徒。悪霊・タカサゴの犠牲となり怪我で意識不明になるが、後に回復し退院する。
真困内 猿比羅悪（まこまない えんぺらあ）
6年2組の男子生徒。一人称は「俺」。卑劣かつ傲慢な性格のモンスターチルドレンで、事あるごとに親や教育委員会に訴えると挑発したり、教室にエアガンなどの凶器を持ち込んで大暴れしている。その暴虐ぶりは、担任の太良子先生を体調を崩させて入院させてしまうほど。
太良子先生の代理となったぬ〜べ〜にも悪戯や脅迫を仕掛けたが、数々の修羅場をくぐり抜けてきたぬ〜べ〜には通用せず、終始劣勢を強いられる。なんとかぬ〜べ〜を困らせようとして翌日、教室でボウガンを乱発する暴挙に走り、その際にクラスメートの女子生徒に向けて発射したことでぬ〜べ〜から体罰を受けるも、予めスマートフォンで隠し撮りしていたぬ〜べ〜の体罰の一部始終の動画をネットにアップしてぬ〜べ〜を窮地に陥らせた。
実は家系に取り憑く悪霊・ソンツル狐に取り憑かれており、これが彼の凶暴性を引き立てていた全ての原因であった。教育現場監査室の室長の律子からぬ〜べ〜の除名処分が決まったという嘘の知らせを聞きつけて勝利を確信した直後、再びボウガンを乱発して校内で暴れまわるが、ソンツル狐がぬ〜べ〜の手で成仏されると同時に正気に戻り、自身のこれまでの行いを知って謝罪しながら泣きじゃくった。

### 実写ドラマ版の生徒
北原徹、安岡正樹
演 - 原勇弥（北原）、河野将也（安岡）
北原は安岡の前の席で肩までのストレートヘアをもつ根暗っぽい小柄な男子生徒。安岡はまことの隣の席で金田より肥満体の色白な男子生徒。9話では鬼化していたり2人でいずなと話すシーンがあったりモブ生徒の中では金田と共に目立つ方。
吉崎圭佑、三井修、日向勉、黒木雄一郎
演 - 古指武輝（吉崎）、江口祐貴（三井）、佐奈宏紀（日向）、山田ジェームス武（黒木）
いずれも男子生徒。吉崎と三井の席は隣同士。吉崎は面長でヘッドホンを付けていることがあり、三井は小柄で小顔、日向は眼鏡で黒木は金田の隣の席。
川瀬葵、高野早希
演 - 高橋春織（川瀬）、倉持聖奈（高野）
いずれも女子生徒。川瀬がショートヘア、高野は髪を後ろで一つにたばねている。2人は9話で北原と共に鬼化している。
松本詩織、佐藤あゆみ、古田真梨子、吉野桜子
演 - 岡本夏美（松本）、三上紗弥（佐藤）、小川紗良（吉田）、加藤里保菜（吉野）
いずれも女子生徒。松本は愛とまことの間の席、佐藤は触覚系前髪で、吉田はおかっぱっぽい髪で吉野はメガネをかけている。松本と佐藤は6話にて静率いるチームでぬ〜べ〜と律子先生のスクープを狙っていた。吉野は8話で人喰いモナ・リザに怯えていた。
桐原玲子、斎藤芽以
演 - 芝崎唯奈（桐原）、小林智恵（斎藤）
ギャル風な2人組の女子生徒。桐原は茶髪のストレート、斎藤は茶髪のおだんごヘア。桐原は見た目と違って口調は敬語。9話で鬼化から解放された愛と静を心配していた。

## 教職員
高橋 律子（たかはし リツコ）
声 - 根谷美智子 / 遠藤綾
演 - 桐谷美玲
5年2組の担任の女性教師。作中では主にカタカナで「リツコ先生」と表記される。年齢は24歳。一人称は「私」。スタイル抜群の美人で童守小のマドンナであり、片想いであるぬ〜べ〜が当初惚れていた相手。ロングヘアーで容姿はぬ〜べ〜の恩師であった美奈子と瓜二つだが、彼女とは正反対の清楚な大和撫子タイプである。大の怖がりで、ぬ〜べ〜のホラー談義によく悲鳴をあげており、時に怒りの鉄拳制裁を加えることもある。教育者としての責任感はぬ〜べ〜にも負けず、教え子を守るために自分の身を省みず妖怪に立ち向かう強さも持つ。ぬ〜べ〜が高熱でダウンした際には、彼女が一人で除霊を成功させたこともあった。
当初は、自分の胸や尻をいやらしい目で見たり、怖い話ばかりするぬ〜べ〜を毛嫌いしていたが、子供たちを救うために自分の命を懸けて妖怪と戦う彼の力強い姿を見て見直し好意を抱くようになる。ゆきめを狙ってきた山神の使者にさらわれた際に駆けつけてきたぬ〜べ〜に思いを伝えるが、既にゆきめへの愛情を自覚していたぬ〜べ〜に振られてしまう。その後もゆきめと張り合ったり、ぬ〜べ〜に変わらない自分の思いを垣間見せることもあったが、最終的に身を引き、二人の結婚を祝福した。
「それからの地獄先生ぬ〜べ〜」では恋人の存在が発覚し、「さらにそれからの地獄先生ぬ〜べ〜」でも童守小にて教鞭を執っており、髪型をショートヘアーに変えていた。左手の薬指の指輪から婚約（または結婚）していたことが判明する。パラレルワールドの未来ではゆきめが山から戻ってこなかったため、植物人間となったぬ〜べ〜の介護をしていた。
名前の由来は原作執筆当時にアシスタントをしていた女性からで、「リツコ先生」という表記は彼女のこだわりらしい。アニメではピアノの腕も披露しており、良家のお嬢様育ちのような雰囲気を持っている。身長165cm、体重49kg、血液型はA型、B97W60H92、10月2日生まれ。
『ヒロイン総選挙NUB48』の総合結果は第7位。
『NEO』での出演
36歳。現在は教職を退いて文部科学省に勤務している。教育現場監査室の室長となっており、査察官としてこれまで問題教師を何十人も処分してきたスーパーキャリアウーマンとして名を馳せている。童守小の後に赴任した小学校で、6年生のある生徒が担任教師によるいじめが原因で不登校になった件を機に、本来生徒を守るべき教師が逆に牙をむいてきたら誰が生徒を守るのかと考え、教育現場の査察を行う現在の職に転向した。
ぬ〜べ〜が6年2組の男子生徒・真困内猿比羅悪に手を上げたとされる事件の報告を受け、現場査察官として2人の部下と共に童守小を訪れぬ〜べ〜と再会。ぬ〜べ〜の暴力の有無について客観的事実に基づいて判断を下すため、当初は冷徹な姿勢を貫いていた。だが、ぬ〜べ〜の多くを語ろうとしない姿勢や健斗たち5年3組の生徒たちの訴えを受けて、夜遅くまでぬ〜べ〜の暴力シーンの動画を細かく検証する。その結果、真困内がボウガンを手にしていたことと、殴ったように見えていたぬ〜べ〜が白衣観音経を握っていたことを突き止め、暴力を振るっていたのではなく除霊を行っていたという事実に気付いた。
私生活では、外資系IT企業のCEOであるピエール・ブルボンと国際結婚をしており、一男一女の母親となっている。国際結婚においては夫婦別姓がデフォルトであるため、現在も高橋姓のままである。
結婚して家庭を持ったこともあって、ぬ〜べ〜を男性として意識する素振りは見せなかったが、ぬ〜べ〜のことを今も変わらず「私にとって理想の教師」と思っており、彼の教育に対する姿勢が同僚だったころと変わっていないことを喜ばしく思っている。
ドラマ版での出演
化学教師を務めており、美しい容姿と凛とした雰囲気から生徒の憧れの的である辺りは原作同様。一本気で正義感が強い熱血教師であり、担任ではない美樹や晶にも気を配っている。当初は妖怪や霊といった非科学的な現象に対して否定的ではあり、霊や妖怪の話をするぬ〜べ〜に対してはある時期までは批判的だった。一方で、原作以上の怖がりであり、霊や妖怪のみならず暗闇の肖像画や作り物のお化けを見ただけでも気絶してしまっている。第3話ではブログをやっていることが判明し、コスプレ趣味が露呈した。また、同話でSNSによってぬ〜べ〜のセクハラ（リツコ先生の写真にキス）が判明した際には、彼に対して一本背負いを食らわしていた。第5話では悩みを抱える晶に対してお守りを作って渡す優しさを見せた。その後、晶に取りついていたジンタ（人体模型）の姿を雷や魂がぶつかり合う電流によって見た際に気絶したが、ぬ〜べ〜が鬼の手を出した際に目を覚ましてしまいすべてを見てしまう。しかし、その時に見せた彼の体を張って生徒を守る姿や妖怪に対しても分け隔てなく接する教育者としての姿勢を垣間見て、これまでの考え方（主義、主張）を捨ててすべてを受け入れた上で、ぬ〜べ〜に対して好意を抱くようになった。第6話ではメインになり、ぬ〜べ〜に恋心を抱いたがゆえに原作同様恋の匂いを嗅ぎつけたお歯黒べったりに取り憑かれる。最終的にぬ〜べ〜が説得してお歯黒べったりを成仏させた後に目を覚まし、本音を口にするも原作同様ぬ〜べ〜には伝わらなかった。その後花束を取りに行きゆきめと三角関係になる。第9話では本性を現した（というより勝ち目がないから従った）玉藻に武器を構えられて突き出されても恐れず発言し、玉藻を優しく人間に近い元の玉藻に戻した。
校長
声 - 松尾銀三 / 川津泰彦
童守小学校の校長。かまぼこひげがトレードマーク。一人称は「ワシ」。
気さくで、学校のトップに立つ立場であるが妖怪や心霊現象に対する理解があり、生徒と学校を守るために戦うぬ〜べ〜に対しては深い信頼を寄せている。彼の貧乏ぶりに呆れつつも仲は良く、よく飲みに行ったり喧嘩したりする。人脈も広く、あちこちから霊能関係の依頼を持ってきたりもする。女の子には弱い。まことの忘れ物が書かれるノート事件の犯人だった亡き吉岡慎介（アニメの忘田多郎）は20年前の教え子（当時からかまぼこ髭で色はまだ黒かった）。「さらにそれからの地獄先生ぬ〜べ〜」では定年退職し、カラオケ三昧、悠々自適の毎日を送っている。
石川
声 - 幸野善之 / 鷲見昂大
ぬ〜べ〜と仲のよい男性教師。髭や体毛が濃く、いつも教員用ジャージを着ている。一人称は「ワシ」。キャバクラなどに通いつめているらしく、ジャージのポケットに風俗店のチケットらしき物が大量に入っている。ぬ〜べ〜かそれ以上に不潔でだらしないところがあり、不潔さはインキンを患うほど。
その一方で、自分のタバコを盗んだ克也に愛の鞭を振るうなど、きちんと良識を持った教師でもある（しかしその後、ぬ〜べ〜と共に酔った勢いで克也にビールを勧めていた）。東北地方の出身。文庫版の対談によれば、ぬ〜べ〜の大学の先輩とのこと。「さらにそれからの地獄先生ぬ〜べ〜」では教頭に昇進しており、髪型や身嗜みもきちんと整えて校長にそっくりな風貌になっている。
『NEO』での出演
童守小学校の校長に昇格しており、新任教師となった郷子に5年3組の臨時担任を受け持たせた。最近になって12年前に起きた逢魔ヶ刻が再び始まったため、ぬ〜べ〜を九州から呼び戻した。
服装は昔と同じくジャージのままで、身嗜みはきちんと整えているが、出没したひょうすべの被害にあった生徒に託されたひょうすべの毛をパンツの中にしまい込んでいたり、十日間入浴していないからひょうすべの菌など平気と生徒の前で平然と言い放ったりと、不潔さと下品さは相変わらず（この時ぬ〜べ〜も自身が一週間入浴していないことを得意げに語り、石川共々生徒たちおよび郷子から猛バッシングされている）。また、昔からイタズラ好き。
大月良彦（おおつき よしひこ）
声 - 増谷康紀（'96）
5年1組の担任の男性教師。大学でプラズマを研究しているプラズマオタク。一人称は「私」。科学至上主義とも言うべきほどの根っからの科学者であり、心霊現象に遭遇しても「プラズマ」の一言で片づけ、非科学的なことは一切認めようとしない。霊能力者という存在に対しても「インチキ」と偏見に満ちた目で見ているためぬ〜べ〜とは決して相容れないが、生徒の危機には己の危険も顧みず進んで危地に飛び込むなど、生徒への真摯な想いと責任感の強さは似た者同士。ぬ〜べ〜が貧乏神に取り憑かれて家を失ったときには皆と一緒に見舞いに来ていたり、結婚式に参加していたりと、根っから険悪な仲というわけでもない。
口癖は「プラズマです」「科学的根拠はないのだぁ!」。
フルネームはアニメの第1話より判明するが、アニメでは律子先生が「おおづきせんせい」と呼んでいた。モデルは早稲田大学の大槻義彦教授。
黒井 まみ（くろい まみ）
1年生の担任の女性教師。魔女に憧れてドイツの大学に留学し、魔術書を集めて修行していた。一人称は「私」。非常に幼い容姿で言動も子供じみているが、実は28歳でぬ〜べ〜よりも3つ年上。自分と同じ霊能力者であるぬ〜べ〜に想いを寄せており、彼を虜にしようとよく未熟な魔法で散々な目に合わせている。
本物の魔女になるために強力な悪魔を呼び出そうとするも、現れたのはベベルブブというひ弱な悪魔であり役立たずとみなして見捨てていた。その後、誤って地獄の番犬ケルベロスを呼び出してしまった際に、ベベルブブ本人も悪魔として強い潜在能力を秘めていたことが発覚したため、彼との契約（＝性行為を要する）に本気になるものの、肝心のべベルブブが800年間女気がないためにウブだったという理由で文通から始めることになった。その後、紆余曲折を経て無事結ばれ、「さらにそれからの地獄先生ぬ〜べ〜」ではベベルブブとの間に子供が生まれている。
彼女が魔女に憧れたのは誕生日がクリスマスと重なるためで、子供のころから誕生日を祝ってもらえず、ひねくれて神様なんか信じなくなった…という設定が考えられていたが、表には出てこなかった。文庫版収録メイキングによると小学校低学年の読者にかなりの人気があったようだが、作者はそれが理解できなかったとのこと。アニメには登場しない（OVA版1作目のアイキャッチが、アニメ唯一の登場シーンである。ここでは速魚もアニメ唯一の登場である）。身長150cm、体重42kg、A型。12月25日生まれ。
『NEO』での出演
40歳。夫・ベベルブブと一緒に魔界にいる、一児の母となっており、一人息子の蛇魅暗をぬ〜べ〜に預け童守小学校に通わせている。
見た目は前作と変わっておらず、「こう見えても40代です」と注釈が入れられている。
蛇魅暗が学校で騒ぎを起こしたため、ぬ〜べ〜の召喚によって夫と共に童守小に姿を現した。多少ぬ〜べ〜に未練があるようで、その際に冗談とも本気とも取れる言い草で不倫を持ちかける。
教頭
声 - 佐藤正治（'96）
演 - 遠山俊也
影が薄く登場シーンは少ないが、ぬ〜べ〜が九州に転勤する際は他の教職員と共に見送りに来ていた。アニメでも登場シーンは少ないが、劇場版第2弾に出演している。ぬ〜べ〜やそのクラスに対して批判的な発言をしたことがある。
ドラマ版での出演
神木昇という名前が付けられている。原作と同様に存在感が薄めだが、校長が未登場のため上司として出演が多く、原作よりは目立っている。
蒲田
声 - 峰晃弘（'25）
広らが所属するサッカー部の顧問。ふくよか体型をしている。

### 『NEO』の職員
生江際（はえぎわ）
5年4組担任の男性教師。名前の通りの生え際が怪しい髪型が特徴。
太良子（たらこ）
6年2組担任の女性教師。
教え子でモンスターチルドレンの男子生徒・真困内猿比羅悪の暴虐により体調不良を起こして入院し、これがきっかけでぬ〜べ〜が代理を務めることとなる。

### 『S』の教員
小野乃小町（おののこまち）
童守小に新しく転任してきた保健の女性教師。容姿端麗の巨乳でウェーブがかかったロングヘアーの美人。
田舎の出身。小学生の時、学校で命に関わる大怪我をしてしまい保健室の女性教師から適切な応急処置で助けてもらったのがきっかけで保健室の教師になることを決意した。気を抜くと深い眠りに落ちて無意識に裸で歩き回る夢遊病を持つ。その病が原因で前の学校を解雇されてしまい、その後は精神科で治療を受けていた。保健室で裸になったことから石川校長から生徒にセクハラをしたとみなされ前代未聞の不祥事として注意を受けてしまうが、ぬ〜べ〜のフォローで猶予を与えてもらう。
実は、なめくじ憑きで幼いころからクジリという妖怪に取り憑かれていた。
保健室でクジリになってしまい後に調理室で生徒を襲う中、百合愛を味噌汁の熱汁から守り、味噌汁の塩分と生徒を守りたいという気持ちがクジリを引き離し、ぬ〜べ〜の鬼の手で完全除霊してもらい生徒に感謝され童守小に留まることができた。
裸になるハプニングは元々の癖らしい。ハプニング時は「こまっちんぐ」と叫ぶ。

### ドラマ版職員
喜屋武ひとみ
演 - 柴田美咲
沖縄出身の音楽教師。訛りが強めの標準語で話すが、沖縄の思い出話になると訛りが全開に近くなり周りが理解出来なくなってしまう。明るく気さくな性格の女性で、律子先生や秀一並の怖がりで、人喰いモナ・リザの話で気を失っていた。
渡 晴男
演 - 山田親太朗
いつも注意を促す紙を貼っている赤いジャージを来た体育教師の男性。
実は幽霊であるため周りには見えておらず、いつも生徒や教員に無視されている（ただし、ぬ〜べ〜は大分前から気づいてはいた）。妖怪ではないため、特にこれといった能力はないが、幽霊にしては珍しく生きている人や物に触れることができる。本人によると生前から存在感が薄かったらしい。学校の七不思議の一つになりたいと思っている。

## 童守小学校の生徒の家族
広の父親
声 - 奈良徹（'25）
長距離トラック運転手で、水産関係の卸しを行っている。愛車の大型トラックは竜の絵を象ったデコトラで、典型的なトラック野郎という雰囲気の豪快な父親。妻を早くに亡くし、男手一つで広を育ててきたが、妻のいない寂しさゆえかキャバクラ通いが趣味になっている。しかし、息子の広への想いは非常に深く、トラックを運転しながら広の歌を歌ったりもしており、1度事故に会い生死を彷徨った際も、広に救われたこだまが恩返しに広の声を届けてくれたことで復活している。広の夢にも理解力を持ち合わせ、自身も息子がプロサッカー選手になることを夢見て応援している。一方、親として広に厳しく接することもあり、トイレに行くのが面倒で2階の窓から小便した広をぶん殴ったり、百物語の件では何度もテストで0点を取っていることを叱っていることが広本人に語られている。
読み切り版でも息子の広への想いが深い人物として描かれており、悪霊の肝狸に憑りつかれてしまった広を救うために何十軒もの除霊師の元を渡っていたのだが、相手がインチキ除霊師ばかりで何度も騙され、それでも広を救うために無理して除霊料を稼ぎ続けた結果、過労で倒れて入院するに至ったことが語られている。
広の母親
広が3歳の時に死別。愛する息子への思いを断ち切れずに、幼女、かとうれいこ（アニメでは「ひながたれいこ」。声 - 馬場澄江）に転生して、再会を果たした。前世の記憶が強すぎて肉体の本来の主であるれいこの人格が危ぶまれた（アニメでは人格そのものが消滅する危険がある）ため、その将来を案じたぬ〜べ〜の提言に従い自身の記憶を抹消させた（アニメではぬ〜べ〜の力を借りている）。その後、悲しむあまり泣きついてきた広の前へ生前の姿で幻となって現れ、「ありがとう」と言い残して消えていった。
郷子の母親
声 - 溝上真紀子（'96）
かなりの美人肌だが、娘並にガサツなところがある。原作では娘と髪の色が異なるが、アニメでは郷子と同じオレンジに統一された。夫婦仲が良く晩酌もしている。
『NEO』での出演
娘の恋人・広に梅干しを送ろうとしていた。
郷子の父親
妻同様若作り。妻と比べると目立たない。郷子が狐付きに取りつかれた時は郷子の母同様、娘を心配していた。
細川 美加（ほそかわ みか）
美樹の母親。名前は原作の第168話にて判明。娘とは違いおっとりとした性格。驚異的な胸をしており、美樹曰くバストは130cmとのこと。DVDBOXの付録『5年3組学級だより』のアニメ第35話の設定資料画にはF-Gカップと書かれており、原作とアニメではバストに大きな差異がある。にこやかで目は常に閉じた形で描かれているが、アニメ第42話の1場面のみ、目を開いた場面がある。
細川忠
美樹の父親。美加と同じく、名前は原作の第168話にて判明。囲碁の有段者らしいが、声のみで顔は登場しない。サラリーマンで営業の仕事をしているようで、大企業の社長と直接取引をしている。大切に取っていたブランデーをぬらりひょんに飲まれた。名前の由来は細川忠興。
まことの母親
声 - 宇和川恵美（'96）
まこと同様に童顔で似た髪型をしている。忘れっぽいところがある。
『NEO』での出演
少し顔のしわが増えているが、まことの小学校時代とほとんど変わらない。久しぶりに訪ねてきた郷子を懐かしんでいた。
まことの父親
大人しそうな風貌をした父親。作中で係長に昇進している。スモーカーである。
『NEO』での出演
法科大学院の受験に落ちた息子・まことを心配している。
まことの祖母
千葉県に住んでいる。たまに、まことの家に遊びに来る。初恋の話などをするらしい。
『NEO』での出演
法科大学院の受験に落ちた孫・まことを心配している。
晶の母親
PTAの会長。いわゆるザマスメガネをかけた典型的教育ママで、子供に言うことを聞かせるためなら怪談話しで怖がらせ恐怖に付けこむという精神的暴力に等しい行為すら辞さない身勝手で頑迷な性格。
昌の弟の圭介をしつけるためにおとないさんの怪談話を利用していたが、それが仇となって自ら実際に幽霊に遭遇する羽目となった。
法子の母親
結構ふくよかな体格。作中で男児（法子の弟）を出産しており、子育てに追われている。夫の良き理解者。
法子の父親
集英商事で課長を務める企業戦士。仕事が忙しい余り、娘の法子にあまり構ってやれず、3年間も一緒に遊んだことがなかった。取り引き先である長崎へ飛行機で行こうとしたが、ひまむし入道によって邪魔をされたため長崎には行けなかったが、吹っ切れた様子で翌仕事を全てキャンセルし、法子と一緒に遊園地へ行って久々に一緒の時を過ごした。
金田の母親
典型的なおばさん型で口うるさい。金田本人は親そっくりと思われるのを嫌がっている。『NEO』では息子の妻・あゆみの出産を見届けた。
金田の弟
円形ハゲがある坊主頭で鼻を垂らしている。
あゆみの母親
眼鏡を掛けている女性。『NEO』では娘・あゆみの出産を見届けた。

### 『NEO』の童守小学校の生徒の家族
北 栄二（きた えいじ）
北健斗の父親。一人称は「俺」。妻とお互いに不倫をし、離婚して健斗を引き取った。しかし、当の健斗が自分には何も期待していないため、それをいいことに健斗をほったらかしで、不倫相手の土屋多絵の家に入り浸っている。「仕事で帰れないことが多い」を理由にする上、郷子からデリバリーという方法を提案された際に「お金で済む話ならすぐ手配します、では」とすぐ電話を切るなど、健斗のことを真剣に考えない自分勝手な性格。さらに、独断で物事を決めてそれを一方的に健斗に強制したり、それに反抗する健斗を平手打ちで殴るなど、かなり高圧的な態度をとる。会社の都合で大阪に引っ越すと決めたが、ぬ〜べ〜の流した映像で健斗が妖怪に襲われているのを見て健斗を助け、大阪に引っ越すことを取り止めた。その後、土屋多絵との同居をまたしても独断で決め、決定事項だとして健斗に従うよう強制する辺り、反省してないように見える。
土屋 多絵（つちや たえ）
北栄二の不倫相手の女性。一人称は「私」。26歳で、バツイチ。優しい性格で、ロングヘアーと巨乳が特徴の美人。6年前に結婚して息子・たかしを産んだが、たかしが病死し、ふさぎ込んでいたことで後に夫と離婚。派遣社員として勤めた会社で栄二と出会い、彼の部下として働く。自分の身の上を知っても親身に接してくれた栄二に好意を抱き、自分から告白。栄二のほうも自分の家族関係が冷え切っていたため、両想いとなり不倫に至った。
栄二の家で同居することになった時は、彼の息子・健斗からは毛嫌いされ、料理を作ったり風呂を沸かしても避けられていた。そして、健斗の人生を壊したことを理解しその罪悪感から家を出て行こうとするも妖怪「赤子」に憑かれ、彼女の悲しみで力を増した赤子に自殺させられそうになったが、健斗とぬ〜べ〜に助けられた。
健斗の母親
北栄二の妻。共働きで息子・健斗のことにかまっていられず、栄二と離婚し、再婚の邪魔になるという理由から互いに健斗を押し付けあっていた。健斗が小さいころ、少年野球のチームに入って活躍していたころに毎日夫婦喧嘩をしていたため、「一生懸命がんばっても誰も見てくれない」「何かに熱くなるのが怖くなる」などの深いトラウマを作った元凶になっている。回想シーンで後ろ姿や顔が黒くかかって見えない状態で少しだけ出てくるが未登場。
滝川 あけみ（たきがわ あけみ）
滝 川衛の母親。太った体型の女性。一人称は「私」。息子・衛が小3のころにDV夫と離婚して以来、育児放棄してパチンコ店に入り浸っていたが、ぬ〜べ〜の演技で妖怪に襲われ、衛に何度か妖怪から庇ってもらったり救ってもらったことで和解した。その後は衛にちゃんと食事を食べさせている他、質屋に私物を預けて新しい服や新作ゲームを買ってあげたりしている。
衛の父親
過去の回想に出てきたあけみの元夫。粗暴そうな風貌の男性。衛が小3のころに離婚し別れた後は養育費を払っておらず、あけみと衛は苦しい生活を送る羽目になってしまう。衛が赤ん坊のころは子育てを妻に丸投げしており、自分は手伝わずに競馬に夢中になっていた。DVで妻に暴力を振るっていたが、衛が彼女を自分の暴力から庇っていた時はためらっている姿が見られる。
星蘭の父親
職業は会計士。一人称は「私」。娘・星蘭が生まれてすぐ大きな病気にかかって以来、異常なまでの過保護となって育て、モンスターペアレントと化して事あるごとに些細な理由で教師たちにクレームを投げつけており、ぬ〜べ〜のことも「バカ教師」と軽蔑して毛嫌いしている。過去に健斗たちが4年生の時の担任の先生をノイローゼにさせたことがある。
自身の日ごろの行いが原因で星蘭が学校帰りに妖怪「ズリ子」に襲われた際に自身に対する本心を知り、星蘭の成長を喜びながら和解した。その後もすねこすりの被害に遭った星蘭をぬ〜べ〜の授業のせいと勘違いしたり、彼女の仮病を疑うことなく真に受けたりと過保護な性格は変わっていない模様。悪性のガンに侵されるが（ぬ〜べ〜の力を借りた）ジャンが自分の力によってガンをおじゃんにしたことで命を取り留めた。
星蘭の母親
娘・星蘭に対して異常に過保護な夫を常に心配し、宥めていた。しかし、彼女自身も星蘭に対して甘すぎる一面がある。
百合愛の母親
娘・百合愛が幼いころ、空想の友達・ジャキーと話しているのを見て心配していた。初登場の時は声のみだが、現在は後ろ姿のみの登場で容姿は不明（髪型と髪色は娘に近い）。
真困内猿比羅悪の母親
息子・猿比羅悪に過保護な女性。
真困内猿比羅悪の父親
息子・猿比羅悪や妻に無関心な男性。後ろ姿のみの登場で容姿は不明。
瑠海の母親
黒髪で娘の瑠海と同じ身長かつふくよかな体型の持ち主。瑠海がモスマンの幼虫を家に持ち帰ってきた翌朝、モスマンに自分の姿を擬態され繭の中に閉じ込めれてしまい後に病院に運ばれた（ショック状態だったが命に別状はなかった模様）。初登場時は姿が判明しておらず、風邪を引いた瑠海の診察を受けさせるために保険証を持って彼女が家に帰ってくるのを待ち続けていた。

## その他の人物

### 童守町の住民
てけてけの噂を流した高校生の不良
てけてけの噂を悪用し追い払うための呪文を教えてやるという条件で小学生からカツアゲを繰り返していた不良。
自身もてけてけの遭遇に見舞われ、意気揚々と追い払う呪文を唱えるものの当然通用することはなく、噂をまき散らされた怒りに駆られたてけてけに両足をもぎ取られて報いを受けた。
高校生の不良少年三人組
声 - 私市淳、川津泰彦（'96）
童守高校の不良の男子生徒三人組。童守小学校の学園祭を荒らしていたが、怒ったぬ〜べ〜が流した妖怪の幻に恐れて退散した。別の回ではおんぶお化けにも襲われた。
和尚
演 - マキタスポーツ
童守小学校の裏にある、真倉宗 偶然多羅（ぐうたら）派 童守寺の和尚。一人称は「ワシ」。金にがめつく無責任な生臭坊主で、人の葬儀でまともな経文を唱えずにテープを再生してごまかしたり、妖怪関連のアイテムを出して騒動を起こすことが多い。また、事態の収拾をぬ〜べ〜に押し付けることもある。
しかし根っから腐っているわけでもなく、自身のせいで死者が陰摩羅鬼と化した際には途中までだが真剣に経文を唱えて成仏させ、ぬ〜べ〜が死んだ際には真面目に葬儀を執り行っている。また、御鬼輪の贋作など、彼の持ち出してきたアイテムが意外な形で献身したこともある。
いずなとセットで登場することが多く、最初は彼女の体目当てだったようだが、似た者同士で気が合ったのか悪友のような関係になっていった。
ドラマ版での出演
いずなの父親とは旧友であるという設定で、その縁でいずなを童守寺に居候させている。また、事情は不明だが時空とも面識がある。生臭気質でビビリでヘタレ、事件をぬ〜べ〜に押し付ける辺りは原作同様。童守寺に代々伝わるあんまりヘルシーじゃない精進料理を作っていた（8話でぬ〜べ〜、いずな、生徒たちにご馳走した）。
北島 マヤ男（きたじま マヤお）
ぬ〜べ〜のために賞金目当てにペアスケート大会に出場したゆきめのパートナーとなったプロスケーター。
ぬ〜べ〜の前でゆきめといちゃついているところを見せ付けてぬ〜べ〜を怒らせてしまうが、少なからずゆきめのことは本気で思っていたようで、ぬ〜べ〜に対するゆきめの想いの強さを知り身を引いた。
げんこつ屋のおばあさん
駄菓子屋のげんこつ屋をやっている小柄な老女。古い迷信を重んじ子供たちにも容赦なく押し付けているため、「迷信ババア」と呼ばれてあまり快く思われていないが、素直な子供には優しく、迷信を素直に信じたまことにいろいろなことを教えた。
見た目はただの老女だが実は腕利きの民間除霊師であり、民間アレンジされた経文と箒に秘められた魔除けの力で除霊を行うことができる。
ぬ〜べ〜の動物霊の除霊中に「服を裏返しに着るとキツネが寄ってくる」という彼女の迷信を疑い半分で試した美樹が狐憑きに陥りまことに襲い掛かった際にかけつけ、箒の力とアレンジ経文の力で除霊に助力した。
その後、九州に行くことになったぬ〜べ〜を見送りに来ている。
『霊媒師いずな』でも再登場するが、こちらでは病気で余命いくばくもない状態となっており、彼女を救うためにいずなが起こしたある行動が悲劇の引き金となってしまう。
座敷童子のお母さん
50年前に亡くなった娘、春子（座敷童子）の母親。
自分とそっくり（自分自身）の写真が仏壇に飾られていることを不思議に思った座敷童子が家を訪れていたが、既に妖怪化していたためそのことに気づいておらず、悲しい事情を知ったまことの計らいで、ぬ〜べ〜の鬼の手で幽体離脱させたうえで精神を50年前に戻してもらったことで娘との再会を果たした。
幹久（みきひさ）
声 - 私市淳（'96）
童守中学校に通う少年。いずなが初めて恋をしたが、早紀という優等生の少女が恋人だと判明して目の前でイチャつかれて失恋で終わった。
トモコ、かずみ
声 - 友永朱音（トモコ・'96）、宇和川恵美（かずみ・'96）
いずれもいずなの同級生の童守中学校の女子生徒。トモコは原作にも登場。

### 『NEO』の童守町の住民
井狩（いかり）
工事により急遽変更された童守小学校の通学路付近に住んでいる老人男性。一人称は「ワシ」。自宅近辺で悪ふざけをしながら登下校する生徒たちに注意しており、「カミナリ親父」のあだ名で恐れられている。「子供は殴ってしつける」といった現代では許されない昭和のやり方をモットーにしており、自分と自分の子供もそうやって育ってきたという。
健斗と衛が信号無視して横断歩道を渡ろうとしたためゲンコツで注意するも2人から反感を買い、翌日その日頃の行いの恨みを晴らす報復として2人から悪戯を受ける。その後、2人を殴ろうと学校へ向かうが、自分が今まで殴るなどして叱ってきた生徒たちの保護者が押しかけ「児童虐待」をしたとして警察へと連行されるという自業自得な末路を辿った。警察からは厳重注意を受けるも、ぬ〜べ〜との掛け合いもあり、「子供たちには今後一切関わらないようにする」という条件で釈放されたが、それでも怒りが治まらなかったために妖怪・怒髪に取り憑かれる。健斗と衛に襲い掛かるが、「子供たちが憎くて叱っていた」のではなく「子供たちに立派な大人になってほしいがために叱っていた」という自身の想いにより自らの意思で怒髪を引き剥がし健斗と衛を怒髪からかばう。工事が完了し通学路が戻った後は、健斗と衛の2人から感謝の手紙と大福がプレゼントされた。
あやの
石川校長の知り合いの娘。一人称は「私」。自身にストーカー行為をしていた男性の霊が取りついたため、ぬ〜べ〜に除霊してくれるよう頼む。その霊をおびき寄せるためにぬ〜べ〜と恋人同士のふりをしていた。除霊後、ぬ〜べ〜を本気に好きになり交際を求めるが、ぬ〜べ〜からゆきめへの思いを語られ失恋に終わる。
本条 マサヨシ（ほんじょう マサヨシ）
健斗にスケートボードを教えていた20代の男性。一人称は「俺」。ある日交通事故で死亡してしまうが幽霊になりながらもぬ〜べ〜の前に現れ健斗のことを気にかけて、ぬ〜べ〜の力で短時間だけ健斗にだけ姿が見えるようにしてもらう。その後最後まで健斗にスケートボードを教えて、もう1人でも大丈夫だと聞き、安心して成仏した。
死刑囚の男性
警察病院で長年昏睡状態になった死刑囚の男性。一人称は「僕」。死刑から逃れるために生霊となってドリームサーファーになってThis manとなった。夢の中で星蘭の体を乗っ取って生き延びようとしたが、ぬ〜べ〜の鬼の手によって夢の中から追い出された後、意識を取り戻したが最期は長年の昏睡で体が弱っていたのもあったと思われる苦しみと叫び声を上げた後に亡くなった。
馬場 すず
床屋バーバー馬場を営んでいる老女。一人称は「私」。若いころに夫が借金地獄で自殺して、火事で息子を亡くした。死んだ息子が衛に似ているために衛を息子のように可愛がっている。喫煙者。
枕元に亡くなった息子が与えてくれた妖力の宿った白粉を全身に塗って若いころの姿（衛からはすずの孫娘だと思われていた）に戻り、衛と共に盆踊り大会に出場した。
中谷（なかたに）
戸成野大学農学部の長身の男子学生。一人称は「僕」。童守北の七尋山に、彼女のよしのと一緒に山小屋に泊まり込みで、研究用のキノコの採集に来た。食料買い出しのため一旦一人で下山し、戻ったらよしのがいなくなっていたため、山中を探し回っていた。
よしのとの体型の不釣り合いは気にしておらず、彼女を世界一大事な女性と心から想っている。そのため、七尋様の力で巨大化したよしのの口の中に飛び込んで毒キノコをかき出すなど、体を張って彼女を助けようとした。
吉田 よしの（よしだ よしの）
戸成野大学農学部3年生の女子学生。年齢は21歳。一人称は「私」。中谷の彼女。成人とは思えないほど小柄で幼児体型かつ童顔であり、長身で美男子の中谷とは釣り合わないとコンプレックスを感じている。中谷が下山している間に七尋様の石仏を発見し、おにぎりを備えて、中谷に釣り合うよう大きくしてほしいと祈願した。するとそこにお神酒が現れ、それを飲んだら七尋様の妖力が細胞レベルで注入され、グラマラスになると同時に巨大化してしまった。その後、中谷と再会するも、こんな体ではもう彼と付き合えないと絶望し、ドクオニタケを食べて自殺を図る。しかし、中谷の体を張った処置で命を救われ、彼の自分に対する想いを再確認した。ぬ〜べ〜の鬼の手で妖気を吸引されて元の体型へと戻り、中谷と一緒に下山していった。後に童守町営プールで行われた童守水着コンテストに参加するが客にコンプレックスを刺激されて再び巨大化してしまった。
パンツ大橋（パンツおおはし）
水着コンテストの司会の男性。スケベな性格。「ゲヒヒヒヒ…」という笑い声を出す。ぬ〜べ〜と共に褌姿になりカワエロのエロパワーを失わせる活躍をした。

### 童守町以外の人物
「A」
演 - 明石家さんま
妖怪ではなくれっきとした人間で、中学1年生以下の子供を狙う連続殺人鬼。噂によると、元は床屋だったが子供の悪戯で店を全焼させられた上に大火傷を負わされた恨みから犯行に及ぶようになったという（真偽は不明）。
これまでに優に100人以上もの子供たちを惨殺しているものの40年以上経った今も捕まっていないため、子供たちがパニックになるのを恐れた大人たちは「A」の存在を子供たちに隠し、Aが出現した際には大人だけで対抗することを決めた。
「赤が好き？青が好き？白が好き？」という質問に答えた子供を標的にし、「赤が好き」と答えた子を切り刻んで殺し、「青が好き」と答えた子を溺死させ、「白が好き」と答えた子を失血死に追い込んで殺す。
偶然道端で遭遇し質問に答えた美樹、郷子、広の3人に襲い掛かり、それぞれ「身動きできないよう両手足に石を括り付けて貯水槽に落とす」「逆さづりにした上で頸動脈に先端の鋭利な管を突き刺す」「手にした大鎌で切りつける」という残虐な手口を用いて死の寸前に至らしめた。その残虐ぶりは、鬼の手を生身の人間に対して使うことを禁忌としているぬ〜べ〜を激怒させ、やむなく幽体摘出を実行させたほどである。
モデルは赤マント。仮面のデザインは人形作家、天野可淡の作品を参考にしている。
『ぬ〜べ〜』での出演
下校途中の広たちの前に現れ、「青が好き」と答えた美樹を溺死に、「白が好き」と答えた郷子を失血死に陥れようとし、さらに「赤が好き」と答えた広を大鎌で殺そうとする。すんでのところで駆け付けたぬ〜べ〜ともみ合った末に室内のストーブの火がマントに燃え移り、火だるまになりながら校舎から転落したが、物語最後の描写で再び元通りの姿に復活し立ち去って行った。
『NEO』での出演
謎の小屋で「スリープ」と呼ばれる包帯に包まれたミイラ状態で休眠状態にあったが復活を果たし、さっそく遭遇した童守北小の生徒を殺害。「赤が好き」と答えた別の生徒と救出に入った静に襲い掛かるも、ぬ〜べ〜の新技・霊体強握により霊体を封じられ警察により捕縛されるが、取り調べ中に警察署から脱走する。
その後、アイドルのライブを見に行こうとこっそり抜け出した健斗たち4人の前に現れ、「白が好き」と答えた衛を失血死、「青が好き」と答えた星蘭を生簀の水槽に沈めて殺害しようとした。「赤が好き」と答えた健斗に襲い掛かろうとしたが、ぬ〜べ〜の助太刀で阻まれ鬼の手NEOの新技・霊体烈断で引き裂かれ川に落下した。遺体が見つからなかったためその後の生死は不明。
Aに関する謎
『ぬ〜べ〜』、『NEO』の双方において出演し、殺戮を行っているAであるが、その明確な正体については判明していない。
上述の通り、火だるまになって高所から転落するも元通りに復活している他、ぬ〜べ〜ともみ合った際に首を180度捻転させ、反動で体を回転させてぬ〜べ〜を殴りつけるなど、もはや人間ではなく妖怪と化しているかのような描写もなされた。
『NEO』では、実は10年周期で殺人を起こしていたことが判明している。丑光曰く、「10年周期で何人もの人間がAを引き継いでいる」とのこと。姿も能力も12年前のAそのものであるが、同一人物なのかは不明であるらしく、血液を見ると「ヒョーッヒョーッ」と叫びながら興奮する性質を持つ。

ドラマ版での出演
ドラマ版では怪人赤マント名義になっており、原作と違い火傷はなく子供も襲わない。実在した連続殺人鬼で死刑にされたが妖怪として復活し、Aを刻んでまだ人を殺している設定に変わっているが言動はコミカルで関西弁混じり。原作のA同様に「赤が好き？白が好き？青が好き？」の質問をし、赤と答えたら血まみれ、青なら溺死、白なら失血死となる。帰宅途中にぬ〜べ〜の前に現れ（後に分身であることが発覚、顔はブラックホールのような黒い渦）、赤が好きと答えたぬ〜べ〜を夢の世界に引き込む。夢の世界での攻撃は現実に反映される。夢の世界ではその人物に関係した人物が目の周りと唇を黒塗りした状態で現れ（ぬ〜べ〜の場合は律子、ゆきめ、いずな、和尚、クラスの生徒全員）、質問の答えに応じて赤マントと同じ鎌を出現させて攻撃する（攻撃したのはゆきめと律子）。ぬ〜べ〜の鬼の手を封印し、Aを刻む寸前で妨害に入った玉藻の火術をも無効にし（夢の世界は赤マントの思い通りになるため）2人を追い詰めるが封じた鬼の手が無限界時空により復活、鎌を吹き飛ばされ強制成仏させられた。強制成仏で消滅したため原作のように復活はしていない。
桜井 奈絵（さくらい なえ）
大人気の小学生アイドル女優（当時はチャイドルと呼ばれ、連載当時はブームにもなっていた）。一人称は「私」。美貌もさながら、母親譲りの演技力を持つ。原因不明の夢遊病で苦しめられ、ぬ〜べ〜の元を訪ねて来た。モデルは当時チャイドルブームを生んだ安達祐実と、作者・岡野のデビュー作品『AT Lady!』の主人公から。
秋山 恵（あきやま めぐみ）
文庫本版の特別書下ろし作品「九月のレクイエム」に登場する少女。ぬ〜べ〜が教生時代に初めて除霊を行った相手でもある。（現代では）ワンピースと大きな帽子を着用したおしとやかな少女で、容姿は回想と現代であまり変わらないものの、小学生から見ると目上に見える様子。
7代前の先祖にかけられた式鯰の呪いが顕在化して体が衰弱しきっているため不登校となっていた。着任早々そのことを聞きつけたぬ〜べ〜が数日がかりの除霊を行い、除霊自体は成功したが、衰弱しすぎており肉体的にはすでに手遅れだった。失意に陥り教師の道を諦めかけたぬ〜べ〜に対し、自分に精一杯尽くしてくれたことへの感謝の言葉と、教師となってたくさんの子供たちを救ってあげてほしいとの遺言を残してこの世を去った。
エピソード本編ではぬ〜べ〜に1日限りの再会を請う手紙を送り、それを覗き見た生徒たちが逢い引きと勘違いしてぬ〜べ〜の後をつけてきたため、彼らも交えて交流を楽しみ、馴れ初めを明かす。彼らの笑顔を見てぬ〜べ〜が自分との約束を守ってくれていることを感じて満足し、生徒たちには自分が故人の霊であることは明かさずに別れた。
八百比丘尼（やおびくに）
速魚の肉を食べ不老不死となってしまった尼層。不老不死となったが、それと引き換えに副作用として、永遠に、とてつもなくバカでドジな性格となってしまう。体が木っ端微塵になっても肉片が集まり再生するほどの生命力を持っている。不老不死の人生で様々な戦闘技術を学び、速魚に復讐するため彼女を襲うが、やることなすこと失敗だらけであまりに悲惨なためにみんなから同情される。普通に年を取り普通に死にたいと思っていることを告白した。速魚が、自分の生き肝を食べることで不老不死ではなくなることを伝えて自ら肝を差し出すが、速魚の余計な気遣いで肝が焼かれてしまったことで効力が無くなり、肝が再生されるまで300年待たされることになったショックで失神してしまった。
杉田 琴美（すぎた ことみ）
洞窟に野ざらしにされていた白骨死体。一人称は「私」。遠足の下見に出かけて洞窟の崩壊に巻き込まれ、洞窟に長時間1人で閉じこめられて発狂寸前だったぬ〜べ〜が、反魂の術（禁呪）で甦らせた。洞窟の中でぬ〜べ〜の話し相手となり、ぬ〜べ〜と出口を見つけたことで洞窟の外に出る。しかし、ぬ〜べ〜が蘇生の直前に発見して隠しておいた自分の遺書を見つけてしまったために、恋人に死なれて自殺した過去を思い出し、絶望からぬ〜べ〜の前で再び白骨と化した。
百鬼 久作（なきり きゅうさく）
別名「妖怪博士」。「結成!!童守少年妖撃団編」のキーパーソン。童守町の古代遺跡を研究していた科学者。一人称は「私」。
遺跡から大気中の霊力を集める装置を発掘・再現することに成功したが学会からは認められず、作動中の機械の暴走事故で妻・恵子を失い、自身も妻を助けようとして重傷を負ってしまう。その後、復讐と同時に妻を生き返らせるため究極の悪の妖怪オロチの復活を目論んで生贄となる若い子供たちの新鮮な魂を集めるための呪いのゲームを開発し、さらにゲームの調査を始めたぬ〜べ〜と玉藻をも石化させてしまう。その後、陽神の術で難を逃れた二人と呪いに巻き込まれた晶を救うべく館を訪れた広たちを排除すべく、前述の霊力収集装置を使って生み出した妖怪軍団や、霊力をエネルギー源とする超古代の武装兵器を用いて立ちはだかる。
強大な古代兵器の力でぬ〜べ〜と玉藻の二人を追い詰めるが、古代兵器の力を得た広たちの善戦で巻き返された後、ぬ〜べ〜と玉藻に止めを刺される。隙を見てオロチ復活を早めて目論見を果たすものの、広たちの手で呼び出された善の究極妖怪ケサランパサランによってオロチを抹消させられ完全に敗北する。ケサランパサランの力で魂を浄化されたことで己の過ちを悟り、妻と共に成仏した。
百鬼 恵子（なきり けいこ）
妖怪博士・百鬼久作の妻。霊力収集装置の実験中、嘘と決めつけて憤慨し機械を壊そうとする学者たちを留めようとして機械の暴走に巻き込まれて死亡してしまう。現在はプラズマ球体のような形の魂となって本人の遺体と共にこの世に留め置かれており、妖怪博士は彼女の魂を肉体に戻して完全に蘇らせることを目的としている。
怒りと狂気に駆られた夫が目的のためにたくさんの子供たちの命を奪い始めたことに心を痛め、妖怪館を訪れた宏たちを妖怪から守って自らの元へ導き、全ての事情を話して事件解決の術として古代兵器を与えた。
宏たちの活躍によってオロチが消滅した後、生前の美しい姿となって夫の前に現れ、犯した罪を悔いる夫を慰め、共にケサランパサランに導かれて成仏していった。
越智辺 ゆう子（おちべ ゆうこ）
妖怪探しを依頼しにぬ〜べ〜を訪ねてきた落ち目の女優。一人称は「私」。コンプレックスの塊で、色々な願望を恋人の龍宮童子に叶えてもらえっていた。その代償に童子が目も当てられないほど醜くなっていったため彼を見捨てた結果、彼の妖力を失ったことで深夜番組にすら呼ばれなくなるほど凋落した。彼を探し当てて再び有名女優に返り咲こうともくろんでいたものの、竜宮童子が願いを叶える度に醜くなるわけを教えられ、あまりにも醜くなり死の寸前に至るまでどん底に陥った童子を見てショックを受けて改心し、自分の美しさや名声と引き換えに神に祈ったことで元に戻った童子と結ばれる。
内村 ゆうき（うちむら ゆうき）
童守町のアイドルで作中に度々登場している。一人称は「私」。嫉妬されることもあるようでオーディションに落ちた女にナイフで殺されそうになったところを速魚の歌声に助けられたこともあった。作中ではテレビ番組以外にも度々登場している。
寺田 明子（てらだ あきこ）
声 - 宇和川恵美（'96）
童守町のニュースキャスターでニュース番組に度々登場している。口裂け女の追跡取材中には本当に口裂け女三姉妹に遭遇してしまった。
なお、アニメ劇場版1作目にも登場したが、その時は担当声優の名で宇和川を名乗っていた。
九州の小学校の生徒たち
後日談「それからの地獄先生ぬ〜べ〜」に登場したぬ〜べ〜の転任先の小学校の生徒。ぬ〜べ〜のことを「ぬ〜どん」と呼んでいる。うち3人が『霊媒師いずな』にも、過去から戻ってきたいずなのことで玉藻が九州のぬ〜べ〜に連絡した際に登場。なお、3年後も小学生であったため「それからの地獄先生ぬ〜べ〜」当時は小学校1年生〜3年生と考えられる。相変わらずぬ〜べ〜のことをぬ〜どんと呼んでおり、「奥さん」をネタにしてからかっていた。

### 『NEO』の童守町以外の人物
山崎 絵里（やまざき えり）
長野県の山中にある次元エネルギー研究所の所員で、研究チームのサブリーダーの若い女性。一人称は「私」。丑光の恋人で、彼を「みっくん」と呼ぶ。郷子に結構似た容姿をしている（そのため、丑光は郷子を見る度に絵里を思い出していた）。
「人間の思念が次元を作る」という持論の元、量子力学を通じて異次元（天国や地獄）を観測する研究に情熱を捧げており、研究の内容からオカルト関係の研究者の意見も聞くべきと考え、オカルト専門家として研究所に招かれた丑光と出会う。最初はオカルトマニアでオネエ口調の丑光に引いていたが、共に研究を進めるうちに打ち解け、彼とデートしたことでより親密になり、いつしか研究所公認のカップルとなった。
かなりの甘党で、イライラしている時に角砂糖をむさぼる癖がある。また、丑光の作ったシフォンケーキに目を輝かせて感激していた。
大規模な実験装置に自らが乗り込んで異次元（地獄）を見に行こうとするが、逆に地獄の側からやってきた地獄人ラミアに体を乗っ取られてしまった。以降、ラミアの肉体として利用され続けており、丑光がヴィムクに従う原因となっている。
ラミアの憑依が不安定な時があり、ラミアが丑光を殺そうとした際、一瞬だけ自我を取り戻し丑光を救った。また、一時、完全に自我を取り戻し、丑光から地獄人のたくらみを聞かされ、自分のために悪事に加担している丑光への自責の念に駆られる。それと共に自分の中に存在する悪しき存在に気づき、自分の体をこれ以上利用させないよう投身自殺を試みるものの、再び自我を乗っ取られ失敗。その後、ラミアが鬼天帝の体を乗っ取り、真・鬼天帝となったことでラミアの憑依が解け、遂にその呪縛から解放された。
戦いの終結後は呪縛から解き放たれた同僚たちと共に長野の研究所に戻り、研究を再開している。
男性研究員たち
絵里の同僚にあたる、次元エネルギー研究所の所員たち。体格の良い大柄な男性と高い鼻が特徴的なおかっぱ頭の男性の二人組だが、共に本名は不明。
絵里と共に大規模な実験装置に乗り込んで異次元（地獄）を見に行こうとしたが、大柄な男性はブラド・ツェッペ、おかっぱ頭の男性はジルド・レイに体を乗っ取られてしまう。それ以降、両者はブラドとジルドの肉体として利用され続けていた。
アリーナ再建後の太降臨祭では、会場が地獄の気で満ちたことで、両者ともにブラドとジルドの呪縛から解放された。
戦いの終結後はラミアの呪縛から解き放たれた絵里と共に長野の研究所に戻り、研究を再開している。
梅澤（うめざわ）
ゆきんこ製菓（株）の執事の男性。常にタキシードと眼鏡を着用しているイケメン。カルラに社長のゆきめからの指令を伝えたり、カルラの身辺の世話兼お目付け役としてカルラの戦闘能力を落とさないため食事へのダイエットサプリ混入やカロリー計算などを行なっている。性格は極めて冷静沈着で、感情任せに怒鳴ったり暴れたりするカルラ相手でも動揺することなく淡々と接している。武術の心得もあるが、五徳猫が現れた際は「相手が妖怪ではあなたではムリ」とゆきめに制止された。カルラが童守アリーナに潜入した時は自身も別ルートで潜入し、ヴィムクの工作員である馬頭や魚籃は勿論、地獄人ブラド・ツェッペにも見つかることなく爆薬を仕掛け、アリーナの爆破を成功させている。
ハニートラップ
児童養護施設「ゆきんこ学園」で暮らしている幼女。「ハニートラップ」はカルラがつけた呼び名であり、本名は不明。「床下に大きい猫がいる」と言って施設の床下に潜った際、境界法術によって召喚された五徳猫に囚われ食べられそうになる。しかし、危機一髪のところを麒麟の角を用いたカルラに助けられた。
アデリーナ
広が所属するセリエA「ペペロンチーノ・ハバネロ」のチーム秘書を務めるイタリア人女性。ぬ〜べ〜が一目で見惚れるほどの超美人で、広曰く「郷子の10倍はオッパイでかいし色っぽい」。カタコトだが日本語を話せる。
広の日本帰国に同行し、広の行き先に車で彼を迎えに現れる。広のお目付け役のような存在で、膝の容態に構わず外出を繰り返したり、膝の怪我のことを恋人の郷子に話そうとしない広に頭を悩ませていた。郷子に広の愛人と誤解されてしまう。
ドクター江楠
高井賀大学病院の男性外科医。広の膝の手術を担当した。一人称は「私」。
沼崎 終造（ぬまざき しゅうぞう）
熱血ハンターの男性。
ピエール・ブルボン
高橋律子の夫で、外資系IT企業のCEO。国際結婚をしていて、彼女の間に一男一女を儲けている。妻の律子がぬ〜べ〜の教員免許危機を解決した後、家族で楽しくネズミーランドに向かう。

## 霊能力者
葉月 いずな（はづき いずな）
声 - 本多知恵子（'96） / 高岡香（CR版アニメーション）
演 - 山本美月
イタコの孫娘で、童子守中学校2年A組の女子生徒。14歳（『地獄先生ぬ〜べ〜』当時）。
「葉月いずな」を参照
美奈子先生（みなこ-）
声 - 勝生真沙子（'96）
演 - 優香
小学生時代のぬ〜べ〜の担任だった女性教師。一人称は「私」。作中では故人。ヒーリングを得意とする霊能力者。自身もその身に宿す力ゆえに周囲から迫害を受けていた過去を持ち、同じ境遇に苦しんでいたぬ〜べ〜をヒーリングで除霊し、その身に宿す霊能力がいつの日か役に立つと諭すなど、心身両面で支えていた。ぬ〜べ〜にとっての憧れの人であり、永遠の恩師である。
強力な悪霊に取り憑かれたぬ〜べ〜を救ったのと引き換えに命を落とし、引きずり込まれた地獄で鬼に魂を喰われてしまう。その後、鬼がこの世に現れた時、かろうじて残った意思の力で鬼をぬ〜べ〜が新任したばかりの童守小学校へ向かわせ、彼の左手に封じさせた。以来、鬼の内側からその力を抑制して封印に助力し、ぬ〜べ〜と協力して鬼の力を制御している。ぬ〜べ〜一人では力を制御できないため、彼女が抑えるのをやめると瞬く間にぬ〜べ〜は覇鬼に支配されてしまう。
普段は鬼の中で眠りについているが、完全に意識が絶えているわけではなくある程度の意思疎通は可能。
覇鬼との和解によって封印の必要がなくなったことで長年の束縛から解放され、ぬ〜べ〜や生徒たちとつかの間の交流を楽しんだ後、ぬ〜べ〜自身の手で自らを成仏させるよう頼み、涙しながら別れを告げた。
最期の回想などでは高潔で優しい人物に見えるが実際のところはかなり豪快な性格で、人並み外れた健啖家である。また、潔癖なところもあり、ぬ〜べ〜の霊力が一時的に上がる特定の日によって魂が一時的に目覚められる状態になったとき、彼のスケベ心が原因の出来事で衝突したことがある。後の設定によると、ぬ〜べ〜の母親に容姿が似ていたことで彼に憧れを抱かれるようになった。また、律子もこの2人に似ているらしい。
生前は軽度な除霊しか経験がなく、死亡の原因となった強力な悪霊に対しては不意打ちで取りつかれたためなすすべもなかったが、霊能力そのものは大型妖怪を退散させるほど強力。リツコ先生の魂と融合した際には薬師如来の真言を駆使して妖怪退治に加わった。
『ヒロイン総選挙NUB48』の総合結果は第18位。
ドラマ版での出演
覇鬼と共にぬ〜べ〜の左手内の異空間におり、原作とは異なり覇鬼の体の外で生前の姿でいる。ぬ〜べ〜の相談役になっているが、覇鬼の話に変わった発言で首を突っ込んでいる天然な性格になっている。
また、ぬ〜べ〜の左手に覇鬼を封印したのは彼女が単独で行っており、青年期のぬ〜べ〜と共に覇鬼と戦っていた時に「自らの命と引き換えに覇鬼を封印したため」に落命し、その魂は覇鬼と共にぬ〜べ〜の左手に封印された。覇鬼が手から抜けた際になんどかぬ〜べ〜の前に現れ助言、最終的には封印に自分は必要無いと悟り自ら成仏したと思われたが、ラストにて鬼の手の中に復活していた。
無限界 時空（むげんかい じくう）
演 - 高橋英樹
TV番組などにも出演する霊能力者の中年の男性。一人称は「俺」。極めて高い実力を持つが、1回の除霊に数百万円という大金を要求する強欲な仕事振りのため、霊能力で金を儲けることを良しとしないぬ〜べ〜と対立している。
その正体はぬ〜べ〜の実の父親で、互いに承知のうえで対立している。かつては貧乏ながらも近所の人を無償で救う善意の霊能者だったが、妻（ぬ〜べ〜の母親）が病気で倒れ大金が必要になった時、手のひらを返されるように裏切られて愛する人を喪ったことで人の心の醜さに失望し、「この世は金が全て」と考えるようになってしまった。
後に、妻が周囲を恨むことなく「バカになってでも人を救え」と息子に言い残していたことを聞かされ己の過ちを悟る。しかし汚い仕事に手を染め続けた自分を父親と呼ばせることをためらってあくまで表面上は対立の姿勢を崩そうとしなかった。その後、山神オオミズツのたたりの原因であるぬ〜べ〜とゆきめの仲を引き裂こうとするが最終的に敗北を認め、息子への償いの意も込めて自ら人柱となってオオミズツを封印し、この世を去った。
かつて修行時代のぬ〜べ〜に偶然出会い、父を超えた霊能力者になるという彼の志を認め、彼の霊能力を鍛え上げた（その時は素顔を隠していたためぬ〜べ〜は気付いていない）。
実力の高さはぬ〜べ〜以上であるが、除霊の手法については伝統や見聞に則ったやり方を重視しているため、予想外の出来事に遭遇した際に動揺させられるなど、詰めの甘い部分もある。
原作者の真倉翔は、高飛車なところは『美味しんぼ』の海原雄山、人間的に弱い部分は『ブラック・ジャック』の主人公・間黒男の父をイメージしたと語り、デザイン上のモチーフとして、作画の岡野剛は俳優の安藤三男を挙げている。
ドラマ版での出演
冥界とこの世をつなぐ扉である天狗塚を開き妖怪たちを呼び寄せ、今回の騒動を引き起こす。
童守寺で鵺野鳴介の名を聞いた途端不機嫌になり、「未熟な霊能力ではだれも救えない」という彼の発言をいずなから聞き「一番未熟なのはあいつだ」と怒りを見せている。第6話にていずなから「時空ちゃん」と呼ばれ、「偏屈頑固親父」とすら言われる。いずなに対し笑みを零すが、苦笑いだと言い張った。自身からぬ〜べ〜は自身を父親とは二度と呼ばないだろう、と寂しげに呟いた。第7話でぬ〜べ〜が怪人赤マントに取り憑かれた際は「私に助けられたくないだろう」と宣言し協力を拒むが、いずなの言葉を思い出して水晶を前に座っている赤マントの分身の前に現れ、水晶から力を送り続けて鬼の手の封印を解いた（相当力を送ったようで、水晶が割れた後膝をついて疲弊した）。後に玉藻と語り合うが、咳込み吐血、時間が無いと呟いた。第9話では絶鬼に倒され、ボロボロになりながらぬ〜べ〜に鬼（絶鬼）が現れたことを伝えるため童守寺に現れた。のちにぬ〜べ〜が来た際に母が死んだ本当の理由は不治の病であるとぬ〜べ〜に話した。自身も身体を病に蝕まれている。絶鬼を鬼門に落とす際に絶鬼に鎖鉄球を巻きつけられるが自身ごと落とせ、鬼化を倒すなら鬼になれと発破をかけ、絶鬼と共に鬼門に落ちるもぬ〜べ〜に救われた。最終話では覇鬼の絶望により矢を受けて瀕死の重症に陥り、死に際に邂逅して全てが終わったのち一言残した。
明石谷 一馬（あかしや かずま）
全宇宙の現在過去未来、あらゆる情報が記録されたアカシックレコードを見ることができる超能力者の老人男性。一人称は「ワシ」。
当時は大人気予言者としてお茶の間を騒がせていたが、テレビを通じて行った予言のすべてが外れたため詐欺師とみなされてテレビ界を永久追放され、きなこ餅売りの屋台を牽いて町を放浪するようになった。
実際はまごうことなき本物の能力者であり、予言した事件や事故も本当に起きるはずだったのだが、人々が予言を回避するために動いたことで未来が変わってしまい、結局予言通りにはならないという結末に収束していくために誤解を受け続けていた。
たとえ世間に認められずとも、尊い人命を救うためならば嘘つき呼ばわりされることも厭わないというその真摯な姿勢に感銘を受けた鵺野から素晴らしい預言者だと称えられた。
名前の由来はアカシックレコードに加え、明石家さんま（出っ歯の風貌）と競馬新聞の一馬から。
ヤン・カイルン
中国人の霊符師の男。一人称は「俺」。子供のころに自分の妹を妖怪に殺された悲しみから妖怪に対して強い憎しみを抱くようになり、妖怪を無条件で悪と見なしその撲滅を目論んでいる。目的を果たすべくぬ〜べ〜に接近して鬼の手を奪い妖怪に対する無差別殺戮を行い、阻止しようと立ちはだかるぬ〜べ〜と敵対する。鬼の力と霊符の力で優位に立っていたが、自身の憎しみと鬼の妖気の共鳴によって醜悪な化け物と化してしまう。止めを刺すだけでは何の解決にもならないというぬ〜べ〜の判断の元、妖怪たちの協力で体に蔓延する妖気を吸い取られたことで元の姿に戻り一命をとりとめる。憎んできた妖怪たちに救われたこと、そして「憎しみに満ちた心こそ邪悪」とぬ〜べ〜に諭されたことで己の過ちに気づいた彼は、復讐ではなく、人間を苦しめる悪霊や悪しき妖怪を退治することこそ妹の敵討ちに繋がることを悟り、鬼の手を返して中国に帰っていった。ぬ〜べ〜からその背中に向け「頑張れ」と胸中で声援を送られた。
霊符師としての能力は極めて高く、学校全体に仕掛けた霊符の罠でぬ〜べ〜を苦戦させ、霊符だけで妖怪を退治できる実力の持ち主である。
管乱坊（かんらんぼう）
いずなが長老の娘から託された伝説の管狐を追ってきた管狐使いの初老の男。一人称は「ワシ」。管使いから構成される闇の集団「死魔蛇集」の長であり、全身を管狐の巣に改造して戦闘用に強化している。伝説の管狐がもたらす「真の富」を手にするべく、伝説の管狐が生まれる筒を奪うためくだの里に急襲し、里の長老の娘によって持ち出された筒を託されたいずなと、筒から生まれた伝説のくだ・ゲドを付け狙う。
管使いとしての実力は高く、いずなや鬼の手を持つぬ〜べ〜をも苦しめたが、ゲドとの絆を深め精神的に成長したいずなに敗れる。直後、隠れて様子を見ていた広、郷子、美樹を盾に取りゲドの体内への入り口を開けさせるも、美樹、郷子、広、いずな、ぬ〜べ〜に反撃されたことで失敗。いずなの命令によって閉じゆく真の富の扉を力づくで抑えようとするものの、無理がたたって押し出されてしまい、扉の内側に取り残されたままゲドの死と共に消滅していった。
雀狐（ジャコ）
管乱坊専用の管狐。鋭い金属質のような体を持ち実力も高く、ぬ〜べ〜の管狐である覇狐を一撃で敗北に追いやった。管乱坊とは幼少期からのつき合い。
空虚（くうきょ）
2巻に登場。額に丸と+を足した傷のような模様があり、諸国を漫遊し幸せを売り歩くと称する美男子の法力僧侶。
実際は金目当ての悪徳霊能力者であり、性格改善と称して悪霊である千鬼姫を郷子に憑依させた。ぬ〜べ〜によって千鬼姫を「返品」され霊障に見舞われる。その後、師匠に千鬼姫を祓ってもらい、ぬ〜べ〜への逆恨みをして師のところに持ち込まれていた霊霧魚の卵を買い取って童守小で孵化させたが、その際に生じたエネルギーの爆発に巻きこまれ死亡した。

## ヴィムク
『NEO』において、霊や妖怪絡みの事件の背後で暗躍している組織。組織のメンバーが何人も童守町に潜入しており、「逢魔ヶプロジェクト」と呼ばれる計画を進めている。これは「境壊法術」という術で少しずつ現世と冥界（あの世）の境を壊し、逢魔ヶ刻を人為的に引き起こすというもので、これによって童守町で霊や妖怪絡みの事件が再び多発するようになった。その最終目的は、童守町を冥現世決壊領域に陥れて「大羅刹鬼天帝」を降臨させること。逢魔ヶプロジェクトの障害となりえるぬ〜べ〜を「N」と呼び、彼に組織の存在や活動を悟られないよう警戒している。
ヴィムク自体は元々は人間の宗教秘密結社であったが、地獄人に乗っ取られ今の「逢魔ヶプロジェクト」を進める強大な組織となった。政財界や大手企業の経営者にも多くのメンバー（信者）がおり、彼らからの出資金が組織の主な財源となっている。

### 羅刹（らせつ）
ヴィムクが「逢魔ヶプロジェクト」によって現世に降臨させようとしている存在で、桁違いのパワーと知性を兼ね備えた最強の鬼。地獄の鬼たちや天狗族からは「羅刹」、地獄人やヴィムクの信者たちからは「大羅刹鬼天帝」（略して「鬼天帝」）と呼ばれている。ラミアによると、はるか昔に地獄人と眷族になる契約を交わしたという伝承が、地獄人の間で言い伝えられている。また、地獄から人間界に降臨する際に多大な妖力を必要とし、それゆえ降臨直後は妖力を使い果たして弱った状態になるため、供物として強力な霊力を持つ人間が必要になる。天狗族の太古の巻物には「千鬼の力を持つ」と記されており、絶対に関わってはならないと言い伝えられている。その伝承の通り、覇鬼たち鬼三兄妹の攻撃が全く通用せず、絶鬼に一撃で重傷を負わせ、彼に「巨象に群がるアリのような気分にさせられる、終わりの見えない絶望的な戦い」とまで言わしめたほどの強大な力を持つ。また、大天狗は、今のぬ〜べ〜が鬼天帝と相対すれば「ミジンコと恐竜」だと評した。
実は太古の昔、そのあまりもの暴れぶりに耐えかねた鬼たちによって封印されてしまったため、今では角の生えた土偶のような外見に変貌し、周囲の音に反応して動くだけの意思のない人形になり果ててしまった。しかし、その強大な力だけは今もなお健在であり、その力を利用しようと企む地獄人ラミアに地上に呼び出された末、体を乗っ取られてしまった。
真・鬼天帝
地獄人ラミアが地上に降臨した羅刹（抜け殻）の体と融合した姿。土偶のような姿に変貌した羅刹の意匠を残した衣服を身にまとった、巨大な女性の鬼といった風貌になっている。
パワー・スピード・防御のすべての面が圧倒的なまでに強化されており、腹部から超大出力のエネルギーを発射できる。また、巨体でありながら非常に俊敏に動くことができる。体は全身が強力な妖力で覆われた「究極の鎧」と化しており、ぬ〜べ〜・ゆきめ・カルラの一斉攻撃を受けてもびくともしない。
当初はラミアが羅刹の妖力を解放しきれていなかったこともあり、絶鬼から地獄で戦ったころより弱くなっていると侮られる。しかし、覇鬼たち鬼三兄妹の集中攻撃で痛手を受け怒りが限度に達したことから、肉体が金色に輝き、地獄で覇鬼たちと戦ったころと遜色ない強大な力を発揮出来るようになった。
最終的に、20倍近く霊力を溜め込んだぬ〜べ〜の渾身の鬼の手NEOの一撃を食らい、ラミアごと肉体を粉砕された。

### 地獄人（じごくびと）
ヴィムクを牛耳る羅刹の眷族で、組織に「逢魔ヶプロジェクト」の計画をもたらした存在。羅刹を人間界に降臨させ、人間界を蹂躙しようと企んでいる。人間界では本来の姿では存在できないため、長野の次元エネルギー研究所の所員3名を憑代として人間界に出現した。研究所の出資者たちに「大羅刹鬼天帝を降臨させれば何でも願いが叶う」と吹聴し、資金を集めて活動を開始。その出資者の中に宗教秘密結社「ヴィムク」の幹部がいたことから、その幹部たちを介してヴィムクを乗っ取り多くの信者を獲得、強大な組織を作り上げた。
全員が仮面で顔を隠し、マントや鎧など独自の衣装を身に纏っている（これらの衣装は、食玩メーカーの海王堂に特注したもの）。戦闘では霊力や妖力とは異なる「超能力」を操り、各々がぬ〜べ〜やカルラと互角以上に渡り合う力を持っている。しかし大天狗によると、人間の体に憑依しているため本来の力の半分も出せておらず、実際の力量はぬ〜べ〜を遥かに凌駕しているという。
賛同企業から集めた出資金で、童守町の西のはずれに巨大なドームスタジアム「童守アリーナ」を建設し、鬼天帝大降臨祭（ダーク・ペンテコステ）を目論んだ。しかし、出資企業にヴィムクの息がかかっていることを突き止めたゆきめにより、アリーナが破壊されてしまう。しかし、それでも鬼天帝降臨を諦めてはおらず、アリーナの再建し、多くの信者を観客として大降臨祭を開催した。
ラミア
3人の地獄人の一人。破れたボディースーツを身に纏うグラマーな女で、組織内での肩書は「導師」。一人称は「私」。次元エネルギー研究所のサブリーダーであった山崎絵里に憑依している。
はるか昔に大羅刹鬼天帝と眷属になる契約を交わしたという、地獄人の伝承を継承している。髪の毛を自在に操る力を持ち、攻撃や拘束に利用するほか、髪の毛から大小様々な魑魅魍魎を生み出すことができる。
性格は冷酷かつ残忍非道で、人々の死を邪悪な表情で嘲笑うなど、凶悪な面を見せている。また、冷静さと一種のカリスマ性も有しており、計画の進行が遅れていると丑光を再三非難するメンバーたちを一言で黙らせたり、殴り合いの喧嘩を始めたジルド・レイとブラド・ツェッペを一喝したりしている。
ハッキングで得た映像でカルラを倒したのがぬ〜べ〜（N）だと知り、丑光がぬ〜べ〜について虚偽の報告をしていたことを見抜く。その後、教育実習生「山崎良美亜（やまざき ラミア）」として童守小に赴任。その色香で惑わせた健斗たちから鬼の手の情報を聞き出したり、髪の毛から生み出した妖怪を差し向けて実際に鬼の手NEOの力を見るなどし、ぬ〜べ〜の力量を確かめた。最終的には、彼を降臨した大羅刹鬼天帝への供物に奉げようと目論んでいる。
実は一連の事件を裏で操っていた真の黒幕。地獄に生まれた存在としての高いプライドを垣間見せており、地獄という次元や、妖怪、魑魅魍魎の全てがクズと見下している人間の思念によって創り出されたという事実を受け入れられず、人間もろとも人間界を抹消することを真の目的としていた。鬼天帝の降臨はそのための手段にすぎず、鬼天帝の肉体を乗っ取るという思惑を果たして真・鬼天帝となった後、用済みとなったジルドとブラドを始末した。そして思惑を阻止しようと立ちはだかるぬ〜べ〜たちと交戦し、凄まじい妖力でぬ〜べ〜たちを圧倒。駆けつけてきた覇鬼、眠鬼、そして絶鬼と合体したぬ〜べ〜に押されながらも新たな力を発揮して再度圧倒するものの、ゆきめに吸気法で妖気を吸われ弱体化し、三丹田全てに気を蓄える蓄気法の極意を極めたぬ〜べ〜の渾身の鬼の手NEOの一撃を受け、鬼天帝の肉体もろとも消滅した。
ジルド・レイ
3人の地獄人の一人。軍服のような服装をしている痩せ型の男で、組織内での肩書は「主査」。一人称は「私」。次元エネルギー研究所の男性職員に憑依している。基本的に冷静な性格で、カルラの喧嘩腰の物言いを笑って受け流す度量の大きさを見せるが、同じ地獄人のブラド・ツェッペ相手に激昂し殴り合いの喧嘩になることもある。
巨大な鬼の手の形をした、重力波のような力を操る。一度に複数の重力波を放つこともできる。その力はとてつもなく強大で、カルラの全霊力と麒麟の角をもってしても支えきれないほど。
野宮毛からの連絡を受けて冥土製菓に出向きカルラに自分の素性や組織の目的を説明するも、麒麟の角で本心を読まれ反旗を翻される。カルラが従順であれば捨て駒として利用するつもりだったが、複数の重力波を放つ形で自らの力を誇示してもあくまで逆うカルラを見て破棄することを決意。圧倒的な力の差でカルラを一方的に追い詰めるも、ゆきめの介入により取り逃がしてしまう。
大降臨祭の進行により会場が地獄の気で満ちたため人間の身体から分離し、真の姿となってぬ〜べ〜たちと戦闘。しかし、鬼天帝降臨後にラミアに騙されていたことが明るみに出て、怖気づいて彼女に従おうとするも、用済みとして首を刎ねられ処刑された。
ブラド・ツェッペ
3人の地獄人の一人。鬼の肉体を模した無骨な鎧とマントを纏っている体格のいい男で、組織内での肩書は「統括」。一人称は「俺」。次元エネルギー研究所の男性職員に憑依している。性格はかなり直球的で、面倒くさいことが嫌い。そのためカルラ相手にヴィムクに戻るよう説得を試みたジルド・レイのやり方を甘いとこき下ろし、自身がカルラと遭遇した際は説得もせず最初から殺しにかかっている。
指先から電撃状の超能力を放ち、爪から大鎌やハンマーなどの武器を生成する能力がある。「最強の地獄人」を自称するだけあり、指先から放つ超能力はカルラの動きを封じ、大鎌は通常の鬼の手を一撃で粉砕し、ハンマーは鬼の手NEOと互角に張り合えるほど強力。一方で「鬼天帝大降臨祭の全容を大声で叫んだことでぬ〜べ〜とカルラに童守アリーナの建設目的を知られてしまう」「力任せの攻撃で童守アリーナに被害を与える」といった具合に直球的な性格ゆえの失態も目立つ。
童守アリーナへ建設状況の視察に出向いた際、ゆきめの指示で童守アリーナを探っていたカルラとそれを追って来たぬ〜べ〜に遭遇。対決の末にゆきめの部下である梅澤にアリーナを爆破され、ぬ〜べ〜たちも取り逃した。
アリーナ再建後の太降臨祭では、会場が地獄の気で満ちたため人間の身体から分離し、真の姿となってぬ〜べ〜たちと戦闘。しかし、鬼天帝降臨後にラミアに騙され利用されていたことを知り憤慨するものの、用済みとして首を刎ねられ処刑された。

### 人間
丑光（うしみつ）
童守小の6年生の担任の男性教師。フルネームは不明。一人称は「僕」。ウェーブがかった黒髪ロングヘアが特徴で、どこか怪しい雰囲気を持つ美男子。
ヴィムクの監査役で、オカルト学の権威であるヴァン・ヘルシング教授を曾祖父に持つ、霊界科学のエキスパート。ぬ〜べ〜と石川校長の逢魔ヶ刻対策の話し合いを盗み聞くなど怪しい行動を見せるが、地獄人ラミアに取り憑かれてしまった恋人・山崎絵里を救うためにやむなく組織に協力しているだけで、根は善良な人物である。組織の活動による被害を最小限に止めようとしており、妖怪から生徒や郷子を守ったり、部下には境壊法術の強制施行の地点を除き、市街地など人の多い場所を避け法術を実行させるなど、可能な限りの配慮を行っている。絵里に巣食う地獄人を追い払うには鬼天帝を降臨させなければならないため、目的達成後の事態収拾役と見定めたぬ〜べ〜を陰から守るべく苦心している。ぬ〜べ〜を呼ぶときは通常は「鵺野先生」だが、組織に関わる場面ではしっかり「N」と呼び分けている。
鬼天帝降臨が確実視されたころになってようやくぬ〜べ〜から歩み寄られたことを嘆き、予定通りヴィムク側につくことを決意する一方、アメリカから日本に入り込んできたモスマンの退治を持ち掛けるなど、組織のことから離れた事件ではオカルトのエキスパートとしてぬ〜べ〜と共に協力して解決に尽力している。
武器として銃を使用する（小型拳銃と中型のアサルトライフルを使い分けている）。銃弾は、霊体を破壊する「霊炸弾」や霊体を麻痺させ動きを封じる「微弱霊体マヒ弾」など、霊体に攻撃を加える特殊弾を使う。
日常的にオネエ言葉を使っているが、実家が日本舞踊の家元で女系家族であるがゆえに癖になっているだけで、彼自身はオネエではない。彼の影響で彼の担当クラスの男子生徒たちもオネエ言葉を使っており、クラスでは男子生徒たちとそれを気味悪がる女子生徒たちとの間で内部分裂が生じ、日々喧嘩が絶えない（ただし、丑光本人はそれを特に気にする素振りを見せていない）。
ラミアは自身が憑依している山崎絵里と丑光が恋人同士であることを知らないらしく、丑光がぬ〜べ〜を庇うのに必死な姿勢を見せるのはぬ〜べ〜に対する特殊な恋愛感情に起因するものと考えている。
大降臨祭において、ラミアが絵里の体から抜け出し、地上に出現した鬼天帝の体を乗っ取って真・鬼天帝となったことにより、遂にラミアの呪縛から解放された絵里と悲願の再会を果たす。
戦いの終結後、絵里の研究を手伝うために教職を退き、一生をかけての恩返しのため、今後もオカルト関連の事件の解決に協力することをぬ〜べ〜に誓って童守町を去っていった。
たこ焼き屋のおじさん
屋台のたこ焼き屋「たこ八（はち）」を営む中年の男性。一人称は「俺」。たこ焼きの味はとても美味しいと評判で、子供たちにも大人気。本人も子供が好きで、子供たちにはサービスでたこ焼きを大盛にしている。健斗の考案するミントガム入りも中に入れていた。
しかし、その正体はヴィムクの一員。組織では丑光よりも下の末端に所属する。境壊法術を行った際に現場を衛に目撃されてしまい、翌日、丑光に相談するも「上に知られたら抹殺処分」だと言われ、自身も「鬼天帝を見るまでは」と組織を抜けるのを諦めず、そこで口封じのために衛を殺そうとしたが、ぬ〜べ〜に阻止される。最終手段として境壊法術でミヅチを召喚したが、ミヅチの力が自身の法力を上回っていたため制御することができず、ミヅチに食われて死亡した。
カルラ・シン
ヴィムクの上級組織員で、組織の中枢部も絶大な信頼を置く天才霊能力者の男性。一人称は「俺」。ヴィムク幹部の野宮毛に拾われた孤児で、彼のサポートで組織から霊能力の英才教育を受け、5歳にしてその力が認められた。今も野宮毛のことは「おやっさん」と呼び慕っている。
「逢魔ヶプロジェクト」の遅れを取り戻すため上層部によって童守町に派遣され、多くの人が行きかう童守センター街で巨大な境壊法術（大境壊法陣）を実行し、一気に現世と冥界の境を壊そうとした。上級組織員といっても組織への忠誠心はそれほど高くはなく、組織の意向に関係なく暴れたい時は暴れようとする奔放かつ過激な性格ゆえに「組織随一の過激分子」「最悪の霊能力者」などと称される。また非常にプライドが高く、自分が最強の霊能力者だと自負している。
右手に神獣・麒麟の角を仕込んでおり、通常の鬼の手を粉砕するほどの威力を持つ。この角は組織の霊能力者総出で麒麟を抑え、多大な犠牲を払ったうえで折り取った代物で、一番有効に使いこなせる人物としてカルラが選ばれた。また、この麒麟の角を相手の額に突きつけることで心を読むことも出来る。
麒麟の角で鬼の手を粉砕しぬ〜べ〜をあと一歩まで追い詰めたが、鬼の手NEOの力で麒麟の角を押し返され重傷を負った。それでもなお執念で立ち上がり、麒麟の角でぬ〜べ〜の心臓を貫こうとすが、ぬ〜べ〜に気を取られ油断した隙に丑光の狙撃（霊炸弾）を食らってしまう。霊体を破壊されたことで死を覚悟し、最後は倒れた拍子に麒麟の角で大境壊法陣を突き刺してしまい、法陣の膨大なエネルギーの逆流を全身に受けて重傷を負い倒れた。
後に、右手の角に宿った麒麟の慈悲によって傷を癒されて復活し、再びぬ〜べ〜と決着をつけるために姿を現す。火葬場の人骨の粉を利用して作り上げたがしゃどくろを使って童守小5年3組の生徒たちを人質に取り、ぬ〜べ〜と1対1の勝負に挑む。最初は優位に立っていたものの、麒麟の裁きによって両手足が骨抜き状態になり、まったく身動きがとれなくなる。そのショックで暴走したがしゃどくろから生徒たちを守りたいと強く思ったことで再び体が元に戻り、その様を見たぬ〜べ〜に正義のために力を使うように諭されるも拒絶し、三度の復讐を誓って姿を消した。
ヴィムクに所属していたのは組織が地獄人に乗っ取られる前からだが、海外に修行に出ていたため組織の変容の原因を長いこと知らずにいた。その後、丑光に真実を知らされたものの、組織に戻ることも正義に組することもできず行き場を失ってしまう。後日、ヴィムクの変容の真偽を確かめるべく野宮毛を訪ね、彼から組織が本当に地獄人に乗っ取られたことを聞く。その直後に地獄人のジルド・レイと対面し、その目論見に気づいたために戦闘となるものの圧倒的な力で追い詰められ、すんでのところでヴィムク調査のために秘密裏にやってきていたゆきめに救われ、打倒ヴィムクの目的が一致していたことから彼女の元に身を寄せる。その後はゆきめを「ボス」と呼び、ゆきんこ製菓の高層ビルで生活しながら、ゆきめからの「指令」を遂行する日々を送り、徐々に彼女に対して恋心を抱くようになるが、ゆきめがぬ〜べ〜の妻であることは知らなかったため、大降臨祭でそのことを知った時にはショックを受けて落ち込んだ。その後は気を取り直して鬼天帝と融合した地獄人ラミア相手に果敢に立ち向かうも、まともに相手にされず弾き飛ばされる。鬼天帝との戦いを通じて天井知らずの強さを見せつけるぬ〜べ〜の実力を認め、彼が鬼天帝を倒して無事に生還した際には喜ぶ様子を見せている。
戦いの終結後、ぬ〜べ〜一家の仲睦まじい様子を見てゆきめの元を去ろうとするが、園長の入院を機にゆきんこ製菓で働いてほしいという梅澤からの提案を渋々受け入れ、残った。
下場（したば）
カルラの部下で、僧侶のような風貌の男性。一人称は「私」。法具を使用して霊力を物理攻撃に利用する。人間でありながら、ぬ〜べ〜に鬼の手NEOを使わせたほどの実力者。しかし、組織の目的を簡単にしゃべるなど口が軽かったり、極秘任務であるにもかかわらず大衆の面前で霊能力で暴れようとするなど、小悪党らしく単細胞的な性格である。法具の力でぬ〜べ〜と戦い、鬼の手NEOを出させる寸前まで追い詰めるが、丑光に霊炸弾で狙撃され倒された。
野宮毛 籾男（のみやげ もみお）
大手製菓企業「冥土製菓」の社長。一人称は「私」。赤字の氷菓部門を「ゆきんこ製菓」に買い取ってもらうべく、ゆきめと商談を行う。その実態はヴィムクの幹部であり、地獄人に乗っ取られる前から組織に所属していた古参のメンバー。「鬼天帝を降臨させれば何でも願いが叶う」という地獄人の言葉に賛同し、地獄人に出資を続けている。孤児だったカルラを引き取った育ての親で、彼が最強の霊能力者になるための手助けをした。そのため、カルラからは「おやっさん」と呼ばれ、今も慕われている。カルラが地獄人ジルド・レイに反旗を翻した際は地獄人の超能力の強大さに怯え、カルラに許しを請うよう呼びかけた。
馬頭（ばとう）、魚藍（ぎょらん）
ヴィムクの工作員コンビ。2人共、光野山で10年の修行を積んだという霊能力者。以前にカルラと組んでいたことがある。戦闘では2人とも法具を用いる（三又槍のようなものと、円盤状の投げナイフようなもの）。
地獄人ブラド・ツェッペの指示で建設中の童守アリーナの警備をしていた時、かつて組んでいたカルラと再会。組織を裏切ったとしてカルラに襲いかかるが、簡単に撃破された。その後、痴話喧嘩を始めたぬ〜べ〜とカルラに再び襲い掛かったが、相手にならずそれぞれ一撃で弾かれた。

## 実在の人物がモデルの（実名を使用している）キャラクター
鳥山石燕（とりやま せきえん）
寺子屋で子供たちに勉強を教えている若き絵師。「せきべ〜」と呼ばれ、スケベな性格や容姿はぬ〜べ〜ソックリである。過去に悪事を働いた鬼、炎熱絶鬼の髪の毛を取って作った鬼の筆を使い、妖怪を絵に封印する。
モデルは江戸時代に実在した同名の絵師から。
喜多川歌麿（きたがわ うたまろ）
せきべーの元に弟子入りしに来た絵師志望の少年。広に似ている。
モデルは江戸時代に実在した同名の浮世絵師で、鳥山石燕の弟子。
丸山隆平（まるやま りゅうへい）（関ジャニ∞）
『NEO』（『グランドジャンプ』2014年21号掲載話）にてドラマ版の告知も兼ねて、ドラマの世界（童守高校の国語教師）のぬ〜べ〜として登場。ぬ〜べ〜がタカサゴの事件を解決した直後に突如現れた時空の裂け目に吸い込まれ、童守高校に飛ばされた際に彼と出会う。ドラマ版の告知を行った後にぬ〜べ〜は「俺よりもかっこいい」と陰から言っていた。
単行本ではドラマの放送終了後に発売されたため、彼がぬ〜べ〜と対峙するシーンはカットされている。

## 妖怪・悪魔・鬼・神など

### ぬ〜べ〜の仲間
玉藻 京介（たまも きょうすけ）/ 荼吉権現天狐（だきごんげんてんこ）
声 - 森川智之（'96・'25）
演 - 速水もこみち
400歳（『地獄先生ぬ〜べ〜』当時）の妖狐。ぬ〜べ〜のライバルである。妖狐としては最上位に当たる。

南雲 京太（なぐも けいた）
玉藻がぬ〜べ〜の「陽神の術」を真似て作った分身。陽神の姿のぬ〜べ〜と同じぐらいの年齢の姿をしている。
ゆきめ
声 - 白鳥由里 / 加隈亜衣
演 - 知英
「ぬ〜べ〜のフィアンセ」を自称する雪女。ミニスカ着物にピンクの帯で、草履を履いている。幼いころ、猟師に射殺されそうになったところを助けてくれたぬ〜べ〜に一途に惚れ込んでいる。一人称は「私」。独占欲と嫉妬心が強く、ぬ〜べ〜が他の女性に見とれると即座に凍らせ、遅まきながらぬ〜べ〜の魅力に気付いた律子と恋のさや当てを繰り広げた。
感情が昂ぶると全身が発熱して雪だるまにくるまって体を冷やす習性があるが、その雪だるまの状態のまま動くこともできるようになっている。
山の掟に従いぬ〜べ〜を連れていこうとしたが抵抗にあったため諦め、以来、ぬ〜べ〜の傍にいるべく童守町内に定住し、スケート場でアルバイトをしながら暮らしている。
当初は雪女らしいミステリアスな雰囲気と冷酷さを持ち合わせており、ぬ〜べ〜の拉致を阻止しようとした子供たちを平然と殺そうとしたが、人間界で暮らす中で徐々に人間らしい温かい心に目覚めていき、年齢相応の少女らしい明るさを見せるようになっていく。「人間に恋をする妖怪」だけあって、人間の感情を全く理解できない玉藻と違って基本的な喜怒哀楽の感情は持ち合わせており、表情も豊かである（その一方、異性向けられる嫉妬心については鈍感なところがある）。
ぬ～べ～が妖怪との関係に否定的な考えを持っていたことに加えて律子に恋心を抱いていたため思いはなかなか報われず、更に人間界への定住と人間との恋という山の禁忌を破ったため山の神からとして追われる身となる。報われない恋に思いつめた末、自分の本心に向き合ったぬ〜べ〜から愛の告白を受けるも直後に命を落とし、山の神に体の氷の結晶の破片から別固体として再生され伝説通りに冷酷な雪女の人格を吹き込まれてぬ〜べ〜と敵対する。その後、ぬ〜べ〜に鬼の手を通じて共に過ごした日々の記憶を伝えられたことで徐々に記憶を取り戻し、そして紆余曲折を経てようやく恋人同士になる。終盤でぬ〜べ〜と結婚し、後日談ではかき氷売りをやってぬ〜べ〜家の生計を立てている。結婚後もぬ〜べ〜を「鵺野先生」と呼んでいる。
年齢は16歳。強力な冷気を操り、飛行能力も持つ。戦闘力は高いが熱に弱く、体温が上昇すると保護本能で雪に身を包み、雪だるまになる。復活後はパワーアップして熱に対する耐性が向上し、火を使った手料理も作れるようになった。普段は敬語だが興奮すると口調が東北弁になる（岩手県のスキー場に面した山で生まれた）。戦闘力は玉藻と同レベルであるが、探知能力ではやや劣る。復活後しばらくの間は吹き込まれた別人格の影響で気性の激しい性格になっていたが、ぬ〜べ〜と過ごしていくうちに性格の激しさは鳴りを潜め、特に前触れもなく以前の性格に戻っている（この点については文庫版の書下ろし短編「二人のゆきめ」で補完された）。また、復活後の服は、微妙に変わっている（ただし、OVA版3作目を除いてアニメでは変わっていない）。
パラレルワールドの未来では、山から帰ってこなかった。「さらにそれからの地獄先生ぬ〜べ〜」では九州に転勤して生計のために始めたかき氷の売り子からアイス販売を事業化し、わずか17歳にしてやり手の女社長となり（社員は全員妖怪）、20歳から22歳の3年間で、ぬ〜べ〜との間に、6人の子供をもうけた（20歳で第1子、21歳で双子、22歳で三つ子）。
なお、漢字で書くと「雪女」だが、普段からひらがな表記。内田有紀をモデルにしたと作者が語っている。159cm、44kg、血液型は妖怪なのでなし。11月7日生まれ（立冬）、さそり座、B86W57H88、岩手県出身。
『ヒロイン総選挙NUB48』の総合結果は第1位を獲得。
『NEO』での出演
28歳。九州に本社を持つ「ゆきんこ製菓（株）」の社長。ゆきんこ製菓は設立当初は小さな個人会社だったが、発売したアイスが大ヒットし、現在は雑誌でも特集が組まれるくらいの大企業に成長している。ぬ〜べ〜と九州に転勤してから8年後に霊力病を発症しぬ〜べ〜とは今では離れて暮らしている。霊力病とは長年に渡って人間の強い霊力をあび続けることで罹患してしまう妖怪の不治の病で、ぬ〜べ〜の傍に居続けたことが原因でかかってしまった。このためぬ〜べ〜はゆきめのことを思ってなるべく会わないようにしていたが、『NEO』5巻では生徒たちと郷子、ぬ〜べ〜がゆきんこ製菓の工場見学に来た際にゆきめと久しぶりに再会している。この際はゆきめのために突き放すような態度を取っていたぬ〜べ〜も、彼女の思いを酌んで工場に出現した悪霊を倒すために久しぶりに共闘し、いつかまた共に暮らせることを信じて別れた。後に、ぬ〜べ〜が鬼の手NEOで全霊力を放出し霊力ゼロの状態になることで、ぬ〜べ〜との久しぶりの抱擁が叶った。
その後、ヴィムクの存在とその目的を知ったことでぬ〜べ〜の力になりたいと願い、自らの社長という立場を利用し、ヴィムク関係していると思われる企業に潜入調査を行う。ある時、同業の製菓会社に潜入調査を行っていたところ、地獄人ジルド・レイに襲われていたカルラを見つけて保護し、共にヴィムクに立ち向かうことを決心した。カルラからは「ボス」と呼ばれ、彼に様々な指令を与える。2人で幾多の企業に潜入調査を行い、ヴィムクの息がかかっている企業をリストアップした。
その後、過去の戦いで自身を半殺しの目に合わせ、退けられた後に再び地上に現れた絶鬼が地獄人と敵対する様子を見せたことで、鬼天帝阻止の力になると考え、傷を負って倒れた彼を妖力で手当てした。鬼天帝復活後はぬ〜べ〜の戦いを見守り、追いつめられるもしぶとく抵抗を続ける鬼天帝を足止めするべく、大天狗から学んだ吸気法で鬼天帝の妖気を吸収する。戦いの終結度、吸い取った鬼天帝の強大かつ膨大な妖気の影響で霊力病が完治し、晴れてぬ〜べ〜と再び暮らせる日が叶うようになった。
ドラマ版での出演
原作同様に嫉妬深く、感情的な性格。ぬ〜べ〜を「ダーリン」と呼んでおり、彼の住まいに勝手に押しかけて（留守中に侵入して）料理をふるまう（原作同様冷えているが、温かい冷やし中華だけは作れる）、隣部屋の住人を妖力（冷気など）を使って追い出してそこに引っ越すなど原作以上に積極的である。口癖は「まぁまぁまぁ」。サトリや一つ目小僧、小豆洗い（後に小豆洗い父も増える）と一緒に住んでおり、大音響でパーティをしている。
原作とは違い、ぬ〜べ〜を氷漬けにできるほどの妖力は持っておらず、人間ですらせいぜい「寒い」「冷たい」と思わせられる程度の冷気しか吐けない、か弱い妖怪とされている。8話では妖怪は全部同じで人を喰うと言い放った克也にお仕置きして逆にビビらせて関係を悪化させたが、後に人喰いモナ・リザ討伐隊で克也と邂逅した。絶鬼による不安感からか三回くしゃみをしていた。
速魚（はやめ）
声 - 山崎和佳奈（PS用ゲーム）
童守町周辺の海域に住む人魚。年齢は推定800歳以上（『ぬ〜べ〜』当時）。一人称は「私」。
200年前に村祭りの灯りに惹かれて陸に上がったままミイラと化した後、ぬ〜べ〜の霊力によって蘇った。その恩を返すべく自分の肉を食べさせてぬ〜べ〜を不老不死にさせようとするが、当の本人にその気がなかったため、恩を返しきるまで童守港の沖合に居着いた。
日本の伝承における人魚は醜い姿だが、本作では西洋の人魚の特徴も併せ持った姿で描かれており、ミイラ化した時は伝承通りの醜い姿になっていたが素顔は美少女である。八百比丘尼の伝説に登場する人魚が彼女であり、比丘尼を不老不死にさせた張本人でもある。
頭が弱くドジなのが欠点だが、人の感情に敏感で純粋な心の持ち主で、血液による治癒や人の心に感情を伝える妖力のこもった歌などの数々の優れた能力も有しており、作中この能力で人々の危機を救っていることも多い。
いつでも自在に人間に変身できるが、水に触れると変身が解けて人魚に戻ってしまう。また、人間化した際に証拠として脚＝下半身を見せつけたがる癖がある。普段着はセーラー服。
速魚の血を浴びるとどんな病やケガでもたちどころに治癒し、肉を食べると不老不死になれるが、いずれも副作用として知性が低下してしまう（前者でも大人が九九もままならなくなるほど）。血液の治癒能力による副作用であれば一定期間の経過で自然に消失するが、不老不死の場合は人魚の生き胆を食べない限り永遠に副作用が消えないため、生き続けるうえで大変な苦労を強いられてしまう。
原作の他はプレイステーションのゲームに登場している。名前のモデルは手塚治虫の漫画『火の鳥』に登場したキャラクターから。「さらにそれからの地獄先生ぬ〜べ〜」ではゆきめの子育てを手伝いに来ていた。155cm（変身前）203cm（変身後）、43kg B90 W57 H85。アニメには登場しない（OVA版1作目のアイキャッチが、アニメ唯一の登場シーンである。ここでは黒井まみもアニメ唯一の登場である）。
『ヒロイン総選挙NUB48』の総合結果は第12位。
座敷童子（ざしきわらし）
演 - 中島綾香
行く先々に幸運をもたらす能力を持つ子供の妖怪。全くと言っていいほど喋らず、笑い声などが描写される程度。
ぬ〜べ〜を慕っており、ちょくちょく姿を見せる。塩せんべいが好き。霊力のない人間はある程度大人になると彼女が見えなくなる（ぬ〜べ〜クラスの生徒で見えるのは背丈が小さく性格も見た目以上に子供っぽいまことだけ）。
伝承上では、座敷童が住み着いた家から去るとその家が凋落すると言われるが、本作ではそうした設定はなく、住み着いた家が幸福になったのを見届けた後、別の家を幸せにするために出ていく。気まぐれな性格でどの家に居つくかは運しだい。また、普段は好んで他者を幸せにするが、もし怒らせると容赦ない報復を行い不幸に陥れてしまう（縁側で昼寝中、ずり落ちてきた屋根瓦を氷で砕いて救ってくれたゆきめを誤解から敵視し、ぬ〜べ〜と律子をくっつけるという嫌がらせをして仕返ししている）。
その正体は、戦争後の混乱期に病死した心優しい人間の少女・春子。他者の幸せを誰よりも強く願っていたことがきっかけで死後に妖怪化し、人々に幸福を与える力を持つ座敷童子となった。彼女の悲しい過去を知ったまことの計らいにより50年ぶりに母との再会を果たし、妖怪化した際に失われていた生前の記憶を取り戻して一時の幸せを味わった。妖怪化しているため成仏することはなく、その後も座敷童子として各地に行き人々に幸福を振りまいている。
「さらにそれからの地獄先生ぬ〜べ〜」では速魚とまみと一緒にぬ〜べ〜とゆきめの家に来ていた。
ヒロイン総選挙NUB48』の総合結果は第6位。
『NEO』での出演
司法試験に落第続きで挫折し荒れているまことを励ますためにぬ〜べ〜が水晶球を通じて見せた幻として登場し、幻の目競の意地悪から救ってくれたまことに微笑みかけた（前述の通り『ぬ〜べ〜』本編ではセリフらしいセリフがないが、この時に明確なセリフを発している）。
『霊媒師いずな』での出演
ルナが経営するバー「House Fairy」に住み着いており、彼女の歌に合わせて幸運の妖気を発することで店の客たちに幸運を振りまき、店を繁盛させている。容姿は『ぬ〜べ〜』本編と同一だが、そちらの座敷童子本人かどうかは不明。
ドラマ版での出演
可愛らしい着物の幼い女の子の姿で登場。演者の年齢もあって台詞は「私、座敷わらし」のみ。塩せんべいではなく、丸く大きい醤油せんべいをもっている。
ゆきべ〜
声 - 坂本千夏（'96）
ゆきめとぬ〜べ〜を掛け合わせたような顔をした謎の男の子。一人称は「僕」。これは二人の子供ではなく、ゆきめが作り出した雪ん子または（雪童子）という雪女の使い（いわゆる雪女の生理現象のようなものらしい）。ゆきめよりも強い氷の妖気を持っているため、当初はゆきめでさえ手に負えなかった。2人の顔に似ているのは、ゆきめ曰く「鵺野先生のことばかり考えていたから」らしい。
初めは童守小で女子生徒のスカートや男子生徒のズボンを消滅させて下着を丸見えにしたり、人々や街を凍らせたりして悪戯ばかりしていたが、ぬ〜べ〜とゆきめに遊んでもらった後、雪を降らせて消えた。ぬ〜べ〜そっくりの顔立ちで、彼のことを「パパ」と呼んだため、ぬ〜べ〜は生徒たちから誤解された。
『NEO』での出演
12歳。本来、雪ん子は山で雪になって消えるのだが、何かの偶然か12年も消えずにいた。記憶はおぼろげで、童守町とぬ〜べ〜たちのことをかすかに覚えているだけで、ぬ〜べ〜とゆきめの2人に何かの事情があって1人で山に置いて行かれたと思い込んでいた。
ぬ〜べ〜の霊能力とゆきめの氷の妖気を併せ持つ。夏の暑さには弱いが運動神経は抜群。
夏の日に童守町に訪れ、童守小で12年ぶりにぬ〜べ〜と再会した。ぬ〜べ〜のことを「父さん」、ゆきめのことを「母さん」と呼ぶ。インネンに襲われていた健斗たちを助け、自身も襲われかけたところをぬ〜べ〜に助けられる。職員室でぬ〜べ〜とゆきめが自分を拒んでいるような会話を聞いてしまい、ショックから絶望して童守小学校から去ってしまう。夜、トラックにひかれて自ら消えようとしたが、後を追ってきた健斗たちに助けられ必死に慰められている中、牛に取り憑いたインネンが現れ、彼らを必死で守る。ぬ〜べ〜に助けられた後、たとえ血の繋がりはなくても息子であると受け入れられ和解した。体は妖気のかたまりで、大人になるまでは妖気が不安定で人間の町で暮らすと消えてしまう可能性があるため、長野の山奥にあるゆきめの会社の別荘で暮らすこととなった。
鬼天帝との戦いの終結後、ゆきめの霊力病が完治しぬ〜べ〜と再び暮らすことができるようになったことで、久しぶりに再会し、親子水入らずのひと時を過ごした。
カバのパン屋の主人
パン屋の主人の中年の男性。一人称は「私」。顔は強面だが、子供好きで心優しい人物であり、まことからも慕われている。
実は落頭民（または落首民）と呼ばれる妖怪の部族と交わった人間の末裔であり、隔世遺伝で飛頭蛮の妖力が顕在化していたため、就寝中に妖怪の本性が表れていた。それゆえに妻子に気味悪がられて一方的に家出されてしまい気落ちしていたが、飛頭蛮の血を引くことも知らず、妖力があることも無自覚で、さらには就寝中の出来事であったゆえに本人に自覚はなく夢遊病と思い込んでいる。
息子にそっくりなまことに目をかけていたものの、上述の件を目撃されたため嫌悪感から距離を置かれるようになるが、ぬ〜べ〜の除霊によって病気が完治した（飛頭蛮の妖力を無くした）ことで、真相を知ったまことや戻ってきた妻子とも和解した（子供を見たまことは自分にそっくりだと発言した）。
古田 豪（ふるた ごう）
童守小学校5年4組の男子生徒。妖怪雨ふらしの血を引く雨乞い師の家系の末裔。先祖返りによって蘇った強い妖力を体内に秘めているが、本人は全くの無自覚。
人工降雨の研究に取り組む父を尊敬しており、失敗続きで研究所閉鎖の危機に見舞われた父を助けるため、ぬ〜べ〜に鬼の手の力で妖怪の血を目覚めさせられ、豪雨を降らせて父親を救った。その後は鬼の手の力で人間に戻っている。

### 『NEO』のぬ〜べ〜の仲間
大天狗（おおてんぐ）
ぬ〜べ〜が九州の小学校に転勤してから5年後に出会った天狗族の一人でぬ〜べ〜の師匠。通称アマノギコ神。ぬ〜べ〜の鬼の手に変わる力を渡した人物で、夜蟹姫を倒して力を使い果たしたぬ〜べ〜の前に現れた。「大天狗」と名前の割には小柄である。一人称は「ワシ」。
その翌日はわざとぬ〜べ〜クラスの男子生徒を襲いぬ〜べ〜を試す。実際は人と関わるのは嫌いではなくむしろ好意的で、クラスの生徒たちを団扇で浮かせてやり遊んでいた。かなりのスケベで郷子のお尻や胸を触ったり、帰り際にはエロ本をお土産にして去って行った。
また妖怪の医療にも詳しく、ゆきめが霊力病になったことをぬ〜べ〜に伝えた。
その後、地獄人の暗躍と鬼天帝の存在を察知しつつなお、ぬ〜べ〜が表立った行動を起こそうとしないことを案じ、欠かさず修業を続け蓄気法を極めたと豪語する彼を幻術にかけ、今のぬ〜べ〜の実力が敵勢力の足元にも及ばぬことを思い知らせて慢心を戒めた。そんなぬ〜べ〜の姿に不甲斐なさを案じ、万が一のため、ゆきめに切り札となりうるというある奥義・吸気法を教えた。
黒井 蛇魅暗（くろい だみあん）
悪魔ベベルブブと黒井まみの息子。一人称は「俺」。両親から「人間として育てて欲しい」という理由で童守小学校5年4組の男子生徒となった。まみ同様、魔法を使うことが可能だが、1分しかもたない。他に10メートルまで相手を瞬間移動させることが出来る。武器は「悪魔の斧（デビルアクス）」。魔界の業火の中で育ったため、寒さが苦手。
自分のクラスの生徒たちはおろか、郷子や健斗たちに対して自らの魔力を悪用して世界を支配しようと企むが、最後はぬ〜べ〜によって呼び出された父親・ベベルブブによってお仕置きを食らうハメになり、反省した。
その後、友達になろうと誘ってきたゆきべ〜がぬ〜べ〜の息子と知って憤慨し、様々な嫌がらせを試みようとするが、凶悪な悪霊を呼び出してしまい、仕方なく協力して撃退したのをきっかけに一方的に親友扱いされてしまうことになった。

### 地獄関係
覇鬼（ばき）
声 - 江川央生（'96）
演 - 坂上忍
鬼三兄妹の長男。巨大な体躯の赤鬼。人間形態は黒い革ジャンを着飾った逞しい風貌の長身の男性。一人称は「俺」。地獄で美奈子の魂を餌食にした。ぬ〜べ〜の「鬼の手」はこの鬼を左手に封印したもので、美奈子の協力により外側と内側から二重の封印を施すことでかろうじて押さえ込んでいる。そのため、ぬ〜べ〜の力か美奈子の力かのどちらか一方でも弱まれば封印は解けかけぬ〜べ〜の体を侵食してしまう。特に美奈子の力が弱まった場合は、完全に覇鬼に飲み込まれてしまうこととなる。作中でも何度か封印が解かれそうになるもその度に押し留めてきたが、終盤で地中に埋められていた鬼の邪気を吸い取り復活を果たす。
三兄妹の中では最強の戦闘力を持つが、戦いの最中に他のことに気をとられたり、子供に混じって無邪気に遊びまわったりするなど幼稚な性格で、ぬ〜べ〜たちはおろか弟・絶鬼や妹・眠鬼からも「戦闘力は桁外れに強いけど頭が悪いから人間なんかに封じられた」と評されている。しかしそれを利用して覇鬼を倒そうとしたぬ〜べ〜たちの攻撃から庇おうとした眠鬼が傷を負ったことで逆上し、何もかも破壊し尽くす最強の鬼と化した。眠鬼の協力を得たぬ〜べ〜と戦った末、人間を理解しようとしない自分に対する眠鬼の涙ながらの絶交宣言を聞き、自分の妹である眠鬼をかばって重傷を負ったぬ〜べ〜の体をヒーリングで治して負けを認め、憎まれ口を叩きつつ2度と人間を殺さないことを誓った。その後、眠鬼と共に自分も人間界に残ることを決め、再び鬼の手となった。最終的に人間に対して理解を示したことから、馬鹿といっても知恵が遅れているわけではない模様。また、新婚生活に兄妹そろってついてこられることに難色を示したゆきめに対し迷惑はかけないから安心しろと言うなど、周囲に対する気遣いも見せるようになる。このヒーリング能力は、美奈子の魂に抑えられていた間に会得しており、覇鬼曰く「鬼には無い技」。これ以降、覇鬼が自分の意思でぬ〜べ〜の左手に残ったため美奈子による制御の必要が無くなり、ぬ〜べ〜だけの力でも覇鬼の力を100%発揮できるようになる。最終回直前ではぬ〜べ〜に助太刀して全身ごと地上に現れ、山の神の最後にして最強の刺客「岩天狗」を震え上がらせ一撃で完全粉砕した。
原作でのぬ〜べ〜と覇鬼の過去の戦いの際、覇鬼が放った妖力波でぬ〜べ〜の左手が手首のあたりまで消し飛ばされ、指が飛び散るという表現だったが、アニメでは腕は残っている（封印にはロケットを腕に巻きつけて使用している）。OVA第3話では、地獄に落ちる絶鬼を助けようとする。
『NEO』での出演
ぬ〜べ〜が九州の小学校に転勤してから5年後、大羅刹鬼天帝の地上進出を食い止めるべく眠鬼と共に地獄へ帰った後、五体八つ裂きにされて再起不能に陥っていた絶鬼を助け出し、鬼三兄妹で戦い続けていた。眠鬼を庇って重傷を負った絶鬼に戦線離脱を勧告し、地上に行って鬼天帝降臨を目論む者たちを直に叩けと指示して地上に送り出した。その後、眠鬼と共に先に地上に向かっていた絶鬼の後を追ってぬ〜べ〜たちの元へ駆けつける。鬼天帝の力を使いこなせず力を出し切れていないラミアを侮って3人がかりで叩きのめすものの、逆上させたことで本来の力を発揮させてしまったため、ぬ〜べ〜の提案で3匹同時に鬼の鎧として合体する。生来の面白もの好きな性格もあって乗り気で合体した。戦いの終結後は弟や妹と共に地獄へ帰っていった。
ドラマ版での出演
原作やアニメとは対照的に頭脳的・論理的でありぬ〜べ〜の左手内の異空間にて両手足に鎖が繋がっている寝姿的な状態でいる。美奈子とともにぬ〜べ〜の相談役になっているが、美奈子の答えのピントがずれている（というか天然ボケの）ため、毎回彼女と掛け合いしまくっている。原作とは少し違うが子供っぽい部分も多々見られる。
また、美奈子先生の魂を餌食にしたという設定がなく、封印は美奈子先生が自らの命と引き換えに単独で行ったものとなっている。第9話にてぬ〜べ〜が自身の鬼の手の力を自分の鬼の手の力だと発言したことに強く怒り、美奈子先生のかけた封印（手足の枷と鎖）を解きぬ〜べ〜の手から抜け出した。最終話にて外に飛び出して暴れ、絶鬼を超える凄まじい力でゆきめ、玉藻、いずな、ぬ〜べ〜の4人を軽々吹っ飛ばしていた。ぬ〜べ〜が自身の命と引き換えに皆を助けようとした際に生徒がぬ〜べ〜を守ろうと立ち塞がったことで何かを思ったのか攻撃の手が止まり、玉藻の術と仲間の協力によりぬ〜べ〜の左手に再度封印された。
絶鬼（ぜっき）
声 - 緑川光（OVA版）
演 - 山田涼介（Hey! Say! JUMP）
鬼三兄妹の次男で、眠鬼の兄。漫画本編以外ではOVA第3話のみ登場。一人称は「僕」。赤鬼である兄・覇鬼に対し、こちらは青鬼である。
人間に封印された覇鬼を解放するために、焦熱地獄から3年もの時をかけて這い上がってきた。ぬ〜べ〜の霊力のおよそ500倍という桁違いの戦闘力を持ち、玉藻とゆきめが加わっても全く歯が立たないほどの強さを持つ上に、破壊と蹂躙と殺戮を好む残忍無比な性格で、人間をひ弱な虫けらとみなし徹底的にいたぶることを無上の喜びとしている。
人間形態での容姿は、学生服のような白い詰襟のスーツを着た優等生風の美少年（美樹から「ジャニーズ系」と評されていた）。普段は人間形態で行動することが多く、『NEO』では戦闘時でも人間形態のままであった。
登校中のいずなの前に姿を現し、鬼を封じたものの仲間という理由で襲撃を仕掛けて彼女を半殺しの目に合わせた。その後ぬ～べ～たちの前に姿を現し交戦する。あまりもの戦力差ゆえにガッカリするが、大切な存在を守ろうとする時におきるぬ～べ～の霊力の上昇に興味を示し、大量の人間を傷つけると宣言していったんは退く。再戦時においては御鬼輪で力の50%を封印するというぬ〜べ〜たちの策を知り、余裕から敢えて自ら取りつけたために一時的に無力になってしまい、動きを封じられて一度は鬼門に落とされるが、逆上して力を完全に開放して復活し、本気を出した圧倒的な力でぬ〜べ〜と仲間たちを半殺しの目に合わせるが、その様を目撃し怒りに駆られたぬ〜べ〜が鬼の封印を完全に解き放ち、精神力で鬼の肉体を支配して鬼と同等の体と力を手にしたことにより、一転して圧倒されていく。鬼の肉体を支配したぬ〜べ〜の圧倒的な力と精神力、愛するものを傷つけられた人間の怒りを前に完全に戦意を喪失、渾身の一撃を受けて五体を八つ裂きにされ、恐怖に泣き叫びながら再び地獄へと落ちて行った。
OVA第三作ではぬ〜べ〜が覇鬼を抑えることができる秘密が美奈子先生だと知った際に、美奈子先生の力を弱めれば覇鬼を解放できると考え、美奈子先生の力を弱めたことで解放された覇鬼をぬ〜べ〜が原作同様の理由で支配し、倒された絶鬼はドロドロに溶解するように変更になった。また、力の象徴がバラになっている。また、原作に比べてコミカルな描写が多く兄思いであることが明確にされている。
『NEO』での出演
12年前の戦いで焦熱地獄よりもさらに下の阿鼻地獄に落とされ再起不能の状態に陥っていたが、地獄に帰ってきた覇鬼と眠鬼に助けられて復活。鬼三兄妹で大羅刹鬼天帝の地上進出を食い止めるべく戦っていたが、戦いの最中に鬼天帝の攻撃から眠鬼を庇い、重傷を負ってしまう。覇鬼から地上で鬼天帝を呼び寄せようとしている者たちを直接叩けと勧告され不本意ながらも戦線離脱し地上へ直行、ぬ〜べ〜の前に再び現れた。自分を敗北させ再起不能状態にしたぬ〜べ〜を強く憎んでいるが、鬼天帝復活阻止を優先するため率先して地獄人たちと戦う。しかし、地獄での戦いで受けた傷が癒えていなかったため、ぬ〜べ〜たちの助力で敵を退けるも倒れてしまい、ぬ〜べ〜たちの保護を受けている。その後、大降臨祭で鬼天帝が降臨した際に姿を現し、陰で糸を引く黒幕がラミアであることを指摘。真・鬼天帝となったラミアを阻止すべく、ぬ〜べ〜一行と共闘することとなった。逆上したラミアが本気の力を発揮したため、嫌々ながらも仕方なくぬ〜べ〜と合体する。戦いの終結後はそのまま兄や妹と共に地獄に帰った。
ドラマ版での出演
覇鬼を解放するために転校生としてやってきた。服装は原作と同じ。鬼の姿も原作同様、青鬼で額に角が三本生えている。性格は鬼らしく残虐非道で歪んだ顔と悲鳴を好み、美しいと思っている（「歪んだ顔と悲鳴のハーモニー、君たちは今…とても美しい」と発言）。友情や愛情、家族愛を嫌い、人間を格下にしか見ておらず馬鹿にしている。原作同様に覇鬼とは良く兄弟喧嘩しており、覇鬼兄さんと呼ぶ。物事をよく音楽の用語に例える。愛、郷子、静、広、秀一、晶を気付かれず妖術をかけて鬼化させた（美樹、克也、まこと、法子はかからなかった）。いずなを念動力でぶっ飛ばしたり自在に動かしたり鬼の手を複数作り出して捉える、片手を肩に触れただけで玉藻を怯えさせる、元々弱っていた無限界時空を倒す、さらにはドラマ内の悪霊や妖怪では唯一、ぬ〜べ〜の強制成仏を回避し、逆に返り討ちにするなど、人間形態でも強い。心理戦も上手く、玉藻ですら簡単に揺さぶり、彼が瞬時に勝てないと理解しおびえさせるほどの強大な力をもち、音波を操ったり念動力を使ったりと様々な力を持つ。最後は、玉藻、無限界時空、ぬ〜べ〜のトリオに最終的に鬼門に突き落とされた。
眠鬼（みんき）
鬼三兄妹の末妹。一人称は「私」。兄2人を上回るほどの潜在能力を秘めているが鬼族としてはまだ未熟な方で、力の源である鬼のパンツを穿いていないと妖力を制御できない。
霊力が高い人間をパンツにして穿くことで自分の妖力を強化することができるため、高い霊能力の持ち主であるぬ〜べ〜をパンツにするべく人間界にやってきた。人間界へ向かう途中で鬼のパンツを落としてしまったため、パンツを探して童守小学校に忍び込む。そして鬼の妖力で学校関係者全員（強力な鬼の妖気を感知して学校へ駆けつけた玉藻とゆきめも含む）をパンツ1枚にしたあげく全裸にするという大騒動を引き起こした末に捕まり、一時的にぬ〜べ〜クラスに預けられる。その後、隙を見てぬ〜べ〜が預かっていた鬼のパンツを奪い鬼の力を取り戻して襲い掛かり圧倒する。更に鬼の妖力で広たちぬ〜べ〜クラスの男子全員をパンツに変え、男子たちの元の意識を保つ手段としてそれを郷子たちぬ〜べ〜クラスの女子全員に穿くよう強要した。しかし、ぬ〜べ〜の策略でパンツが脱げ落ちたまま極大の妖気弾を撃とうとしたため耐え切れずに自爆。済んでのところでぬ〜べ〜に救われ、彼の計らいで正式にぬ〜べ〜クラスの一員となった。
性格は鬼らしく自分勝手で我侭であり、冷酷な鬼を自称しているが、弱者に対する哀れみと優しさといった繊細な心も持ち合わせている。また、大の兄思いで寂しがり屋でもある。広たちと日々を過ごすうちに「人間は、自分よりも他人を大事にする時がある」と考えるに至り、人間という存在に好意を持つようになって行く。
「パンツをはいて妖力強化」という特徴を逆に活かし、鬼の手としてぬ〜べ〜にあえて封印されることにより霊能力者と鬼の力の融合でぬ〜べ〜の力を強化することもできる。ヤン・カイルンとの戦いでは通常通りの鬼の手の形に変化し、長兄・覇鬼との戦いでは、ぬ〜べ〜の体に鎧を装着したような状態になった。
実兄である覇鬼を封印した手を持つぬ〜べ〜を「お兄ちゃん」と呼び、最初は認めていなかったものの、後にゆきめと張り合うほどにぬ〜べ〜に懐いている。最後はぬ〜べ〜と一緒に九州に行った。「さらにそれからの地獄先生ぬ〜べ〜」でも登場している。
他の2人とは異なり、普段からビキニと鬼の外皮を衣服のようにまとった人間態をとっている。パンツのコレクションが趣味で、クラスメイトにもらったものの他に自分でも集めているようだが、普段はパンツを履いていない模様。
『ヒロイン総選挙NUB48』の総合結果は第2位。
『NEO』での出演
ぬ〜べ〜が九州に転勤してから5年後に覇鬼と一緒に地獄に帰った。地上進出を目論む大羅刹鬼天帝を食い止めるため、絶鬼を救い出し、鬼三兄妹で戦い続けていた。覇鬼と共に先に地上へ向かった絶鬼の後を追い、真・鬼天帝の力を前に戦いあぐねているぬ〜べ〜たちの元へと駆け付ける。逆上して本気を出したラミアを食い止めるべく、ぬ〜べ〜の提案を受け入れて兄とともに乗り気で合体した。戦いの終結後は兄二人と共に地獄に帰った。
ベベルブブ
まみが呼び出した悪魔。年齢は800歳。一人称は「俺」。
まみに呼び出されて契約を求めるも、あまりのひ弱さに呆れられて見捨てられてしまう。しかし実は潜在的な魔力は強力であり、まみが手違いで召喚した獰猛な地獄の番犬ケルベロスに襲われたのを見てとっさに力を解放し、ケルベロスを一撃で吹き飛ばしてまみを救った。そのことからまみに気に入られて契約に前向きになってもらえたものの、当の彼は生まれてから800年間恋人がいなかったゆえにあまりにも初心で、互いの理解を深めずに契約（性行為）をすることに難色を示してしまい、まずは文通から始めることになった。
まみと共にぬ〜べ〜の結婚式に出席しており、「さらにそれからの地獄先生ぬ〜べ〜」ではまみと無事結ばれたようで、子供もいる。
『NEO』での出演
812歳。妻・黒井まみと一緒に魔界に過ごしていたが、人間としての暮らしを学ばせるためぬ〜べ〜に預けた息子の蛇魅暗が悪さを働いて迷惑をかけていたため、妻と共にぬ〜べ〜に呼び出され、息子に尻たたきを食らわして戒めた。

### 山の神関連
一本ダタラ（いっぽんダタラ） / 山颪（やまおろし）
声 - 青野武（'96）
ぬ〜べ〜とゆきめの愛を引き裂くべく、山の神に送り込まれた第一の刺客。一本足の肉体を持つ雪の妖怪。
ゆきめに「人間になるための条件」と嘘を吹き込んで人を殺させ、冷酷な雪女の魂を呼び覚まさせようと目論んだ。その条件を果たせなかったゆきめを妖怪失格とみなして死の寸前まで妖気を吸い枯らし、追ってきたぬ〜べ〜を氷の洞穴に誘い込んで追い詰めるが、最後の力を振り絞ったゆきめの一撃に怯んだ隙に鬼の手で抹消された。
アニメでは山颪に変更されている。
小玉鼠（こだまねずみ）
生まれ変わったのち童守町に戻ったゆきめの荷物に監視役として紛れ込んでいた第二の刺客。三匹一組のひとつ目のねずみの妖怪。
山の掟を人間に知らしめることを役目としており、風船のように膨らみ爆発する瞬間に強大な妖力を放出する。
ゆきめやぬ〜べ〜のみならず、ぬ〜べ〜クラスの生徒たちまで皆殺しにしようと大爆発を起こすが、みんなを護ろうとするぬ〜べ〜の強い意志が宿った百衣霊壁呪により完璧に防御された。
つらら
声 - 喜多丘千陽（CR版アニメーション）
山の神によって送り込まれた第三の刺客。一人称は「私」。ゆきめの幼なじみで、氷を操る能力を持つ氷の妖怪つらら女。
幼少時は散々にゆきめのことをいたぶったいじめっ子だったが、心の底ではゆきめのことを実の妹のように心配しており、ゆきめを連れ戻そうと童守町に現れる。妖怪としての暮らしをゆきめから奪いさらには一度死に追いやったぬ〜べ〜を憎み抹殺すべく立ちはだかるもゆきめの横槍で敗北し、彼女の気持ちを知ったぬ〜べ〜に情けをかけられて去って行った。その後、ゆきめとも和解したらしく、二人の結婚式に出席している。
氷を自在に操り、見るもの全てを氷の彫刻でコピーする能力を持つ。その力は極めて高度で、バイクや拳銃などの複雑な機械の機能なども寸分違わぬ形で再現できるほど。
オオミズツ
ゆきめの故郷の雪山一帯を治める山の神。自然の掟を守るための存在だけに人間に対する理解力は全くの皆無。ゆきめが山の掟を破って人間との恋に身を委ねていたことに怒り、次々と使者を送り込んで抹殺を図った末、遂に山のふもとに住む人間たちに祟りを及ぼし始める。その後、事情を知って許しを得ようと訪れたぬ〜べ〜とゆきめを殺そうとするが、自らの命と引き換えにした無限界時空の人柱の術によって封印され眠りについた。
岩天狗（いわてんぐ）
封印された山の神の意志を受けてぬ〜べ〜の抹殺に現れた最後の刺客にして最強の実力者。一人称は「俺」。全身が岩で出来た天狗であり、手の葉団扇によって様々な種類の風を引き起こす能力を持つ。
不安の風をぬ〜べ〜に煽らせ続けることで、ぬ〜べ〜にゆきめとの結婚を躊躇させ、さらには電車が横断中の踏切に押し込んで殺そうと目論むが既に妖気に勘づかれていたため失敗。今度は自らの実力をもってぬ〜べ〜を追い詰めていくが、覇鬼と和解していたことで想像以上のパワーアップを遂げていたぬ〜べ〜の猛攻撃によって逆に押されていき、最後には鬼の手から召喚された覇鬼の一撃を受け死亡した。
800年間生きていながら異性関係には全く縁がなかったらしく、ぬ〜べ〜の不安を煽っていくうちに目的が憂さ晴らしに変わっていた。
雪鍛冶（ゆきかじ）
文庫版12巻の書き下ろし作品「二人のゆきめ」に登場。山の神おかかえの造形師であり、ゆきめを始め多くの雪女を造り出した。山の神の命を受け童守町に来た際に、隙を突いてゆきめに雪女を造る冷たい炎を浴びせ復活前と復活後に分離させ、そのまま復活後の方のゆきめを山に連れ帰ろうとする。しかし、その後ゆきめ（新）の裏切りにあい逆上し、新旧もろとも溶かして消滅させようとするもぬ〜べ〜に鬼の手で引き裂かれ消滅した。

### 神・神獣関連
ぬらりひょん
神棚のある家々を渡り歩きその家を守護する客人神（まろうどかみ）。一人称は「ワシ」。神棚を祀る家が少なくなり、その存在を知る人間がほとんどいなくなったため、他人の家で主人面する妖怪と誤解されるようになってしまった。
自分のことを父の会社の取引先の社長と信じ込んで媚を売るつもりで接待してくれた美樹に優しく接し、自分を相手の主人と思いこませる妖力を利用して様々な店でいろんなものをただで奢ってあげていたが、妖力がきれ騒動になった。客人神であるがゆえの振る舞いで悪意はなく、最後は逃げ込んだ神棚の前でぬ〜べ〜に自分の正しい素性を肯定してもらったことに満足し、笑顔で去っていった。
麒麟（きりん）
声 - 土師孝也（'96）
罪の裁きを司る一本角の神獣。普段は温厚で殺生を何よりも嫌う高潔な性質を持つ故に、生き物を傷つけないよう角は肉に包まれ丸くなっているが、罪人（特に殺生を犯した罪人）に対しては冷徹に裁きを下しその命を奪う。その際には怒りの証として丸みを帯びた角が鋭くなり、本来の形状となる。曲がりなりにも神であるので神獣としての凄まじい力は鬼や悪魔をはるかに凌駕しており、鬼である覇鬼を腕に封じているぬ〜べ〜でも到底太刀打ちはできない。
克也が神社の鯉を盗もうとしていた折、麒麟が罪人を容赦無く裁く姿を目撃したことで驚愕のあまり捕まえた鯉を地面に落として死なせてしまったため、克也を次の裁きの対象とみなして襲い掛かる。ぬ〜べ〜の制止も虚しく克也を殺そうとするが、直前に克也が助けていた子犬に免じて罪を赦し、去っていった。
『NEO』での出演
思わぬ形で再登場を果たす。ヴィムクの組織の霊能力者たちに捕えられて角をへし折られ、カルラの右腕に封じられていたが、神であるが故に倒れる事無く、思念・意識等は消滅せずにカルラの腕に宿り続けており、強い力も残っている様子。カルラの人間性について見定めようとしている節を見せ、彼がぬ～べ～との戦いの中で再起不能の重傷を陥った際は、自らの慈悲によって欠損した四肢を復元し傷も癒している。しかし、カルラが邪念を抱いて悪事に走った際には、手足の自由を奪う罰を与え「本当の状態の身体」を幻覚で見せつけている等、彼が完全な悪人にならないよう半ば主導権を握っている状態にある。
ダイダラボッチ
声 - 山野井仁（'96）
天地創造の神の末裔である妖怪と言われることもある神。漢字では大太法師と書く通り巨人。ビルの姿で街に潜んでいる。周りの建物や自然環境を傷つけずに建物や地形そのものを自在に変えてしまう力を持つ（人々は変わったことに気づかず自然と受け入れ、霊能力者もその例外ではない）。
美樹のことが気に入ったらしく、「でいだら〜」の呼び声で現れて彼女の頼みで狭い道を広げたり、鉄塔を別の場所に移動させた。
『NEO』での出演
以前と同じく「でいだら〜」の呼び声で現れ、美樹と茉莉の頼みで工事で取り壊されそうになったハクビシンが住み着いていた空家を山に移動させた。
水熊
水神の1つ。首長竜とナメクジを足したような雰囲気の見た目をしている。当初は霧の中で漠然とした姿かたちだけを秀一に目撃され、その特徴的なシルエットから未確認生物UMAだと思われていた。
工場の公害に腹を立て黒いヘドロの固まりのような姿でコンクリートで固められた川の辺に出現する。表面からは臭いガスが出ていたため産業廃棄物として工場主に処理されようとしていたが、火炎放射器で焼いても焼けない程体表が分厚かったため、ダイナマイトを仕掛けられて爆破された。それでも体に傷ひとつつかず、自分に友好的に接し爆破から救おうとしてくれた秀一に好意を抱いて彼を爆発から守り、彼を背中に乗せたまま工場を押し流した後去っていった。
水象女（みずはめ）
秀一が幼いころ、誤って下水に流してしまった小さなカメが用水路にあった罔象女神の御神体に触れ霊力を得たことで水象女と化した姿。多数の首を持ち、甲羅には秀一への怒りが表現されたのか怒っている人の顔のようなものがある。御神体から無限に霊力を得ているため、破壊されてもすぐに再生する。落雷による攻撃を用い、その力は神獣に匹敵する。
秀一に復讐すべく童守町の人々を無差別に襲撃し、半ば拉致される形で玉藻に連れてこられ、生贄として差し出された秀一を餌食にしようとする。しかし、玉藻の打算的な考え方に憤り必死で神の力にあらがおうとするぬ〜べ〜から人を救いたいという気持ちのなんたるかを説かれ、考えを改めた玉藻の協力により、解放した鬼の力によって甲羅を破壊され、ご神体を取り出されたことで絶命した。
死神（しにがみ）
あの世からの使い。ぬ〜べ〜に寿命の終わりを告げに来た。一人称は「私」。黒いローブを纏って巨大な鎌を持っていることを除けば、姿は人間の少女と大差ない。本来は人に姿を見せることは無いが、霊能者であるぬ〜べ〜には姿が見えてしまうため、口頭で残りの寿命を伝え、時間の訪れとともに彼の命を奪い去った。
偶然の女神（ぐうぜんのめがみ）
偶然を司る気まぐれな女神。世界中を放浪して様々な場所で偶然を起こしていたが、電力会社が作った新たな高圧電線が結界となって、童守町から出られなくなってしまった。さらに彼女が呼び起こすのは幸運だけではないため、偶然が重なって大事故を引き起こしそうになってしまった。ぬ〜べ〜の尽力により結界が消失したことで自由になり、巻き込まれた広たちを偶然を起こして助けた後、笑顔で去っていった。
容姿風貌は翼の生えた美女であり、人間にはぼんやりと透けて見えるらしい。また、台詞は一言もないが感情はあるようで喜怒哀楽は表現する。
疫病神（やくびょうがみ）
過去にインフルエンザなどの様々な疫病を地球に招き入れてきた神。一人称は「わし」。とんがり帽子をかぶったスーツ姿の不気味な老人のような容姿をしており、招き入れた疫病で死んだ人々の魂を入れるための無数の小さな棺が入ったカバンを持つ。また、対象を掴んだり睨みつけるだけで鬼の手すら侵食してしまうほどの疫病を発症させる能力を有する。
神らしく無慈悲で冷酷だが、必死で生きようとする命の大切さを理解したり、偶然知り合ったまことを儀式に巻き込まれないように逃げるよう忠告する一面を持つ。
童守町で彗星が観測された日に、彗星に含まれている未知の病原菌を地球へ招き入れる儀式を行うために童守町を訪れ、儀式を止めようとしたぬ〜べ〜すら軽く退けたが、カバンの中に偶然忍び込んでいたネズミに棺の大半を子育てのための巣材として食い千切られてしまったことで失敗に終わり、必死で生きようとする命が起こす奇跡の力に感心しながら立ち去って行った。
九尾の狐（きゅうびのきつね）
妖狐一族の神である巨大な妖狐。年齢は3000歳。一人称は「私」。殺生石の奥にある洞窟に住んでおり、地獄の鬼を越える絶大な戦闘力を持っている。ヨボヨボに年老いた姿だが、それは周囲を欺くための仮の姿である。
人間の弱さを看破するほどの洞察力と知識を持ち、人間という存在そのものを醜いと考えている。そのため、玉藻の復活を乞うぬ〜べ〜の願いを一笑に付し拒否している。
その一方、これまで生きてきた中で経験した人間に対する3度の敗北の要因が人間の持つ「愛」という感情が秘める力にあるということにも既に気付いており、玉藻同様にそれが人間の持つ恐るべき力であると認識している。
年老いた姿を見て油断したぬ〜べ〜を幻術にかけて心の弱さを見透かした後、強大な力を解放して正体を表しぬ〜べ〜を殺そうとしたものの、廃妖怪になってまでぬ〜べ〜を守ろうとした玉藻の姿を見て、彼を一時的に元に戻し妖狐族の試練の壺にぬ〜べ〜もろとも吸い込んで試練を与える。ぬ〜べ〜を庇いながら試練を突破した玉藻の中に、自分を打ち負かした人間の愛の力が芽生えつつあることを知り、その力が一族の未来にとって大いなる力になると考えて一度は拒否した玉藻の復活を承諾し、自らの尾の一本を与えて復活させた。
『NEO』での出演
3012歳。詳細は不明だが動けない身であるようで、玉藻に護衛してもらっている。千里眼のような能力でぬ〜べ〜たちと鬼天帝の戦いの一部始終を見ていて、ぬ〜べ〜が鬼天帝を倒し世界を救ったことを知り感嘆した。

## その他の妖怪・悪魔など
マクラノショージ
声 - 高戸靖広（'96）
アニメのみに登場する妖怪の解説役。原作者の似顔絵がモデル。放映初期は頻繁に登場し、実質的な最終話にあたる48話のエンディングにも登場。ユーレイ2人（声 - 豊嶋真千子、宇和川恵美〈'96〉）を従えている。アニメ終了後には何度か原作にも脇役として登場する。
『NEO』での出演
「真倉先生」としてぬ〜べ〜と「岡野先生」と「担当K氏」と共に童守町営プールで開かれた水着コンテストに審査員として登場。
肝狸（きもり）
声 - 幸野善之（'96）
アニメ第1話に登場した扇動霊。アホロートルに似た妖怪で、人の心臓に寄生して生気を吸い取り、宿主を死に至らしめる。側頭部から伸びる触手が武器。人を苦しめるのは好きだが自分は苦しみたくないという外道。
広に取り憑いて瀕死に追い込むが、ぬ〜べ〜の鬼の手で引き裂かれて消滅した。
元は『ぬ〜べ〜』の前身となった読み切り漫画『地獄先生ぬ〜ぼ〜』に登場した敵キャラクター。
河童
童守小の裏手にある明神沼の主。片腕を引っ込めて反対の腕を伸ばす、地面を一時的に液状化させてその中を移動するといった能力を持つ。零落したとはいえ元は水神であり、霊力も相応に強い。
地下水脈を通って童守小の校庭にある鉄棒に現れて生徒たちを驚かせ、河童の存在を証明しようと鉄棒の真下を踏み鳴らしていたまことを地面に引き込んだ。その目的は鉄棒の真下の空洞の壁面に埋まっている不発弾の被害から子供たちを守るためで、まことを引き込んだのは彼に事情を教えるためだった。
井戸を通じて後を追ってきたぬ〜べ〜の鬼の手で地上の人払いがなされた後、爆発寸前に至ったところでぬ〜べ〜たちを瞬時に地上へ引っ張り上げて救い出した。
沙裏鬼 (じゃりき)
声 - 大友龍三郎（'96）
普段は鬼門（霊界への出入り口）を通じて霊界の浅いところと現世を行き来するだけの無害な妖怪。
作中に登場した個体は事故車のトラックに寄生しており、下半分は紫色でトラックと蟹を合成したような、その後部から伸びる上半分はピンク色で人型に近い姿をしていた。 たまたま現世に来た時に高圧線の磁場によって鬼門が閉じてしまったことで冥界へ帰れなくなり、怒って近くの道路を通る車を襲っていた。沙裏鬼に襲われた車は、強い衝撃を受けた後に止まれなくなってしまう。
ぬ〜べ〜たちが乗ったバスにも襲い掛かり、逃げようとした運転手を惨殺した。ぬ〜べ〜が鬼の手を伸ばして電線を引き千切ったことで送電が止まり、磁場が戻ったことで開いた鬼門を通って霊界へ帰っていった。
はたもんば
声 - 青森伸 / 黒田崇矢
2巻にて初登場した罪人の首を斬るために使われていた日本刀の付喪神で、輪状になった刃にまたがった落ち武者のような姿をしている。
長い時の中で人を切ることだけに使われ続けてきたため、人を切ることへの執着心によって刀の付喪神となり、罪人を切ることだけに血道をあげる妖怪に変化した。輪状になった刃は鬼の手をも傷付ける程の切れ味を持ち、教室のドアや窓ガラスの取っ手、机などあらゆる物を刃物に変える能力を持つ。普段は童守町3丁目にある江戸時代の処刑場「はたもん場」跡の祠に納められているが、上述の執着心に加えこれまで処刑された多くの者たちの怨念を宿しており、そのため近場で一般的に悪事とされる行為（それがいかに些細なもので何かしらの理由があっても）を働いた人間を感知すると妖怪化し、その人間の首を斬ろうと追いかける。また、刀の鞘から引き抜かれると妖怪の姿に変化するが、鞘に戻せば元の刀に戻る。
祠から賽銭を盗んだ克也を罪人として、あらゆる物を刃物に変える能力で克也を狙い続け、さらに事情を知った広と郷子の付き添いで克也に盗んだ賽銭以上の金を賽銭箱に納められるも当然許さず、妖怪化して広達に襲いかかった。学校にて広達を守る為に立ちはだかったぬ～べ～を鬼の手もろとも傷付け吹き飛ばしたが、最後は克也の囮作戦にかかって輪状の刃が机に食い込み、身動きが取れなくなった所を、側面から鬼の手で殴り飛ばされて元の刀に戻り、その後ぬ〜べ〜によって厳重な封印を施されて祠に返された。後に7巻で人面疽に取り憑かれたぬ〜べ〜を救うための武器として広たちが使用した。
二宮金次郎像（にのみやきんじろうぞう）
魂の宿った二宮金次郎像。童守中学校が工事中のために童守小で預かっている。夜な夜な動き回り、まことを狙っているかと思われたが、実は別の悪霊からまことを守ろうとしていた。後に本当にまことを守って男性の悪霊を吸い込み砕け散った。
『NEO』での出演
歩きながら本を読む姿が歩きスマホを助長するとして、生徒の保護者たちの間で金次郎像の撤去を求める運動が起こる。怒った金次郎像は、歩きスマホをしている人間3人に次々と襲い掛かり、スマホを破壊した。いつの時代でも生徒たちの規範で合ってほしいというぬ〜べ〜の説得を受け、怒りを鎮めて元に戻るが、今度は正座した姿になったことで、保護者からのクレームがようやく収まった。
弥々子河童（ねねこがっぱ）
茨城県出身の女河童。勝手気ままな性格で、怪力の持ち主。きゅうり好きで｢だっぺよ｣と喋る。
小学校生活に憧れて童守小を訪問し、ぬ〜べ〜の計らいによって5年3組の一員となるが、自己中心的な行動を繰り返したことでクラスメイトたちに反旗を翻され、嫌われていたことを知って落ち込む。その後、「小学校は集団生活の中で他人への思いやりや仲良く過ごす方法を学ぶ場だ」とのぬ〜べ〜の教えを受け、友達のいない彼女の懸命な気持ちを理解した仲間たちの優しい言葉を聞き、人間の気持ちが理解できるようになるまで自ら身を退いて川へ帰っていった。
美樹をはるかに凌ぐ巨乳の持ち主で、巨乳でならす美樹が敗北を認めた数少ない相手である。また、ぬ〜べ〜が貧乏神に取りつかれた際には顔を見せに来ている。
青行燈（あおあんどん）
声 - とべこーじ（'96）
百物語を終えた時に現れ、百物語によってその場に凝縮した霊力を利用して鬼門を開く小鬼。
ぬ〜べ〜（鏡映しのように鬼の手が逆になっている）に化け5年3組の生徒たちに百物語をさせて鬼門を開こうとしたが、すんでのところで本物のぬ〜べ〜に倒された。
霊霧魚（レムギョ）
霊気の霧の中を泳ぐフクロウナギに似た巨大な怪魚。原作ではぬ〜べ〜を逆恨みした空虚が復讐のために卵を孵し、アニメでは克也が森の中の壊れた祠の跡に落ちていた卵を拾い落とした際に割れて孵った。
発生させた霧の中では何度でも再生する。玉藻いわく、頭は悪いが霊力はずば抜けているらしい。最初は人を襲わないが、仲間を増やすために卵を人間に生みつける。その卵を切ると猛毒の体液が流れ、日没と共に孵化する。元は深海魚のため、太陽光が弱点で太陽光が当たれば再生能力は失う。
再生能力を駆使しぬ〜べ〜を苦戦させるも、玉藻の助太刀により形勢が逆転し鬼の手で引き裂かれて卵と共に消滅した。
人食いモナリザ
人型ゆえに魂が宿った名画の画霊。自身は目を動かしたりする程度で悪さはしていなかったが、同じタイミングで飼育小屋のウサギが変質者に殺されたことで「人食いモナリザ」の噂が立ち、画霊に影響が出て動き出すようになってしまった。ぬ〜べ〜は彼女のストレスを解消させるために観音経を唱えて絵から出し、毎晩死んだ魚を食べさせていたが、絵に戻る際に絵の向きを間違えるのが癖になっているため(最後に絵に戻る時も間違えていたレベル)、落ち着くまで封印され布で隠されることになった。
「生きたものはまだ食べられない」とぬ〜べ〜は言っていたが、本編の最後では自分を盗もうとした変質者を食らっていた（食べた理由が怒りや復讐心なのか、噂の影響が如実に表れたためなのかは不明）。
『NEO』での出演
絵の周りに封印の札を張られており、未だに封印されてはいるが、童守小に残っている。
ドラマ版での出演
ドラマでは魂を持ってしまった存在ではなく絶鬼が作り出した幻。様々なことを起こし、ぬ〜べ〜クラスを震え上がらせていた。肥大化したり縦に伸びたりしていた。最終的にはぬ〜べ〜に強制成仏させられた。
ほのみ、ひろみ、あけみ
口裂け女の三姉妹。犬神憑きの呪いによって動物霊と融合し、現在の姿になった。
本当は三人とも美しい顔立ちなのだが、呪いのせいで世間から差別を受ける羽目になり、それを苦にして自殺した結果、浮遊霊となってしまった。
三女のあけみは大人しく控えめな性格で一度ぬ〜べ〜たちと会っている。次女ひろみは2人に比べ些か短気なようである。長女のほのみはボーイッシュな外見で姉妹の中で霊力が一番強いため唯一自我を保っており、犬神に取り付かれる前の美しい姿で裂けた口を隠すことができ、妹たちの面倒を見ている。
愛車は赤いスポーツカー・フェアレディZ32のコンバーチブルである。
ぬ〜べ〜に自分達の安息の場である屋敷のある土地を守って欲しいと頼みに来た（ぬ〜べ〜は彼女らの財産を譲り受けることで土地の保証人となり、そのお金は全てこの土地のために使っている）。
ぬ〜べ〜への感謝の念は強く、彼が貧乏神に取りつかれた際には姉妹そろって見舞いに訪れている。
鏡の悪魔（かがみのあくま）
鏡の中に住む小さな悪魔。妖術を使い、0時0分（アニメでは4時44分44秒）に童守小の合わせ鏡を覗いた人に未来の姿を見せるが徐々にその姿を老けさせ、心身共に疲れさせて衰弱死させる。
郷子と美樹にも暗示をかけて殺そうとするが、ぬ〜べ〜には通じず鏡の中から出た瞬間に万華鏡に閉じ込められる。その万華鏡は長らく童守小の祠に封印されていたが、ボールが当たって割れたことで解放される。今度はプリクラの筐体に取り憑き、広が撮ったシールに彼の魂を16分割して印刷しシールが破れる度に寿命が減っていく呪いをかける。しかし、ぬ〜べ〜に見つかり鬼の手で握り潰された。
人面疽（じんめんそ）
声 - 田中和実（'96）
人間の幽体に寄生する悪霊。寄生された人間の肉体の一部には人面疽の顔が浮き上がり時間と共に浸食され激しく衰弱していく。本体は無数の触手を生やした顔面。幽体と融合していて手術で除去してもすぐに再生するため、幽体離脱時に本体を切り離さなければならないが、取り除かれても即座にまた別の対象に寄生しようとする。
ぬ〜べ〜によって宿主の少女から切り離された直後に、隙をついて彼の左半身に取り付く。鬼の手を使用不能に追い込んでじわじわと右半身まで痺れさせ追い詰めていたが、はたもんばの妖刀を利用して広たちに切り離された後、ぬ〜べ〜の鬼の手で倒された。
アニメでは古ぼけた呪いの手鏡に潜む悪霊として登場。鏡に写った者にとり憑き幽体から切り離されても鏡ごと本体を倒さない限り何度でも復活する。ゴミ捨て場で鏡を拾ったまことに寄生し、ぬ〜べ〜に取り除かれるが鏡に写った彼にとり憑き苦しめる。原作同様に広たちの活躍ではたもんばの刀によってぬ〜べ〜から切り離された直後、鏡に写った一行にとり憑こうとしたところをぬ〜べ〜に阻止され、鬼の手で鏡もろとも粉砕された。
人面犬（じんめんけん）
顔の部分が人間になっている不気味な犬。大勢の人間を死に追いやった末に恨み殺された悪徳金貸しの生まれ変わりだが、罪で魂が穢れているため正しく転生することができず人面犬になってしまった。そのため厳密には妖怪ではなくてそういう姿をした突然変異の動物に過ぎず、ぬ〜べ〜の霊能力でも妖気を探知できなかった。
罪の償いのため、窓ガラスの交換をしていた業者のミスにより落下してきたガラス板で首を刎ねられそうになった郷子をかばい、ガラス板で首を刎ねられて死亡。切断された頭部は道路に転がり、車に轢かれて粉々になった。
七人ミサキ（しちにんミサキ）
七人で一体の妖怪で、山伏の衣を身にまとい錫杖を持つ。7人が互いの強力な怨念で縛られているため経文が通用せず、ぬ〜べ〜を叩きのめして鬼の手を封じるほどの力を持つ強敵。ぬ〜べ〜曰く七人ミサキに引き込まれた者は成仏出来ず、未来永劫彷徨い続けるという。しかし、一人一人が生前に犯した罪と同じことをされると成仏する。
仲間のうちの2人を強盗殺人犯の若い男女2人組にひき殺されて成仏させられたため、生じた穴を埋めるべく、逃げた2人組の後を追って童守小に侵入してきた。ぬ〜べ〜も生徒たちも追い詰められるが、2人組が窓を伝って逃げようとした際に落雷を受けて死亡したため、穴埋めに2人を引き込んで立ち去っていった。
異次元の魔物（いじげんのまもの）
異次元に潜む宇宙人のような見た目の怪物。時限の裂け目から標的を定め、人や生き物を引き込んでは肉体を裏返して元の世界に送り返すという行動を繰り返しており、世界中に伝わる魔物による神隠しの伝説の発祥の元になっている。
空間の裂け目はどこにでも発生させることができるため、一度狙われるときりがなく、広を標的にして異次元空間に引き込むが、後を追ってきたぬ〜べ〜によって阻止され逃げていった。
クリッター（空中浮遊生物）
異次元の魔物と同じく、宇宙人の容姿をした怪物。正体は大気圏上層に漂うエーテル体と呼ばれる不定形物質である。
UFOの正体と言われており、分裂と合体を繰り返しながら飛行する。地表に降りて生き物を食べることもある。
UFOとの交信を夢見る秀一が行ったチャネリングに呼応して地上に現れ、グレイのような姿に変じて降り立った。理性はほぼないらしく、意思疎通を試みる秀一のことを歯牙にもかけず、体を切り裂いて殺そうと目論むが、駆けつけてきたぬ〜べ〜の鬼の手で撃退された。
しょうけら
疫病神の一種で家に災いをもたらす妖怪。自身の姿を目撃した風間に取り付いて病を患わせ殺そうとする。
風間を守るために立ちはだかった律子先生に襲い掛かるが、ぬ〜べ〜に倒された。
はばたきハゲ頭（はばたきハゲあたま）
名前の通りに人間の頭部そのままの形に耳だけが羽のようになっている不気味な妖怪。夜間に現れ、大きな耳を翼にして飛び、蛾などの虫を食らう。
正式名称は飛頭蛮といい、古代中国に伝わる落頭民(落首民とも)という妖怪の部族。交易により日本にも入り込み人と交わるようになった。その影響で何代かに一人の確率で先祖返りするという。まことがよく立ち寄っているパン屋のおじさんもその部族の血を引いており、まことが目撃したのはおじさんが先祖返りで飛頭蛮に変化した姿だった。
先祖返りは睡眠中に起こるため、おじさんを寝かせて飛頭蛮に変化させた後で首を銅蓋で閉じ、夜明けを待って戻ってきた飛頭蛮の魂を日の光で浄化させ首を接合することによって治療した。
ふすま（ふすま）
布のような妖怪。人間にまとわりついて空中に舞い上がり、ミイラになるまで気を食らう。
取り憑いた人間を空中に舞い上がらせることで天女の羽衣であるかのように誤解させ、本人が楽しんで飛び回っている隙に体内の気を放出させて吸い取り、衰弱死させてしまう。その後、知らずに身にまとったを郷子を締め付けて殺そうとしたが、ぬ〜べ〜に倒された。
なお、ぬ〜べ〜が妖怪の名前を広たちに教える際に「そいつはふすま一反木綿の仲間だ」と発言しているが、これはあくまで「一反木綿という妖怪の一種のふすまである」という（「ふすま」で一旦区切られる）意味であり、セリフに句読点が存在しないため「ふすま一反木綿」という名前であるとの誤解が多かったという。
吸血鬼（ヴァンパイア）/ 山地乳
本作では西洋における吸血鬼そのものではなく、「寝息（気）を吸って殺す」という吸血鬼に似た特徴を持つ日本の妖怪「山地乳」を擬人化した姿で描かれている（これは水木しげるが提唱した妖怪千匹説〈世界中の妖怪は千種類ほどしかおらず、国ごとに異なる名称で呼ばれているとする解釈〉に基づいているという）。
コウモリのような獣人の姿で空を飛び、金属バットを容易くへし曲げる怪力や、霧状になって狭い隙間から侵入するなど、西洋の吸血鬼によく似た特徴を持つが、こちらは血ではなく、気を吸い上げてミイラのようにして殺してしまう。
正体は本人も言っているが人間で、元は人間を気の力で治療していた気功師だった。思い付きで人間の気を逆に吸い込んだところ想像を絶する快感を得て病みつきになり、気を吸い続けた結果、気の力によって肉体が変化し妖怪化する。以来、50年間も人々を襲い続けてきた。
標的は美女が多いらしく、美樹を標的に襲い掛かるものの立ちはだかるぬ〜べ〜と交戦。鬼の手の強大な力に気づき、気を奪うために吸い取ったが、強大な力を制御できず、触手のような形状に変化して暴走する鬼の手に内側から体を引き裂かれて絶命した。
以津真天（いつまで）
人間のような顔をした鳥に似た妖怪。供養されずに放置された亡骸が呼び寄せる怪鳥である。
彼らの唱える「いつまで」とは、「いつまで死体を放っておくのか」という意味であり、死なせた生き物の供養を怠る人間に対し「いつまで。いつまで」と連呼しながらまとわりつく。その性質上、死者の多かった戦国時代によく現れていたという記録があるという。
多くの生き物を死なせたまま放置した金田の元に現れ、彼が言葉の意味を理解できないでいるうちに襲いかかろうとするが、ぬ〜べ〜が原因を突き止め、死体を供養したことで去っていった。
糸美（いとみ）
ある日突然学校に現れた謎の少女。常人には見えない赤い糸を男性の頭につなげて虜にする能力を持ち、瞬く間に童守小の全男子生徒のアイドルになってしまった。
その正体は齢20年を迎えて妖怪化した蜘蛛の妖怪・女郎蜘蛛で、本当の姿は巨大な蜘蛛。本人は自分の能力を友達を作るための能力と解釈していたが、実際は男を虜にして餌食にするための能力であり、完全な妖怪化を果たすための通過儀礼として人を食い殺さなければならない宿命を背負っていた。友情を信じていた彼女はそれに耐えきれず、自ら死を選んだ。
彼女の死後、ぬ〜べ〜は人間との共存を望みながらも自らの能力ゆえに死を選ばざるを得なかった彼女の姿に、既にこの世を去っていたゆきめの面影を見出し、来世は人間として生まれることを願いながら丁重に弔った。
劇場版3作目に登場した海蜘蛛の妖怪・渚は彼女をモチーフとしたものである。
天井なめ（てんじょうなめ）
長い舌が特徴の凶暴な妖怪。舌で舐めることで人間の重力を逆にする妖術を使う。
童守中学校に出現し、見回りの体育教師を空に突き落として殺したりしていた。後に自身を倒しに来たいずなを圧倒するも、彼女が口寄せでぬ〜べ〜を自身の体に憑依させたことで形勢逆転し、窓から落ちて空の彼方へ消えていった。
レム
ウェアウルフの少年。一人称は「僕」。タイの山奥で暮らしていたが、狼に育てられた狼少年と誤解されて山から連れ出されてしまった。両親と幼いころにはぐれてしまったため、親の顔も知らない上に自分自身の素性についても自覚がなく、柏教授の洗脳に近いリハビリ教育によって自分の正体と偽りの姿の狭間で苦悩している。
満月の夜、目の前で狐の正体を表した玉藻に獣化を促されたことに感化され、眠っていた妖怪の血を呼び覚まし、狼の姿で山に帰っていった。
濡れ女子（ぬれおなご）
じめじめとしたところを好む女性の妖怪で、取り憑いた男を極度の湿気で不健康にして死に至らしめる恐るべき存在。一人称は「私」。
ある日取り憑いた男が、極端に不潔な環境でも平然としている人並み外れたバイタリティと変態趣味の持ち主だったために散々な目にあわされて辟易し、憑り依いて殺すのではなく、直接殺そうともくろむ。しかし互いに永久に離れられない状態であったため、階段から突き落とした拍子に自分自身も引きずられて落下してしまい、2人揃って自動車事故に巻き込まれてしまう。さらに衝突したトラックに積まれていた塩をまともにかぶって瀕死状態に陥ってしまうが、男が重傷の身も厭わずに自身を救い出してくれたことに感銘を受け、「一生かけてとり殺してやる」というひねた言葉で男に愛情を示すようになった。
ぬ～べ～の結婚式に出席している。
ヤコオ憑き（ヤコオつき）
傷口に取り憑きそこを舐めて化膿させ症状を悪化させる妖怪。伝承上は狐やイタチのような外見だが、作中ではミミズのような姿をしている。除霊方法は憑かれた人を吉報に寝かせ、体に浄水をかけて胸に呪字を書き、剣を腹において経文を唱え左に3回転させる。
童守小の男子生徒に取り憑いていたが、無限界時空に除霊されそうになり暴れだす。近くにあった刀で無限界時空に傷をつけて取り憑こうとしたが、ぬ〜べ〜がより深い傷を左腕につけたため標的を彼に変更する。だが、ぬ〜べ〜の鬼の力を食らい吹き飛ばされて絶命した。
ウレ子（ウレこ）
中小IT会社、童守ソフトが開発した新型OS「ウレンディーズ」のプログラムで、プログラム自体が少女の自我に目覚めたもの。外観は3Dポリゴンで描かれた美少女キャラクターである。
不安定なプログラムが原因で発売は中止となりプログラム自体も初期化されてしまうことになったが、初期化という名の死を恐れた彼女は、広が福引で手に入れたパソコンに電話回線を通じて逃げ込み、以後広のパソコンに居座り事実上の同居人となる。広のことを好きになり、広に肉体を乗っ取るプログラムを組み込んだ帽子を製作させ郷子に被らせることで身体を乗っ取ろうとした。そのために広の怒りを買ってしまうが、それはバグが原因で死期が迫っているゆえの行為であり、郷子が自我を取り戻した直後には消滅寸前であった。その際「生まれ変われる希望を持ちたい、魂があるか教えてほしい」と聞き、鬼の手を使って診断したぬ〜べ〜に「魂がある」と告げられたことに希望を見出し、広に感謝の言葉を伝えて消滅した。ぬ〜べ〜の言葉の真偽はぼかされたままエピソードは終わっている。
タンコロリン
種をまいて緑を増やす繁殖の精霊。柿の種のような形のずんぐりした体形に袈裟を身にまとっている。子供の目にしか見えない。
種まきを終えて居眠りしている最中、偶然その場に居合わせたまことに種を持ち去られてしまい、種を植えようとしていた町はずれの土地が土壌汚染を理由にアスファルトで埋められたことにショックを受けて泣いていたが、種を返してもらったのち喜びと共に種をまき、汚染されたはずの土地から緑が再び生まれていく様子を見届けて去っていった。
『NEO』での出演
老人の住む家の庭に住み（老人にはなぜか見えていた）、老人と暮らしながら庭を自然豊かにしていた。老人が子供らの金を金策するために庭を売ったことに怒りを表していたが、老人が涙ながらに全てを話した後は悲しい表情をしたものの納得したのか、ぬ〜べ〜に布に包まれて別の場所に移動させてもらっていた。後には試練を受けたゆきべ〜のために花を咲かせた。
ジェットババア
時速100キロ以上で走る老女の姿をした妖怪。人の影に忍び寄る妖怪・後引き神の一種で、車の後ろを付けてきて自身の姿に驚いた運転手の首を硬直させ事故を引き起こす。また、運転手が車を停めた場合はその頸を掻っ切って殺害する。
童守町やその付近の町で事故を引き起こし続けていたが、影の上にしか存在できないという弱点をぬ〜べ〜に利用され倒された。
玃 ケンジ（かく ケンジ） / ヤマコ
5年3組に編入してきたブサイクな容姿の男の子。正体はヤマコという妖怪。
ヤマコは男しか生まれてこないため、年頃になると子供を産ませるために人間の女を連れ帰るという掟を実行するため童守小に現れたが、優しく純粋な性格であるため、力ずくで女子生徒を攫ったりせずに、優しさを見せて自分の恋人になってもらおうとした。しかし醜男に化けたため、数々の才能を発揮しながらも女子には全く相手にされなかった。最後に自分の正体を現して去るが、本来の姿のほうはかなりの美少年であったため、遅まきながら5年3組内のクラス中の女子を虜にした。
野槌（のづち）
ツチノコのような姿をした妖怪。腹の中は超空間になっており無限に人を飲み込むことができる。また、体内の肉は入り込んだ人々の思念を反映して自在に変形させることができ、それを利用して人々が楽しんでいる間に出入り口を塞ぎ、消化して冬眠のための栄養にしてしまう。
上記の手口で生徒たちを餌食にしようとしたが、ぬ〜べ〜に鬼の幻影を見せられたショックでみんなを吐き出した後に倒された。
ひまむし入道（ひまむしにゅうどう）
怠け者の人間が変化して誕生する妖怪。元はミュージシャン志望の青年だったが、才能の限界を感じて挫折しニート生活へと堕落したために妖怪となってしまった。
妖怪時は人を邪魔する能力しか持たず、なんでも面倒くさがる。面倒くささのあまり自殺しようとしていた自分を引き留め人生は楽しいと訴えた法子に妖怪化した経緯や胸の内を明かした後、忙しい法子のお父さんと日曜日に遊べるように奮闘したことで元の姿に戻った。
蛤女房（はまぐりにょうぼう）
一人称は「私」。少女の姿をしているが、正体は海で暮らしていた巨大な蛤。広の父が酒のつまみとして焼いて食べようとしていたのを、広が水と間違えて呑み噴出した酒を浴びて火が消え、父も食べる気が失せたので助かったという、単なる偶然ではあるが、すんでのところで広に救われ、恩返しとばかりに手作り料理を披露する。
実際に伝わる伝承では、小便を料理の鍋に入れるという凄まじい方法で料理をするが、彼女の場合は自分の体を煮たり焼いたりだしにしたりすることで、愛情を味として相手に伝える力を持つ汗のだしを取るという、これまた凄まじい方法で料理をする。なお、いくら体を煮ようが焼こうが揚げようが、彼女が負傷することは一切ない(傷つかない能力なのか再生力が強いだけなのかは不明)。
自分の汗の一滴が意図せずして郷子の料理の中に入ったことで、郷子の気持ちがそのまま広に伝わる料理になってしまった結果、郷子の思いと広への愛情の強さを思い知らされることになり、負けを認めて海へ帰っていった。
男鹿 桃太郎（おが ももたろう）/ なまはげ
集英新聞社の新聞記者の青年。一人称は「私」。仕事はからっきしでしょうもないゴシップ記事しか書けず、いつも上司に怒られている。しかしそれは世を忍ぶ仮の姿で、正体は大晦日を象徴する鬼・なまはげ。
なまはげゆえに戦闘力は高く、手にした巨大な出刃包丁の一撃で鬼の手にも傷を付けられるほど強い。
彼(なまはげ)の一族は鬼族の中でも人間に好意的であり、人間界で共存している。普段は正義感が強く優しいだけの頼りなさげな青年だが、大晦日になると正体を現して悪人を懲らしめている。ぬ〜べ〜が九州に転任する際には見送りにきていた。正義感ゆえに悪人には非情であり、強盗犯を躊躇なく殺そうとしたが、身を挺して強盗を守ろうとしたぬ〜べ〜に免じて見逃すなど他者の意見を尊重する度量もある。
かみきり
夜に忍び寄って髪を切りとる妖怪。一人称は「僕」。見た目は長髪の男性で、両手がハサミと一体化している。
髪であれば、切った髪を元に戻すのも自由自在であり散髪した人間の人格さえも変えてしまう能力を持つ。
実際の伝承では鋭いくちばしをもった鳥の魔物のような姿だが、本作では人間の姿で登場する。
本人曰く「江戸時代から生きている人の髪を切るしか能のないいたずら妖怪」だが、今は亡き恋人に美容師の資格を取るために留学させてもらった過去があり、今では流れの美容師として、行く先々で人の髪を切りながら放浪している。
それは、「留学から帰ったら一番に恋人の髪をカットする」という恋人との約束を果たすためで、郷子の風貌と髪の質が恋人に似ていたことに目をつけ、妖力を使って郷子を自分の恋人そっくりにしてしまう。激高した広に殴られるものの、あくまで髪を切るという約束を果たすためであり記憶などはいじってはいなかった。郷子の髪を元に戻してから立ち去って行ったが、話の流れで髪の毛をいじったぬ〜べ〜や他の生徒たちはそのままほったらかしであった。
子泣きじじい（こなきじじい）
齢800歳で、赤子の姿に老爺の顔をした老妖怪。一人称は「ワシ」。老獪かつ破廉恥極まりない性格の持ち主。
かわいらしい赤ん坊の姿を装い、スリ、窃盗、痴漢などやりたい放題の悪事を働いている。煩悩を漲らせることで体を石のように硬化させる力を持ち、硬化すればするほど移動速度も速くなるという性質を持つ。その硬さは金属のロッカーを凹ませるほどで自在に飛び回ってぬ〜べ〜を翻弄するが、機転を利かせて女性用下着を身に着けたぬ〜べ〜の姿に力が萎えてしまい、女性用下着をくっ付けた全裸の男の石像に縛り付けられた上で海に沈められた。
両面宿儺（りょうめんすくな）
2つの頭と6本の腕を持つ巨大な妖怪。信州の山奥の洞窟に御鬼輪で長年封じ込められていたが、その事実を知らなかったぬ〜べ〜が御鬼輪を取ったため解放される。最初はぬ〜べ〜たちが泊まっていた宿に現れて撃退された翌日、山の気を吸ってパワーアップし、スキー場にいた人々を襲う。
巨体に見合う素早い身のこなしと強力なパワーで翻弄するが、律奈子先生によって動きを封じられた隙にぬ〜べ〜の100％の鬼の手の力で粉砕された。
ボゼ喰い（ボゼぐい）
赤ん坊のもととなる魂「ボゼ」を食べる妖怪。大気中に生息しており、ムカデのような外見をしている。
ひょんなことからボゼを体内に宿したいずなを襲うが、ぬ〜べ〜に倒された。なお、いずなに宿ったボゼは元の母親の体内に戻された。
火車（かしゃ）
死人の魂を奪う妖怪。その名の通り、火のついた車輪に乗っている。
死んだふりをしていたずらしていた郷子の知人のお福ばあさんの魂を奪おうとしたが、駆け付けたぬ〜べ〜に一撃で倒された。
夢々（むむ）
人間とサキュバスの間に生まれた所謂ハーフの子供。人間の父親はかなりの醜男だが、本人は母親のサキュバスに似て美形。登場当初は両性を具有（医学的な両性具有ではなく、妖力によって男の子にも女の子にも変身できるというもの）しており、サキュバスとインキュバスのどちらかを選ぶ時期のため男の子と女の子、どっちがいいかを5年3組で決めてもらうことになる。その際に男女それぞれの醜い面を見させられて幻滅していたが、高校生の不良少年から助けてくれた広を見たことで男になると決めたものの、思春期の胸のドキドキにより意思に反して女に決まってしまい、広に異性としての好意を持った様子。また、母親はこのような形で決まることを前提として5年3組に関わらせたようである。
あぎょうさん
人間が口にした言葉をすべて「嘘」にして言葉と正反対の状況を作り出してしまう嘘妖怪。元は「夜行さん」という神であり、その絶大な能力で耳にした言葉をすべて嘘にしてしまう。
低学年の生徒の間で「『あぎょうさん、さぎょうご、如何に？』という謎掛けをし答えられないと殺してしまう妖怪」として噂になっていた。「『あ行の3文字目＝う』『さ行の5文字目』」という意味で、答えが「うそ」……つまり存在そのものが「嘘」であるという意味合いに解釈されていたが、郷子が怖がる生徒をなだめるために言った「あぎょうさんなんていない」という言葉を聞きつけ嘘に変えたことで逆に実体化し、連絡を受けて駆けつけてきた玉藻とゆきめを見た広の「あの2人は無敵だ、あぎょうさんなど絶対に勝てない」という言葉を嘘に変えたことで、2人にもかなわない無敵の妖怪と化してしまう。絶体絶命と思われたが、その様に絶望した広が言い放った「ぬ〜べ〜は死んだ。二度と助けてくれない」という言葉を嘘にしたため、蘇生したぬ〜べ〜によって抹消された。
石蕗丸（つわぶきまる）
九尾の狐に仕える妖狐の里の使者。一人称は「私」。生真面目すぎる性格だが抜けており、フーチを凝視し過ぎて目を回したりする天然ボケた失態が多い。
年は若く、見た目は広たちと同じぐらい。作品中では、人間に狐の耳と尻尾が生えた半分人間の状態で表れているが、人化の術の有無については不明。
サチナス
妖怪サーカスを率いて、子供たちに夢を見せる夢妖怪。読者からのアイデアを元にしたオリジナル妖怪。
一般の大人には団員の姿が見えないため、童守町に来るまでに100万円しか稼げなかったが、童守町ではぬ〜べ〜の協力で客全員に芸を見せることができ103万円稼いでいった。
雲外鏡
声 - 天田益男（テレビドラマ）
ドラマ第1話に登場した丸い鏡の中に目と口が付いた妖怪。
法子が自分自身がわからなくなったのをきっかけに彼女をはじめ同じクラスの生徒の鏡に現れて彼らを惑わせた（法子にはのっぺらぼうや山姥、まことには河童、秀一には天狗を見せていた）。玉藻の手下であり、彼に頼むぞと言われ、「真夜中12時に家庭科室の鏡が真実の姿映す」という七不思議を信じた法子とまこと、広、郷子、美樹、克也と引率として付いてきた律子先生（克也の背中で気絶中）で深夜に家庭科室に入るが何も起こらず、まことと法子以外が出て行った後に鏡に触れた法子を彼女自身の姿で引き込もうとする。まことが彼女の手を掴んで頑張るが力及ばず手を放してしまい、法子が絶体絶命のピンチになった時に間一髪ぬ〜べ〜が現れて彼女を助ける。法子とともに鏡から引きずり出された雲外鏡は宇宙人の体に亀の甲羅を着けたような状態の姿に変化、法子とまことを必死で守るぬ〜べ〜を素手や黒い気でボロボロにするが、真の奥の手である鬼の手を解放したぬ〜べ〜によって体を貫かれて強制成仏させられた。
サトリ
演 - 矢部太郎（カラテカ）
きりのように心に穴をあけて入り込んだり心を読む妖怪。元々は森に住み心を読んで悪戯する妖怪。
毛むくじゃらの獣の身体に猿の顔のような顔の妖怪で生徒に取り憑いていたのをぬ〜べ〜が封じていた。それをある事故がもとで頑なに心を閉ざす北村薫のセラピーに利用しようとぬ〜べ〜が考えて、彼に憑依することを条件に解放した。そして、一週間たっても結果が出なかったもののサッカーの試合中に彼を後押しして心を開かせた。役目を果たしたため、山に帰っていった。
ドラマ版での出演
こちらでは人型になっており、顔だけ毛むくじゃら。ゆきめの部屋の引っ越し祝いに一つ目小僧と一緒に参加した。ゆきめ、一つ目小僧と同盟を組んでいる。ゲラゲラポーと歌ったりはしゃぐのは好きなようだが普段はおとなしく体操座りで、心を読んでも黙っており、ただニヤリと笑う。第4話では台詞はないが無限界時空のことを知ったぬ〜べ〜の心を読み、怖いことを考えているとゆきめに告げた。第9話では絶鬼による不安感からか落ち着きを無くしていた。
一つ目小僧
声 - 増田怜雄（テレビドラマ）
ドラマ第2話に登場した、名前通り大きな1つ目の妖怪。
ゆきめの部屋の引越し祝いにサトリと参加し騒いでいた。ゆきめ、サトリと同盟を組んでいる。ラップが上手くラッパーのポーズをとったりする。ぬ〜べ〜のクラスメイトとも打ち解け、ボールを蹴って遊んでいた。
あずき洗い（あずきあらい）
演 - 鈴木拓（ドランクドラゴン）
山奥に住み、穏やかな表情をし心の傷を小豆を洗う音で洗い流してくれる善良な妖怪。
当初は5年2組の男子生徒である村田正和の目の前に現れて「洗え」と脅かして手を洗い続けさせる悪い妖怪として登場するが、それは彼が火事に巻き込まれた際のトラウマが生んだ幻だった。最終的に村田もぬ〜べ〜により本物の小豆洗いと出会い、幻影小豆洗いと心の傷を流されたことで癒されトラウマからくる潔癖症を克服し、みんなと仲よく遊べるようになった。
ドラマ版での出演
第4話にて同盟の仲間入りした小豆を洗い続ける妖怪。シャキシャキと煩いのが玉に瑕らしく、煩さからゆきめから部屋から追い出されていた。二回ほど小豆をぶち撒けさせられている。小豆洗い父への呼び方は親父。第9話では絶鬼がいることによる不安感からか親父と小豆を数えあっていた。
小豆洗いの父
演 - 上島竜兵（ダチョウ倶楽部）
第7話から登場した小豆洗いの父。小豆洗いと同じく小豆を洗っている。口調は丁寧で一人称は私、とぼけている部分はあるがしっかりとした性格。小豆を洗うざるが息子より一回り大きい。
第8話では妖怪は全て同じで人を食うと発言した克也に怒り、ゆきめらと仕返して関係を悪化させるが（本人は克也が犯人扱いされ批難されたのを自業自得と言い放っている）、人喰いモナ・リザ討伐隊に参加し、人喰いモナ・リザの現役に足を捕まれ引き摺られていたのを克也に救われ邂逅した。第9話では不安から息子と小豆を数えあっていた。
影愚痴（カゲグチ）
声 - 青野武（'96） / 福田信昭（テレビドラマ）
おしゃべりな人間の影に憑りつく妖怪。影の持ち主の記憶を読み取ったり、壁などに目を出現させて盗み見を行ったりする。
本人に成りすまして悪口や噂を言いふらして憑かれた人を孤立させ、孤独自殺に追い込んでその魂を食らう。尖った耳と沢山の目、先が5つに分かれた舌「必殺五枚舌」を持つ。
美樹の影に取り憑いて孤独自殺に追い込もうともくろんだが、潔白を証明するために仕掛けた美樹の罠にかかり正体が露見。美樹を餌食にしようと襲い掛かるが、妖怪の存在に気づいていたぬ〜べ〜に阻まれ、影から得た噂（「ぬ〜べ〜はインチキ霊能力者」というもの）を正確無比な情報と鵜呑みにしてぬ〜べ〜を舐めてかかったため返り討ちに遭い、命乞いも通じず鬼の手で引き裂かれて消滅した。
アニメ版では、目を伸ばして触手のように使うという技も見せた。
ドラマ版での出演
SNSで目立とうと隠し撮りなどをしていた美樹に取り憑きクラスメートとぬ〜べ〜の秘密をSNSに打ち込みばら撒き孤独に追い込み、美樹の影の姿で彼女を学校の屋上から落そうとするが、SNSを見返しそれを見抜いたぬ〜べ〜が郷子とともに駆けつけ、経文によって動きを封じられるがそれを破り美樹とぬ〜べ〜を攫って逃走、倉庫らしき場所に移動し正体を現す。姿は原作同様。美樹たちを心配して駆け付けた生徒たちの前で、鬼の手を使えないぬ〜べ〜をボロボロに叩きのめして生徒たちや美樹を狙うが、最終的には生徒を守りたい意思で鬼の手を使ったぬ〜べ〜に内部に入られてそのまま中から破壊され爆発四散した。
陰摩羅鬼（おんもらき）
いい加減かつ適当な供養によって成仏できずに妖怪化した死者の霊。河童と人を足したような姿で、成仏できない人の面影も残っている。いずなの霊能力が通じないほどの耐久力を持つ。
元は人の好さそうな老爺だったが、葬式で童守寺の和尚がいい加減な気持ちだった上、経文を唱える代わりにテープに録音したものを流された（その間、和尚は居眠りしていた）ことで妖怪化した。ぬ〜べ〜のサポートを受けた和尚に気持ちがこもった経文を唱えてもらい、和尚が経文の後半を忘れていたために途中までしか読み上げられなかったものの、気持ちが伝わって成仏した。
ドラマ版での出演
骨の鳥のような姿で、第4話で和尚といずなの霊を容易く扱おうとする態度に怒り現れた。怒りが強かったのかは不明だが、原作に近い感じでいずなと和尚の2人が反省し正しい経文を唱えたが成仏しなかったため、ぬ〜べ〜によって強制成仏させられた。
人体模型（じんたいもけい）
声 - 飛田展男 / 小林ゆう / 清水一希（テレビドラマ）
長い間、童守小におかれていたために魂が宿り、自分のことを人間だと思い込んだ人体模型。一人称は「僕」。
ぬ〜べ〜は穏便な形で分からせようと生徒たちと協力して一時クラスの一員にさせる。純粋で心優しく生徒たちからは恐れられるものの嫌われることはなかった。人間になることを切望していたが、ぬ〜べ〜に「俺の力では無理だ、観音様にでも頼みなさい」と諭され最後はぬ〜べ〜に戻されるものの観音様に願いが通じたらしく人間となった。だがまだ不完全なようで半分の皮が張られていなかった。
アニメ版では「友達なら身体を譲ってくれ」と広に襲うようにして懇願するが、ぬ〜べ〜からは「そんな友情はお前の身体と同じ作り物の友情でしかない」と容赦ない言葉とともに阻まれた。
『NEO』での出演
23歳（精神年齢）。観音様に人間の皮膚を貰ってからは人間になり、当然ながら身寄りはなかったため施設で育てられたが、努力の末に文武両道の優等生に成長しT大にまで進学して卒業後は一流企業に入社したが観音様の力が切れて人形に戻りかけていた、その後に蒙古高句麗に出会って「駄目人間の皮を剥げば人間になれる」と言われてまことを狙う。完全に皮が全部剥けてしまい、目論見通りまことを誘拐するものの騙されていたことを知り絶望する。人間に危害を加えた霊を放置できないと判断したぬ〜べ〜によって成仏させられそうになるが、まことに庇われ、自分が酷い目に合わせたにもかかわらず優しい言葉をかけてくれた思いやりがある彼に心を打たれ涙を流した。最後はぬ〜べ〜の観音経によって剥がれた皮が完全に元に戻り、再び人間社会へ戻って行った。
ドラマ版での出演
ずっと人間になりたいと思っており、人生に夢や希望を持てない晶を見て彼の体に乗り移る。一度はぬ〜べ〜によって成仏させられそうになるが、玉藻の助言により24時間の期限付きで人間生活を満喫する。その時に事情を知った晶のクラスメートからジンタという名前をもらう。しかし、玉藻に自分はしょせん人体模型に過ぎないと言われ、やけを起こして自分の本来の体である人体模型を燃やそうとするも玉藻の言うことが正しいと考えて思いとどまる。そして期限が近づき、晶の体がジンタの魂に耐えきれなくなり共に危険な状態になるが、ぬ〜べ〜による幽体摘出によって2人の魂と体が分離されて難を逃れる。そして、元に戻ったジンタは人間になる夢がかなうことを願いながら、ぬ〜べ〜によって成仏させられた。
手作り絵本の付喪神
図書準備室に残されていた手作りの絵本の付喪神。20年前、童話好きだった童守小学校の卒業生によって書かれたもので、作者の愛情がこもって妖怪化した。未完成のまま作者が入院の後そのまま卒業してしまったため、話を完成させてくれるものを20年間待ち続けている。
図書準備室に潜り込んで偶然手に取った美樹に話の続きを書くようせがむものの、気味悪がって放りすてられたことに怒り、美樹を絵本の中に取り込んでしまった。絵本の中の人物が美樹そのものに置き換わっており、さらに書き加えた物語通りに絵が変わるという不思議な現象が起こるようになっていることに気づいた広たちがいたずらで元の物語とまったく関係のない話を書き続けたことで激怒。美樹を人質にとって正しい続きを書けと要求するが、偶然その場に居合わせた本の作者が正しい結末を書き終えたことで未練が昇華され、成仏すると同時に美樹を解放した。
式鯰（しきなまず）
文庫版の書下ろし「9月のレクイエム」に登場する悪霊。
呪殺に用いられる強力な悪霊で、ぬ〜べ〜の教生時代の教え子だった松山恵の7代前の先祖にかけられた末代の呪いが顕在化したもの。人体に寄生して体の表面に鯰の形として表出し、宿主を徐々に衰弱させて死に至らしめてしまう。
呪いの強力さゆえに数日がかりの除霊でようやく引きはがすことに成功し白衣霊撃呪によって除霊されたものの、想像以上に体の衰弱が激しかったために、恵は命を落としてしまった。
天狗塚の悪霊
声 - 内海賢二（劇場版1）
劇場版第1作に登場した悪霊。連続殺人犯「櫻田博之」（声 - 梅津秀行）が逃走中の事故で天狗塚を壊したために天狗塚の亀裂から出現した。
警察病院で昏睡状態の櫻田に憑依し彼の憎しみに同調して、自分を通報した久美子を追い詰める。最初は黒マントの姿であったがぬ〜べ〜の霊水晶を投げつけられ緑色の天狗のような姿を現す、さらにその後怒りにより鬼のような本来の姿に変身しぬ〜べ〜を追い詰めるが、久美子の援護により天狗塚が開いてしまう、追い詰められその場にいた全員を道連れにしようとするが、その隙にぬ〜べ〜の鬼の手の一撃を受けて自分だけ再び天狗道に落ちて行った。騒動後に櫻田は意識を取り戻した。
黒マント
声 - 曽我部和恭（劇場版1）
天狗塚の悪霊が櫻田の憎しみと同調し変化した、白い仮面に黒いマントを羽織った怪人。櫻田の恨みに共鳴し、警察に通報した久美子を狙う。
久美子を探しているため様々な女子生徒に名前を聞いて回っていた。「赤いリボンは呪われる」が口癖。久美子を探すために多数の女子生徒にも声をかけていたが、名前を聞くだけで危害は加えていない。本来の姿で活動せずこの姿で活動していたのは、天狗塚からの復活直後は本来の姿では長時間の活動ができなかったためである。
原作の「A」がモデルである。
妖怪ピエロ
声 - 中尾隆聖（劇場版2）
劇場版第2作に登場。正体は潤の心が生みだしたもう一人の潤であり所謂、潤の影である。
友達のできない潤の心に付け入って、潤を自分の影にして広たちにピエロ化の術をかけ操って無理矢理友達にしたり、広たちにぬ〜べ〜を殺させようとした（ぬ〜べ〜は咄嗟に女性のマネキンを身代わりにして難を逃れた）。
最終的に広たちの説得で目が覚めた潤の抵抗によって潤と体が融合したまま鏡の中に戻されるが、鏡の中に閉じ込められたぬ〜べ〜が潤を分離させて救出し、妖怪ピエロは鬼の手に引き裂かれ消滅した。「自分を殺せば潤も死ぬ」とうそぶいていたが、実際は妖怪ピエロが死んでも潤には影響がない（ぬ〜べ〜はそのことに気づいていた）。手段を選ばない冷酷な性格だが、女性のマネキンに顔を近づけられた際に赤面するなど、ピエロゆえのコミカルな面も見せた。
渚（なぎさ）/ 女郎蜘蛛
声 - 岡本麻弥（劇場版3）
劇場版第3作に登場する、気さくで明るい女の子。その正体は伊豆の離島、「蜘蛛島」に生まれた海蜘蛛が齢数百年を経て妖怪化した、女郎蜘蛛という妖怪。
ぬ〜べ〜たちが海水浴に行った先で仲良くなるが、人を食わねば完全な妖怪となれず理性を失ってしまうという定めであり、生徒たちを喰らおうとする。ぬ〜べ〜たちの説得が通じ、その宿命を拒否し成仏させてくれるよう懇願して成仏させてもらい、後に人魚へと転生する。
キャラクターの原案は原作14巻に登場する女郎蜘蛛、「糸美」がモデル。
ピアノのつくも神
アニメ版第36話「真夜中の㊙レッスン！音楽室の危険な誘惑!!」に登場するオリジナル妖怪。童守小学校の音楽室のピアノのつくも神。
大勢の生徒に愛され演奏してもらっていたことで人間の情を持ちつくも神となったが、時と共に忘れ去られて子供たちに一切顧みられなくなり、処分されることが決まったため、過去の思い出を懐かしむあまり、美樹とピアノがうまくなる賭けをした郷子に取り憑いて真夜中の学校に誘い出し、著名な音楽家の肖像画の画霊を呼び出して無理やりレッスンを受けさせていた。
疲労のあまり憔悴した郷子を見て異変に気付いた美樹に発見されたため画霊を差し向けて襲い掛かるものの、異変を察知して宿直していたぬ〜べ〜が立ちはだかったため正体を現す。ぬ〜べ〜を追い詰めるものの鬼の手の力を前に消滅させられかけるが、ピアノの孤独な気持ちに気付いた郷子にかばわれ、ぬ〜べ〜の説得に涙を流しながら成仏し、元のピアノに戻った。
その後はピアノを引き取りたいと申し出た卒業生のもとへと引き取られていった。
GODZILLA
ジャンプ特別ページの短編「ぬ〜べ〜ニューヨークへ行く」にパロディではなく一応、正式に登場した。映画の中から飛び出て来てぬ〜べ〜を踏み潰そうとするが、ゴジラの足にぬ〜べ〜が鬼の手で対抗するというシーンで話は終わっている。本話はハリウッドのゴジラ・ワールド・プレミアのハリウッド版『GODZILLA』の招待状を貰ったぬ〜べ〜がゴジラに会いに行くという内容であったが、版権の問題で本話はコミックには未収録。
血まみれのコックさん
地獄先生ぬ〜べ〜 コンプリートDVD-BOX 2に同封された、真倉翔&岡野剛描き下ろし番外編漫画『一夜だけの復活』に登場した地獄の料理人。美樹が広めた「血まみれのコックさん」という言葉を大人になるまで覚えておいてはいけないという噂により出現。元は地獄で死者の霊をバラバラに切り刻んで料理していたが、それに飽きて地上へとやって来た。はたもんばと同様に手にした複数の包丁を操る能力を持ち、しかもその包丁は妖刀であり、はたもんばの刃と同等の切れ味を誇る。最後は大量の包丁を空中に浮かせてぬ〜べ〜に攻撃するが、ゆきめの冷気と玉藻の火炎により全て無効化され全ての武器を無くした隙にぬ〜べ〜の鬼の手の一撃を受けて倒された。番外編漫画はアニメ版の最終回後の話であるため、死者を解体するシーンはとてもアニメで流せるものではないと描写されている。
妖怪とりかえっこ
ジャンプノベルスの小説でアニメ版最終回の続編となる「妖怪とりかえっこ」に登場した、山に住むイヌ科の獣のような四足獣の妖怪。幼いころに自分の魂と人間の魂を取り換え、人間がある程度成長すると魂を取り返しにやってくる。妖怪の魂の持ち主であった「稲葉郷子」の魂を取り返しに来るが、紆余曲折の末郷子と和解しそれぞれ元の魂のまま生きることを選択し、本来の郷子の魂を宿したまま山へと帰還した。
妖怪とりかえっこの母
妖怪とりかえっこの母親の雌妖怪。人間に殺害されたとされていたが、強力な生命力を持つとりかえっこを人間が殺害できるはずがなく、のちに真犯人は妖獣ジャコールであることが判明する。
妖獣ジャコール
妖怪とりかえっこの宿敵とされる妖獣で蝙蝠とムササビが合わさったような姿をしており、飛行能力と両手の鋭い爪と尻尾が武器。とりかえっこの母を殺害した真犯人。最後はぬ〜べ〜の鬼の手で切り裂かれ消滅した。なぜか妖怪とは呼称されず、テレビアニメ版のデビルマンの敵である「妖獣」と同じ名称となっている。
転勤先の小学校の校長 / 化け狸
演 - 笑福亭鶴瓶
ドラマ版でのぬ〜べ〜の転勤先の小学校の校長。ぬ〜べ〜がそっと水晶に姿を映したところ、狸妖怪の姿が映った。

## 霊・悪霊
戦死した少女霊
声 - 馬場澄江（'96）
戦争中に空襲で亡くなった女の子の霊。ぬ〜べ〜たちが童守小で起きているトイレの花子さん騒動の調査中に発見する（大百科では第1のトイレの花子さん）。
空襲中に学校のトイレに逃げ込んだまま焼け死んでしまい、霊となった後も同じ行動を繰り返していた。
最後はぬ〜べ〜の導きで成仏していった。
トイレの花子さん
声 - 吉田古奈美（'96）
演 - 高橋真麻
戦死した少女霊が成仏した直後に広が目撃した少女の霊（大百科では第2のトイレの花子さん）。
彼女の存在は後に広のトラウマになった。花子さんの正体ではないかと推測されていた他校の女生徒「山田花子」の霊ではなく、山田花子もこの花子さんを見て心臓発作を起こして死亡している。
ドラマ版での出演
目の周りが真っ黒でヨダレを垂らしている白い服に赤いスカートを履いた女の子の霊。
トイレに住んでいる。トイレは部屋のような感じで間接照明から着替えまである。友人ができぬまま亡くなったことが未練となり霊になっていた。第8話にて再登場。
佐々木（ささき）
声 - 堀川りょう（'96）
下の名前が不明な不良の男子生徒の悪霊。一人称は「俺」。そばかすと前歯が特徴。死んだ当時は小学5年生だった。不良生徒による校内暴力が問題化していた10年前、童守小に放火しようと企んだものの、発見されたため逃げている最中に階段から転落して死亡した。
霊となった後は、七不思議の舞台となっている校舎の外れの階段の奥の異空間に仲間の不良の霊と共にたむろしており、同じ不良生徒を仲間に引き込もうとしている。
不良行為を平然と行っていた克也に目をつけ、魔の13階段に引き込もうともくろんだがぬ〜べ〜に阻止された。子供ということを笠に着ており、鬼の手で抹消するのではなくきちんと更生させた上で除霊させようとするぬ〜べ〜を舐めている。
原作では最後は異空間に逃げていったが、アニメでは怒ったぬ〜べ〜に「改心するまで閉じ込めてやる」と異空間を強制的に閉じられ、出られなくなった。
てけてけ
声 - きそひろこ（'25）
上半身のみの姿をした少女の霊。噂によれば、てけてけの話を聞いた者の元に現れ、「足いるか」と言いながらその足を引きちぎるが、追い払う呪文があり、それを唱えると消えるという。
その正体は人の噂による思念が本来成仏するべき存在を無理矢理現世に縛り付けてしまった念縛霊とされる存在。元は北海道に住む普通の女子中学生だったが、20数年前に電車に引かれて上半身と下半身が引きちぎれてしまい、しかも当時は冬の季節だったために寒さで血管が収縮して出血が止まり、数分間苦しみながら助けを求めてそのまま死亡、その悲惨な死に方ゆえに怪談話として自身の死を広められたため、彼女を怖れる人々の念によって現世に縛り付けられ成仏できなくなってしまった。上記の噂も実際はてけてけを恐れる念縛を無くすためで、「追い払う呪文」の存在も完全なデマ。そのため「てけてけになってしまった人の成仏を真摯に願い、怖がったことを詫びながら拝む」ことが真の対処とされている。
「てけてけを追い払う呪文」をネタに子供から金を巻き上げる不良高校生から怪談話を聞かされ、心底恐怖するまことの前に姿を現したが、ぬ～べ～に真相を伝えられたまことが恐れるのを止めて早く成仏できるように祈りを捧げる姿勢を見せたことで和解し、その場を去った。その後、噂を流した張本人の不良高校生の前に現れ、身勝手な噂を撒き散らされたことに対する怒りと恨みから両足を引きちぎって殺害、どこかへと去って行った。
メリーさん
強力な霊能力を持つ女子生徒の霊。生前の強い霊力を残したまま悪霊化したサイコゴーストであり、霊となったことで相乗的に倍加した強力な霊力ゆえに経文も一切通用せず、除霊を頼まれた霊能師はことごとく殺されたという。強い霊能力による力はいわゆる超能力というレベルにまで到達しており、念動力の他、幻覚投射や発火能力なども操れる。
生前、並外れた霊能力を発揮していたために気味悪がった級友たちに化け物扱いされて酷薄ないじめにあい、大切な人形をバラバラにされて隠されたことが決定打となって自殺、悪霊と化してしまった。それ以来、毎年自殺した月になると全国の小学校に出没し、標的にした子供に手足が欠けた人形を渡して1週間以内になくなった部位すべてを見つけるように命じ、達成できなかった場合は標的にした子供の体からその部分を引き裂いて人形に着けるという凶行を繰り返している。端から相手の殺害を目的としているらしく、容易に目的を達成させないよう妨害霊波を出して霊能力による探索を妨害するなどの狡猾な一面も持つ。
童守小に現れて法子を標的とし、その強力な霊能力と悲惨な境遇ゆえに対峙したぬ〜べ〜を苦悩させる。最終的に除霊を断念し、鬼の手を通じて法子の身代わりを申し出てきたぬ〜べ〜が自分と同じ境遇にあったことを知って涙ながらに心を開き、その後ぬ〜べ〜の経文を受け入れ消えていったものの、成仏できたかは不明のままであった。
壁男
声 - 幸野善之（OVA版）
演 - 桝太一（日本テレビアナウンサー）
童守小学校の壁に中に潜んでいる悪霊でその名のとおり壁の中を移動することができ、4年生の女子生徒・みほを拉致した上、ぬ〜べ〜の体と郷子（OVAでは加えて美樹と克也）までも攫って自分の住み家である壁に覆われた空き部屋に幽閉した。その正体は20年前の殺人事件で殺され、遺体を工事中だった堂森小の部屋の中に塗り込められるように隠された男の悪霊（OVAでは事故で壁の空き部屋に閉じ込められて死んだ工事の作業員）で、最後は鬼の手で強制成仏させられた。
ドラマ版での出演
壁の中を移動することはできるが、人を攫うようなことはことはしない。「かべー」が口癖（唯一話せる言葉）であり、体の上半身しか壁から出ることができず、出現した際は壁から出ようと上半身をジタバタしていた。原作と違い悪霊ではなくO成仏できない呪縛霊であり、鬼の手で成仏する際も、抵抗せず大人しく従っている。正体は悪霊ではないが原作とほぼ同じという謎になっている。第8話にて成仏させられたはずが再登場している。
ブキミちゃん
声 - 三輪勝恵（OVA版）
縮れた髪に醜悪な小鬼のような顔をした少女の悪霊。生前はクラスメイトの持ち物を隠して喜ぶ意地悪な性格だったと噂されている。交通事故で死んだ際に大切なハーモニカを無くしたことで悪霊となり、クラスメイトの夢の中で複雑な迷路のゴール地点にある排水口の中にあるハーモニカを見つけさせるゲームを強要し、道順を間違えた罰として魂を抜き取って殺してしまったという。その噂を聞いた人の夢の中に現れ、同様の手口で恐怖に引きずり込む。
美樹が噂話をクラスメートに聞かせたことで学校中に広まってしまい、道順を間違えた広の魂を抜き取ろうとするが、現実の事故現場を夢のゲームの通りにたどりハーモニカを見つけたぬ〜べ〜の手により、すんでのところで強制成仏させられた。
作中ではあくまで噂で語られた内容しか掲示されていないため、ブキミちゃんが本当に噂通りの意地悪な子だったのか、死んで悪霊と化した経緯が噂通りだったのかは最後まで不明のままだった。
OVAでは、噂話でしか語られなかった生前の彼女の実像が掘り下げられ、結末も異なる。生前は噂とは正反対の性格で子犬にパンを分け与える優しい心の持ち主であり、子犬をかばったために交通事故にあい、その際に父の形見であったハーモニカを排水溝に落として無くしてしまった。いじわるをされる側だったらしく、大切なハーモニカをいじわるで隠されたと思い込んで悪霊と化し、人を襲うようになった。広の夢の中に駆けつけてきたぬ〜べ〜にハーモニカを見つけて返してもらったことで生前の姿に戻り、ぬ〜べ〜に感謝の言葉を残し、涙ながらにハーモニカを吹きながら成仏した。
寝太り
醜さゆえに誰からも愛されなかった女の哀れな悪霊。美しい女に取り付きエクトプラズムで太ったように見せ自殺に追い込んで恨みを晴らそうとする。
玉藻の病院の入院患者の女子大生に腫瘍のようになって取り付き、毛穴からエクトプラズムを噴射して身体をくるみ膨らませて太ったように見せかけていた。
玉藻の除霊によって引きずり出され殺されそうになるがぬ〜べ〜に庇われ、その優しさと憐憫の情を受け入れ、入院患者の女子大生の身体に戻った後、自ら成仏していった。
お歯黒べったり
演 - 林和美
お歯黒は既婚者の意味をもち、醜い容姿で結婚出来なかった哀れな女の集合体霊。着物に髪を結った姿をしている。怒るとはがすのが難しくなる。
律子先生に取り憑いたため、ぬ〜べ〜が生徒たちに内緒でお払いのために真似事の結婚式をしていたものの、それを知らずに不服に思った郷子が指揮を妨害したあげく醜い妖怪と罵ったため、激昂して律子先生におそいかかるが、「自分をめとってあの世へ連れていけ」というぬ〜べ〜の捨て身の説得により泣きながら成仏した。
『霊媒師いずな』
こちらは似て非なる別個体のようで悪霊に近い。玉の輿を夢見てできなかった女の怨念が妖怪化したもの。そのため、豪勢な結婚式に異常な執念を燃やしており、憑いた者をその妄執の虜にする。内山浩の恋人である長瀬ちとせに取り憑いて彼女の結婚願望を強くさせていた。深夢の協力で妖力が弱まり、最後はいずなによって退治された。
ドラマ版での出演
原作同様、律子先生に取り憑き結婚まで行くものの途中で原作とは違いゆきめに邪魔され、怒りで暴れて結婚式場を破壊した。しかし律子先生の身体が弱り始めふらふらになり、ゆきめや玉藻に攻撃されかけるがぬ〜べ〜に庇われ原作より少し台詞多めの優しい言葉と抱擁に泣きながら成仏した。
赤白帽
自殺した少年の霊。赤白帽を失くし、怖い体育教師に怒られるのを恐れて3階から飛び降り自殺してしまった。体育教師への恐怖心から混乱しきっており、見境なく出会った生徒を襲っている。
飛び降り自殺で頭を損傷しているため、頭が血だら真っ赤になって頭皮がめくれて帽子の鍔のようになっており、その姿を見て赤白帽をもうかぶっていると勘違いした生徒に指摘されると激高して襲い掛かり、鋭くなった犬歯で噛み付きて相手の頭を傷つけて血だらけにしてしまう。
高熱でダウンしたぬ〜べ〜に代わり除霊を試みた律子先生に襲い掛かるが、その姿を憐れむと共に教師としての責任を感じ、優しく包み込んだ律子先生の憐憫の情に触れて元の男の子の姿に戻り成仏していった。
赤いちゃんちゃんこ
30年前に自殺した少女の悪霊。
転校続きに加えて内気だったためにいじめられ、それを苦にしてカッターで自らの首を切り裂いて自殺した後に悪霊となった。
いじめられた怨みを晴らすために日本各地の小学校を徘徊しては生徒を無差別に襲っており、「『赤いちゃんちゃんこ着せましょか』の問いに答えると殺される」という七不思議として全国で知られるようになった。そして童守小学校にやってきた際、彼女を長期間の除霊で成仏させようと試みたぬ〜べ〜の手であかずの間の奥に封じられていた。
結解を破られたため再び表に出てきてしまい、問いに答えた郷子を殺そうと付け狙ったが、万が一のためぬ〜べ〜が郷子に教えておいた呪術的歩行術「禹歩」の力によって退散する。その後、学校の隅でうずくまっていたところをぬ〜べ〜に見つけられ、再び開かずの間に封印された。
隣町の男性教師の地縛霊
まことを襲った男の霊。頭が割れて脳みそが見えている。小さな男の子にイタズラしては殺していた変質者で、死んでからも多くの生徒を手にかけており、その流れでまことを襲ったが駆けつけた金次郎像に吸収されたことで消滅した。
舞首
小三太、又重、悪五郎の3人の武士がいがみ合いの末に死んだ後に生首の悪霊と化した姿。
1200年前の新月に3人が口喧嘩をした挙句にお互いに首を切り落としあって死亡、その後は新月の晩に関東の海辺で3人の名前を呼ぶと生首で絡み合い未だいがみ合いながら現れる。
決着をつけるために生きた人間の体を求めていると言われており、取り憑かれると小さなことですらいがみ合うようになり、徐々にエスカレートして殺し合いにまで発展してしまう。
広、克也、金田がそれぞれに3人の名前を呼んだことで現れて3人に取り憑き、いがみ合いの決着をつけるために殺し合いを繰り広げていたが、凶器を振りかざして互いを殴りあおうとした際、体を張って止めに入ったぬ〜べ〜を見た3人の憎しみの感情が雲散霧消したことで離脱、そのままいがみ合いを続けながらどこかへ消えていった。成仏させられるのかは不明。
ピアノを弾いていた少女の霊
夜な夜な涙ながらにピアノを弾いていた少女の霊。生前はピアノが好きで、その才能を認めた音楽教師にコンクールに向けて個人指導をしてもらっていたがコンクール当日に交通事故に遭い、ピアノの先生諸共事故死した。痩せこけ気味な姿に長めの髪をしている。
当初はピアノが弾きたかったことが未練で成仏することが出来ないと思われていたがいたが実際は呪縛霊と化したピアノの先生に縛られた状態であったために成仏できずにいた。ピアノの先生が抹消させられたことで解放され、自ら成仏した。
ピアノの先生の霊
ピアノを弾いていた少女の霊の背後にいた音楽教師の悪霊であり呪縛霊。
生前は少女の才能を認め個人指導をしていたが、実際は少女を優勝させて富と名声を得ることだけが目的の俗物であり、死んだ後も少女の霊をピアノに無理矢理縛り付け夜な夜な弾かせていた。
大月先生曰く、どっかのミュージシャンみたいな恰好をしている。ぬ〜べ〜と大月先生のコンビによって成仏させられた。
若い侍の霊
童守寺の神木に7月の満月の夜に現れる若い侍の霊。400年前に北条氏の愛妾である佐々姫と恋に落ちたために7日7晩のむごい拷問の末に死亡した。
佐々姫の遺体を掘り起こしにやって来るが見つからずに泣きながら帰るという行動を繰り返し、怨念から木を切りに来た人々を事故に巻き込んでいた。指先は骨が見えている。
広、郷子、美樹、克也が肝試しをして木の上で霊を見ようと待っていた際、克也のくしゃみに気づき木を登って追ってくる。木の先へ上って逃げる途中に滑り落ちてしまった美樹が剥がれ落ちた木の皮を剥がしたことで、木の上に押し上げられていた佐々姫の白骨死体が見つかり、再会を果たして成仏した。
紫ばばあ
包丁を持った鬼のような怖い顔をした、老女が生前の怨みや憎しみで悪霊と化した存在。
元々は孫思いの老女だったが、孫がいじめられた挙句に殺された現場を目撃し、それを事故として片付けようとした挙句事故だと言い聞かせようとする周囲に怒り、誰の話も聞くまいと耳を切り落とし亡くなった。死後に生前の怒りや憎しみから悪霊・半鬼化し子供を無差別に切りつけるようになった。
耳を切り落として亡くなったために耳が無く、経文は聞こえない。死者をあの世に導く色である紫を示すと怯むが、正しい意味を理解せずに使われていたことで慣れてしまっていたため、ぬ〜べ〜が色霊を利用して正しい経文を伝えた上で紫の真の意味を示したことにより正気を取り戻し、泣きながら成仏した。
ナースの霊
生前は心優しいがドジ気味なナースだった女性。患者の男性が自分の注射によって死んでしまったことを自分の責任だと思い詰め、それを苦に飛び降り自殺する。自責の念があまりに強かったために霊となり病院を彷徨っており、新しい患者が来るたび謝罪しながらつきまとい腕に注射を打とうとする。後にぬ〜べ〜により患者の男性霊と引き合わされ、男性が死んだ本当の原因を知り和解して成仏していった。
患者の男性の霊
ナースの霊の担当患者の男性の霊。ナースのミスによって死んだと噂されていたが、実は彼女が打ってしまった毒物は生前の彼が自殺のために自ら仕込んだものであり、死後、ナースがそのこと苦にして飛び降り自殺したことで自責の念が強くなり、地縛霊として病室に縛られていた。後にそれに気づいたぬ〜べ〜によりナースの霊と引き合わされ、己の過ちを伝えて謝罪したことで和解し成仏した。
頭像
声 - マギー
ドラマ版第一話に登場した。
ぬ〜べ〜が妖怪を探す道中、美術室に現れた喋る頭像。事件解決後はぬ〜べ〜に成仏させられたはずだが、8話で再登場。
本に封印された悪霊
声 - 佐藤正治
アニメ第30話「放課後の恐怖!走る二宮金次郎像!!」に登場するアニメオリジナルキャラクター。
元は普通の霊であったものが邪欲が強すぎたために悪霊化したもの。マントを身に纏い痩せこけたミイラのような魔術師の姿をしている。かつて悪魔に魔術合戦を挑み敗れて「秘本魔術辞典」という本に封印されていたが、図書室でこの本の表紙をまことが破いてしまったために封印から解放される。その後は完全に復活するために封印を解いたまことの命を狙っては襲っていたが、金次郎像の妨害に遭う。金次郎像に吸収されても抵抗して苦戦させるほどの魔力を発揮するが、ぬ〜べ〜の鬼の手の力を分けてもらった金次郎像が自爆したことで消滅した。
送らずの桜の霊
過去の童守小学校の5年生クラスの生徒30人の集合霊。クラスの結束はとても強く泣いてクラス替えを嫌がるほどに仲が良かったが、担任教師が最後の記念にと連れて行った遠足の道中に事故に遭って全員死亡、集合例となって、クラスの記念に校庭に植えた桜の木に宿り続けている。
月日が経つ内にいつしかその桜は「木の幹に名前を彫り込むことでもう1度同じ学年をやり直せる送らずの桜」という七不思議として言い伝えられるようになり、その言い伝え通りに幹に名前を彫った人間の魂を木の中に取り込んで止まった時の中に縛り付け、同じ学園を永久に繰り返させる悪霊となった。
さくら
こけしの様な顔立ちをした謎の少女。足や手の先が細い木の枝のようになっている。送らずの桜に宿る事故死した生徒30人の集合の霊の1人で、生前は学級委員長を務めていた。
過去にも自分たちと同じようにクラスをやり直したいと願って七不思議を試した子を引きずり込んでおり、同じようにやってきた郷子をひきずりこんでしまう。
同じ時を繰り返すことの無意味さに気づいて逃げ出そうとする彼女を木の枝状の触手と化した両手で縛り付けて留めようとするが、助けに駆けつけてきたぬ～べ～クラスの生徒たちの結束の強さの源が永遠に変わらない友情を信じる強い心にあることを知って、自分たちは居心地のいい時間を失うことを恐れていただけだったと気づき、郷子を解放して止めていた時を自ら動かし、仲間たちと共に成仏していった。
図書室の少女霊
声 - 西原久美子
アニメ第32話「そして誰もいなくなる!図書室の赤い怪少女!!」に登場するアニメオリジナルキャラクター。赤いカーディガンがシンボル。
小学生のころに交通事故で亡くなった本好きの女の子の浮遊霊で、普段はおとなしく無害。しかし、大好きだったおとぎ話の本の人魚姫のページを金田が破ってしまったため話の続きを思い出せなくなってしまい、思い出したい一心で本を借りた生徒たちに迫り次々と本の中の世界に引き込んでいった。本の世界では鬼の手が通じないためぬ〜べ〜たちをピンチに陥らせたが、彼女と同じく本好きな法子が話の続きを思い出させたことで元のおとなしい霊に戻る。終盤までは目元が陰で隠れていたが、大人しくなった後は明るい笑顔を取り戻した。
風間名美恵
小説版「呪われたスポットライト」に登場する元美少女アイドルの悪霊。生前はアイドルとして成功していたが、それが原因で両親が不仲となり離婚、さらに仕事の関係で精神的に追い詰められて投身自殺した。偶然、美樹がアイドルのオーディションを受けるため待ち合わせのために自殺現場のビルを通りかかった郷子に憑依し、郷子をアイドルデビューさせるが、最後には本性を表して殺害しようとした。普段、姿を現す際は裸体の美少女であるが、力を発揮する際には転落死したために脳が剥きだしになったゾンビのようなおぞましい姿に変化する。メリーさんと同様に格上の悪霊で同じく芸能界で死んでいった人間たちの悪霊を操る能力を持つ。ぬ〜べ〜に配下の悪霊を鬼の手で引き裂かれて成仏させられ、自身もぬ〜べ〜の説得により成仏した。

## 『NEO』より登場した妖怪・悪霊・悪魔
わいら
井戸の中に取り残されたカエルが何百年もの歳月をかけて妖怪となった姿。一人称は「俺」。男言葉で話し性格も男性的だが、卵巣を持っている。孤独を好み、孤立した子供や弱者を体内に抱えている卵巣に取り込もうとする能力を持っている。
両親の離婚問題が原因で大人不信に陥っていた健斗の心に漬け込み、洗脳するかのごとく彼の脳裏で話しかけていた。健斗を自分の体内に引き込もうとするも、駆け付けた郷子に阻止され最後はぬ〜べ〜の鬼の手で引き裂かれ消滅した。
学校裏サイトの少女の霊
生前、学校裏サイトで悪口を書かれいじめられ、それに耐えきれず自殺した。
自分をいじめた女生徒が百合愛にそっくりだったため、復讐のために学校裏サイトに取り憑いて彼女の悪口をしつこく書き続けて執拗に追い詰めて殺そうとした。最後は百合愛を助けに来たぬ〜べ〜の鬼の手によって強制成仏された。
食吐（じきと）
餓鬼の一種で生前自分だけ美食をして子供を飢えさせた者のなれの果て。蝕まれると餓鬼道に堕ちて自らも餓鬼になってしまう。
子育ての苦悩の中で心に闇が生じた衛の母・あけみの弱い心につけこんで5匹が取り憑いていた。最後はあけみを必死に庇う衛の母親を想う気持ちに彼女が感化されたことで離れ、ぬ〜べ〜の鬼の手で引き裂かれて消滅した。
ズリ子さん
低学年の間で噂されていた女性の霊。下校時刻に通学路に現れていきなり手を掴んで子供を死ぬまで引きずり回してあの世に連れて行こうとする。
元々はいつも自分の子に言うことを聞かせようと強引に引きずり回していた母親（教育ママ）の霊が悪霊化した姿である日、逃げた子供を引き戻そうとして交通事故に遭い死んだ。以来、悪霊となり、親に逆らえないような子を選んで襲うようになった。
そのため、父親に逆らえない星蘭に襲い掛かり、彼女の手を掴んで強引に引きずり回す。最後は星蘭が父親に対する想いを伝えたことで逆らった彼女の手を離し、ぬ〜べ〜の鬼の手によって強制成仏された。
禁忌鬼ごっこ
丑光がレクリエーションに悩んでいる健斗たちに教えた自分たち自身に呪いをかけるゲームで危険な遊び。
用意する物は、包丁、ぬいぐるみ、石灰、穀物（ポップコーン）。ぬいぐるみは百合愛が作ったウサギのぬいぐるみが使われた。
ぬいぐるみの中の綿を全部抜いて、穀物と石灰を入れた後、最後に頭に参加者全員の髪の毛を入れて縫い合わせ、呪文を唱えながらルールを決めた後、包丁をお腹に刺して逃げた。後にぬいぐるみに悪霊が取り憑き、おぞましい姿で包丁を持ちながら健斗たちを執拗に追いかけて彼らに襲い掛かる。鬼ごっこの範囲が学校の敷地内で校舎が禁足のため、中に入れず強力な結界が張られていた。最後は結界を破って彼らを助けに来たぬ〜べ〜の鬼の手に握りつぶされた。
黒手（くろて）
便所から手を出して人をおどかす妖怪。悩んで物思いにふける人に襲い掛かる。
夜の公園のブランコに座りながら悩み思いふけていた美樹に襲い掛かるが、ぬ〜べ〜の鬼の手によって引き裂かれ倒された。
後に黒手が現れた境壊法術の跡が発見され、この件で今回の逢魔ヶ刻が人為的に起こされたことが判明した。
山本残左衛門
「はたもん場跡」のとある石碑に封印されていた処刑人の執着だけが残った悪霊。ただひたすら罰を与えるだけの存在で人間としての理性は持っていない。
清掃時間に抜け駆けしようとした挙句、自身にスカートめくりのイタズラを行った健斗たちに怒り心頭の百合愛に取り憑き、彼らに非道な裁きを下した。その後、10円玉をネコババしようとした百合愛を打ち首に処刑しようとするも、ぬ〜べ〜によって阻まれた後、白衣霊縛呪により動きを封じられ元の神社へと再び封印された。
タカサゴ
生前にいじめの最中に窓から転落して死亡した他県のいじめっ子の少年の悪霊。いじめの最中に窓から転落して死亡したことを逆恨みして全国の小学校に現れいじめを行っていた。心の中で10回「タカサゴ」と唱えると現れる。顔のパーツが福笑いの如く、ぐちゃぐちゃについている。
山下を階段から突き落とした際に、自身をいじめの犯人だと思った郷子が心の中で10回タカサゴと唱えたために、空間を歪ませながら彼女の前に現れる。郷子を窓から落とそうとしたが、ぬ〜べ〜が助けそのまま鬼の手により強制成仏させられた。
夜蟹姫
丑光が境壊法術によって呼び出した妖怪。上半身は顔を削がれた女性のような姿で下半身は蟹。腹から蟹を出現させて顔を奪う。
元は姫であり、逃げた先の岩場の洞穴で沢山の蟹に顔を食われて死亡し、妖怪となった。顔を削がれたことで顔を得たいがために「顔を寄こせ〜！」と叫び続け、腹から蟹を出現させて百合愛たち女子生徒の顔を奪う（蟹がくっついて顔を奪い、奪うと蟹の甲羅に顔がくっついている）。丑光いわく前に呼び出した妖怪よりは強いが、鬼の手なら楽勝なレベル。最後はぬ〜べ〜が天狗族のもとで修行を積んで誕生させた「鬼の手NEO」によって強制成仏され消滅し、百合愛たちは顔が元通りに復活した
死体の男性（ゾンビ）
美樹と克也の前に現れた蛆の湧いた男。自身が死んだことに気付かずに彷徨っていた。生前はキャバ嬢に貢ぎ続けて自己破産、挙句にそのキャバ嬢に冷たくあしらわれてそのまま亡くなった哀れな人物だった。克也が何度か殴りつけるが死体のため効かず、酔っ払ったぬ〜べ〜が現れて成仏させられた。
悪食鬼
心が欠けた人物に取り憑き悪食をさせる妖怪。母親からの愛情に飢えている健斗に取り憑き悪食させようとするも、ぬ〜べ〜の経文に縛られる。対処法は愛情のこもった料理を食べさせれば離れるのだが、既に健斗の母親が離婚してそれができなかったためにぬ〜べ〜は危険を伴う覚悟で除霊しようとしたが、除霊の協力に自ら名乗り出た百合愛が作ったオムライスにより健斗の心が戻ったことで祓われた。しかし除霊後、普通の料理も食べられるものの、健斗の悪食は直らず痛んだ刺身も「ちょっとイケるかも？」と食べ続けていたり、ミントガム入りのたこ焼きを食していたり、駄菓子での独特なアレンジもそのままだった。
すねこすり
犬に似た外見に何本もの足を持つイタズラ好きな妖怪。人の足を絡ませて転ばせる力があるが子供のため霊力が弱く、幼い子供ぐらいしか転倒させることしかできない。
元は兄弟妖怪の弟で2人揃って道に迷った際に兄は車に轢かれ死亡し、それ以来人間を恨んでいた。霊力の低さもあって星蘭に取り憑き何度も転倒させるが、ぬ〜べ〜に見つかり彼女にこれ以上被害を被らせないようにと成仏されそうになる。しかし百合愛が反対し、ぬ〜べ〜も先述の理由を知った上で除霊を取りやめ、山に返すことを決める。それまでは経文に縛られていたが、郷子が机の上に資料を置いた拍子に独りでに抜け出して再び星蘭に憑依し、星蘭もすねこすりが気の済むまで思うがままに何度も転倒し続けることを覚悟する。その後、境壊法術より発せられた強い霊気により獰猛な怪物のような姿へと変貌。人間はおろか、車までをも飛ばしていき町中をパニックに陥らせ、ぬ〜べ〜によって除霊されそうになるが、星蘭の必死の呼びかけにより改心し元の姿へと戻り、最後はぬ〜べ〜たちによって連れて行かれ山へと帰っていった。後に通りがかりの山登りに来た人を転ばせるいたずらをしていた。
怒髪
怒っている者に憑依し、怒りの力で暴れまわる鬼のような妖怪。雷を操る力を持つ（憑依された人間も使える）。取り憑かれると額に角が生え、顔が赤くなる。
登下校中にふざけていた生徒たちを叱り飛ばして注意したにもかかわらず、その被害に遭った生徒たちや生徒たちの保護者から非難された老人男性の井狩に取り憑いた。健斗と衛に襲い掛かるが、井狩自身が自らの意思で怒髪を引き剥がし、生徒たちへの思いを伝えた後、ぬ〜べ〜によって成仏された。
あやののストーカーの霊
生前あやのにストーカー行為を繰り返した挙句、彼女に振られて自殺した男性の霊。脳と右目がむき出しの状態になっている。
あやのに近づいていた男性たちを襲って怪我を負わせ別れさせていったが、最後は彼女とぬ〜べ〜との芝居によって現れたところをぬ〜べ〜によって強制成仏させられた。
神隠子（かみかくし）
鏡の形をした妖怪。雲外鏡とは異なり、身体全体入ると異空間に閉じ込めてしまう。
境壊法術によって校内に出没していたところをぬ〜べ〜によって捕縛されるが、茉莉に持ち出されクラスメイトへのいたずらに使う道具として利用される。ぬ〜べ〜たちに本性が暴かれ逃走を謀ろうとした茉莉を異空間に引き込もうとしたが、最後はぬ〜べ〜によって破壊された。
後にぬ〜べ〜が健斗と健斗の父の親子を和解させるために教卓の中に隠していた霊水晶の水晶玉の記憶から呼び出して、健斗を吸い込もうとしたところを健斗の父が救出した後、再びぬ〜べ〜の鬼の手で破壊された。
タレント霊能力者の霊
スマホに映っていたマツコ・デラックス似の霊。霊能力者の矢で相手を射るとその相手に恋してしまう。様々なスマートフォンに移動していた。
自分を拾った茉莉を巨大な矢で刺そうとするが、ぬ〜べ〜によって強制成仏させられ破壊された。
ミヅチ
境壊法術によって現世に現れた蛇妖怪。法術で操ろうとした蛸焼き屋の小父さんを食い殺してしまった（自分の法力を超えた妖怪を出したのでコントロールできなかった）。鬼の手NEOを用いたぬ〜べ〜によって滅せられた。
はらだし
屋敷でおもてなしをする妖怪。江戸時代、武家屋敷で客人の接待を担当していた武士が妖怪化したもの。重要文化財として現代に残っている武家屋敷で健斗たちを招待しておもてなしをするが、どれも欠陥ばかり（妖怪化して人間の感覚とズレてしまったため。自分のやっていることのおかしさに気づけなかった）。元々人間だった時の思いが強く残っていたので、ぬ〜べ〜の鬼の手で妖気を吸い取ってもらい本来の姿を取り戻し、おもてなしに成功し満足して成仏した。
算盤小僧（そろばんこぞう）
頭の上に算盤がある勉学に励んだ小坊主の姿の妖怪。近畿地方出身で人々が計算に困っていると助けに現れる。大きな箱の下に潰されていたところを茉莉に助けられ、感謝して彼女の頭の上に乗る。自分を頭の上に乗せた人に計算を教えことができるが、その人の心を読むことができ、テレパシーを使う。茉莉の本心を知っており、彼女に友達がいなくなることを心配していた。童守小学校の校外学習で上流にあるダムが放水して逃げ遅れたぬ〜べ〜と健斗たちを茉莉がイタズラに使う予定だったからくりを利用して救ったことで彼女がみんなの仲間になれたことに安心して成仏した。
川赤子（かわあかご）
昔、間引きで川に捨てられた多くの赤子たちの霊の集合体。その時の川は既に無くなっており、その土地にゆきめのアイス工場が建設されていた。あわれな妖怪だが凶暴なモンスター並みの巨体と力を持つ。甘い物が大好物でアイスを試食していた健斗たちを捕らえてオモチャにして遊んでいた。最後はぬ〜べ〜とゆきめの息の合ったコンビネーション連係プレーに押され、鬼の手によって強制成仏された。
どうもこうも
刀剣で斬ったり針と糸で縫い付けたりする妖怪。その昔、とある大名のもとに江戸で一二を争う2人の医者が腕を競えと命じられ、お互い手足を切りあって、それをまた繋いでみせて自分の腕前を誇示した。しかし最後には2人同時に首を切り落としてどうもこうもいかなくなって死んでしまった。それ以来、人を切りつけては繋げて腕自慢する妖怪となり江戸中を震えあがらせた。星蘭の背が低いコンプレックスを聞いて腕試しができると寄ってきて彼女に襲いかかる。鬼の手で引き裂いても針と糸を使って自分で自分を縫いあわせて再生する。最後はぬ〜べ〜の鬼の手NEOよって切り裂かれた。ぬ〜べ〜と星蘭が去った後、体がバラバラになっても少しずつ縫いあわせていた。
首なしライダー
数年前に死んだ暴走族の不良少年の悪霊。文字通り首のないライダー。後ろからどんどん爆音が近づいてきて、ふり向くと首をチェーンで切られる。首がないのは生前、トンネル内でこぼれていたオイルで滑ってこけてヘルメットを被っていなかったので頭が擦り潰されてなくなったから。出現場所は5丁目のトンネルで、茉莉の噂話を聞いたまことがぬ〜べ〜抜きで退治することになった。まことは中古のバイクを運転して首なしライダーにニセの首を切らせるが、切った首が偽物だとわかると怒って一同に襲いかかる。だが、弱点のオイルをまことにかけられて恐怖の叫び声を上げながら消滅した。
薄影（うすかげ）
白うねりとも呼ばれている妖怪。雲や霞のような妖怪で憑かれると存在感が希薄になってしまう。妖気や姿を隠すのが得意で霊感が強いぬ〜べ〜でさえ、この妖怪の存在に気付くことができなかった。諸星はずるに取り憑いて彼の存在感を薄くしていた。ぬ〜べ〜は放課後にはずるに取り憑いた薄影を除霊する予定だったが、美樹が勤めているスナックで行われている飲み放題食べ放題で3千円お得のイベントに呼び出され、楽しんでいるうちに除霊のことを忘れてしまう。除霊のことを忘れられて自分の存在を否定するようになったはずるの心の弱みに付け込んで彼を自殺させようと追い詰めるが、腕をフォークで刺して「モロボシ」の文字を描いて、はずるのことを思い出して駆けつけたぬ〜べ〜の鬼の手によって引き裂かれた。
叩き夢（たたきゆめ）
「バク喰らわぬバク喰らわぬ」と呪文を唱えながら枕を叩いて悪夢を見て翌日に良いことが起きる呪い。自分は運がよくないと感じた衛は試しに枕を叩いて呪文を唱えた後に寝て悪夢を見た後、良いこと（自分が作った粘土工作が県のコンクールで金賞を取る、ドブに落ちていた50万円を交番に届けたら落とし主からお礼として5万円をもらう）が起きる出来事に遭遇する。実は大昔からある呪術的な遊びで、ぬ〜べ〜曰く「こっくりさんのようなもの」で実際ふざけてやって悪夢に殺された人もいるらしい。ぬ〜べ〜から本気で注意された衛は反省してやめたが、悪夢がたたき夢をやめさせないように彼の母あけみを原因不明の病で苦しめさせて続けさせようとした。母を助けようと再び、たたき夢をやった衛を夢の中で袋から出てきた妖怪が襲う。衛が母を想う強い心で耐えたことで夢にいた妖怪は夢から押し返されて追い出されて逃げ出し、最後はぬ〜べ〜の鬼の手NEOによって引き裂かれた。
瀬戸大将（せとだいしょう）
割れた瀬戸物が集まってできた妖怪。書物に封印されていたが、手下の妖怪たちがページを破いたことで復活した。
健斗たちを襲おうとするが、ぬ〜べ〜には敵わず鬼の手で破壊された。
ちいちい袴
つまようじの付喪神で袴を着ている。瀬戸大将の手下。
瀬戸大将を復活させるため、茉莉の手下になり彼女に増殖を手伝ってもらう。瀬戸大将が復活すると謀反して茉莉に襲い掛かるが、ぬ〜べ〜に全滅させられた。
板鬼（いたおに）
板の付喪神で瀬戸大将の手下。空中浮遊ができる。
瀬戸大将が復活するまでの時間稼ぎとして、スケボーになり健斗たちを楽しませる。瀬戸大将が復活すると暴走して、健斗たちに大けがを負わせようとしたが、ぬ〜べ〜に守られたため失敗に終わった。
頼豪鼠（らいごうねずみ）
境壊法術によって現世に現れた鼠妖怪。和尚の衣装を纏い、6本の尻尾を操る。丑三曰く「地獄の表層でも強い方」。
健斗、衛、勇輝、はずるの前に現れ、4人を庇った郷子に襲いかかるが彼女たちを助けにかけつけた丑三が用意した火力を上げた霊・妖怪対用のマシンガン銃によって木端微塵に消滅した。
尻の目（しりのめ）
その名の通り尻に目があり、江戸時代から通行人を脅かしていた妖怪。一人称は「私」。
現代で人間に扮装して人間を驚かそうとしていたが、尻の目を見せる前に服を脱いだ途端に逃げ出され変質者扱いされていた。
高校生の不良少年たちに襲われていた健斗と衛と瑠海を救うために恐い姿に豹変して不良少年たちを脅かして追い払う。ぬ〜べ〜に退治されそうになるが、最後は健斗たちに感謝して泣きながら抱き合いあの世へ帰って行った（抱き合った健斗たちは悪臭を放っていた）。
作者いわくマシュマロマンやベイマックスをイメージして描いたとのこと。
アマビエ
海岸に封印されていた妖怪。人々の前に現れて自分をそっくりに描けとせまる。しかし、その姿はあまりにも恐ろしく見た者は恐怖で全身が氷ついてしまう。
茉莉が海辺に祀られていた祠をゴミだと思い蹴とばして壊してしまった挙句、ご神体を海に落としてしまったため、封印が解けてしまった。
追い返すにはアマビエそっくりの絵を描かなくてはならい。郷子曰く「やっかいなモデルみたいな妖怪」。自分を描こうとした茉莉と衛と勇輝を恐怖で凍りつかせた。最後は郷子が生徒を守るためにこん身で最後まで描き上げた自分の絵を見せて追い払った。
海に落ちたご神体は、ぬ〜べ〜が探して見つけて回収した。
木枯し（こがらし）
寒波に乗って来た妖怪。触られると霜焼が出来る。
朝の登校をしていた健斗、百合愛、衛を霜焼にするがぬ〜べ〜の白衣観音経の経文の力によって縛られる。経文が高いところに絡まってしまったためすぐに除霊されず、風で経文から抜け出し校庭にいた生徒たちを霜焼にさせる。
最後はぬ〜べ〜の鬼の手NEOによって退治された（霊能病であるゆきめに触れるため、ぬ〜べ〜は全霊力を放出した）。
蒙古高句麗（モクリコクリ）
人形に戻りかけていた人体模型に「駄目人間の皮を剥げば人間になれる」と言った皮はぎ妖怪。
鎌倉時代、蒙古（モンゴル）・高句麗（朝鮮）の連合軍が日本を襲い大虐殺を行った「元寇」の恐怖の記憶から生まれた。
人体模型を言葉巧みで騙して利用して用済みにした後、まことの皮を剥ごうと襲い掛かるが最後はぬ〜べ〜の鬼の手NEOによって倒された。
ことりぞ
悪い子供を浚って殺して油を搾り取る妖怪。
喧嘩をしていた百合愛と茉莉の前に現れて浚おうとする。自ら囮になろうとした茉莉を袋で吸い込もうとしたが、助けに来た百合愛に阻止され、最後はかけつけてきたぬ〜べ〜の鬼の手NEOによって倒された。
この妖怪がきっかけで百合愛と茉莉は喧嘩をやめ、お互い少しずつ理解し合うようになる。
おとろし
心臓が止まるまで脅かす妖怪。一つ目で心臓の形をしている。
穂奈美に取り憑いて彼女の心臓が止まるまで脅かして止めを刺そうとしたところ、急に後ろから現れたはずるに脅かされ逆に自分の心臓が止まってそのまま消滅した。
タットワの技法/異世界のバケモノ
「タットウ」とは仏教でいう五大元素（地・水・火・風・空）を表す図形はインド哲学と西洋魔術を融合して作られたもので19世紀には西洋の秘密結社でも使われた信憑性の高い図形。
健斗が国語のテストで答えを見つけようとスマホで検索した時に「たつとわ」と入力したことで「タットワの技法」が出てきた。
丸・三角・卵型・三日月・四角の不思議な図形で人間の内面世界に作用し認識している世界を変えてしまう（ぬ〜べ〜曰く「心の中の幻」）。
錯覚画（トリックアート）だと思いタットワの技法を信じなかった百合愛は直視してしまったため、異世界に吸い込まれる。
単眼で硬い殻に棘があり蜘蛛のような足を持つ多数の化け物たちが百合愛に襲い掛かる。危機一髪でスマホの画面から出てきたぬ〜べ〜の鬼の手に助けられた百合愛は意識も現実の世界に戻ることができた。
倉ぼっこ
倉に住んで倉を守る子供の姿をした、座敷わらしの類の妖怪（居る場所以外は座敷わらしに酷似している）。能力もまた、座敷わらしと同じで倉ぼっこのいる家は栄えるという。倉を守るために侵入者を追い出す能力（便意をもよおさせる、頭痛を起こさせるなど）を持つ。自身が住んでいた倉が人間によって壊されて行き場を失ったため、童守町にある新童守児童館に住み込んでいた。酢昆布が大好物。ぬ〜べ〜が連れ出す前に健斗、衛、勇輝、茉莉が連れ出してしまう。倉ぼっこの能力を利用して人気ゲーム店などの行列を避けさせ遊び放題にしたので妖力の使い過ぎで疲れてしまう。後にガス爆発を察知し、人々を巻き込まないように全力で能力を使って守るが自らが爆発に巻き込まれてしまう。ぬ〜べ〜の白衣観音経で助けられるが力を使い果たしたため、消滅してしまった。しかし、実はぬ〜べ〜が白衣観音経で回復させたので生きており、童守小学校の体育倉庫に住み込んでいる。
桂男
タキシードに身を包んだ、美男子の妖怪。月世界に住んでいて、恋に悩む女性が月を眺めていると現れ、その女性を魅了して虜にし、月に連れ去る。月には桂男に連れ去られた女性の躯の山があるという。
結婚相手占いでいい結果が出ず、広とのことを思い悩む郷子の前に現れた。郷子を少しずつ魅了し、月に連れ去ろうとするも、すんでのところでぬ〜べ〜と健斗たちに見つかる。さらに、郷子が電話で広の愛情を再確認したため力が弱まり、その隙を突かれて鬼の手の強烈なパンチを顔面に食らい撃退された。
しかし、完全に倒されておらず生き延びており、ぬ〜べ〜と自分を振った郷子に対する復讐を目論み、広が帰国した際に、広とチーム秘書のアデリーナの仲を誤解して落ち込んでいた郷子を再びさらう。
倒されてはいなかったが、鬼の手で殴られたダメージで左半面が醜く歪み、無傷な右半面だけ美しいままというアンバランスな顔になってしまった。変形後の顔は桂男自身にもコンプレックスになっている様で、初登場時にはシルクハットを被っていたが、素顔が見えないようフードで隠していた。また、一人称も「僕」から「俺」に代わっている等、言動も荒っぽくなっている。特にぬ～べ～への恨みは強い様で、「ゲジマユ霊能力者」と罵っている。
郷子の命を盾に取り、彼女を操って有利に事を進めようとしたが、広とぬ〜べ〜の連携により郷子を奪還され、鬼の手で完全浄滅され完全に倒された。
インネン
動物に取り憑いて人を襲う妖怪。昔から「インネンが憑く」という言葉がある。しつこくて強い。
犬に取り憑いて童守小学校に現れて健斗たちを襲うが、ゆきべ〜に邪魔をされ襲おうとしたところをぬ〜べ〜の鬼の手で引き裂かれる。
除霊が不十分で逃げ出して牛小屋の牛に取り憑いて大きくなり強くなった。ゆきべ〜と戦い追い詰めるが、駆け付けたぬ〜べ〜の鬼の手で完全除霊された。
がんばり入道
トイレにいる妖怪。ある行為を頑張っている。名前は古代中国が起源。
ぬ〜べ〜の援助によりその行為が終了し、彼にお礼の小判を残して消えていった。
豆腐小僧
豆腐を持った小僧の姿をした妖怪。
父親の見越し入道の病気を治すために薬の代わりの豆腐を運んでいたが、ドジで臆病な性格であるため何度も失敗してしまう。だが、礼金目当ての健斗たちが協力したおかげで父親に豆腐を渡すことができた。
べとべとさん
ヘドロのような体をした妖怪。前作のジェットババアと同じ後引き神の一種で、旅人の食料を奪うために後をつけ、抵抗されると殺害する残虐な性格の持ち主。
豆腐小僧の豆腐を奪うために現れたが、健斗たちに抵抗され彼らを殺害しようとする。だが、駆け付けたぬ〜べ〜に倒された。
屏風のぞき
屏風の九十九神。元々は𠮷原遊郭の屏風で、男女の恥ずかしい睦事を隠すために使われていた。何十年も使ううちに付喪神となり、ついには人の恥ずかしい行為を屏風絵にする能力を身に付けた。以来、人の秘密を探ってはそれを絵にして晒し恥ずかしい思いをさせる妖怪となった。蔵の中にあった文化財的価値が高い屏風を、とある老人が童守小の校長室に訪れて美術の教材として寄贈したことで童守小に大騒動が起きる。
ぬ〜べ〜によると危険な妖怪ではないらしいが、童守小の生徒たちからは「過去最悪の凶悪妖怪」、「まるでパパラッチ」だと言われる。ぬ〜べ〜が学年PTAのお茶会で午前中不在の間、次々と童守小の生徒たちの秘密を屏風にして醜態を晒す被害を拡大させ、恥ずかしい思いをさせた。
最後は郷子の秘密を晒して逃げようとしたところをぬ〜べ〜の白衣霊縛呪に捕らえられ、空中による除霊によって鬼の手で切り裂かされるが、悪あがきとして残った力で童守フィットネスクラブの女子更衣室に落ちて激怒した女性たちに痴漢と誤解され追いかけ回されるぬ〜べ〜の姿（「変態教師」の文字入り）を童守小の生徒たちの前で晒した状態でただの屏風に戻った（おまけにその屏風は除霊よりもお茶会を最優先にしたぬ〜べ〜への仕返しとして、健斗たちに体育館の舞台などの目立つ場所に飾られそうになる）。
豆狸
自身の陰嚢で人を化かす狸妖怪。一人称は「俺」。
健斗たちに悪質なイタズラをして楽しんでいたが、ぬ〜べ〜に成敗される。しかし、「人間に住処を壊されたからイタズラをしている」という嘘をついて、同情したぬ〜べ〜たちを穴に閉じ込めて去っていった。
華佗
風邪や股間の腫れなどの病気を妖力で虫状に変えて取り出し、虫を破壊することで治す力と腕を羽に変えて飛ぶ飛行能力を持つ小さな老人の姿の妖怪。一人称は「ワシ」で「〜だ」とだをかなり強調する話し方をする。昔の民間治療師が何かの原因で妖怪化した。
低学年の間で痛くない魔法の医者の噂を聞いて、ゴミ置き場にある彼の住処である古小屋を訪れた風邪を引いた瑠美の風邪を治し、瑠美からは「華佗先生」と慕われた。童守小学校で集団食中毒が発生した際に現れ、食中毒を虫に変化させて破壊することで治していたが、集団食中毒だったために虫が大量になってしまい、ピンチになったところをぬ〜べ〜に救われた。その後は童守町には虫が少なくなったため、「別の場所に虫を探しに行く」と飛び去っていった。子供好きで、子供たちが元気になって喜ぶ姿が見たくて治療をしているとのこと。すぐなんでも理屈づけようとする大人を嫌う。
のぶすけ
黒い体の野衾。モモンガに似た姿をしており左目に傷がある。一人称は「オイラ」。
雪の中で仮死状態になっていたところをゆきべ〜に助けられ命拾いする。
人間の町を見物に行って道に迷って凍りついて1か月前に行方不明になっていたことで野衾の仲間から心配されていた。
妖怪に詳しい他、観察力が優れていて妖怪の弱点を見つけることが得意。妖怪の通訳もできる。手長足長の事件以降、命の恩人である、ぬ〜べ〜のことを「相棒」と呼び慕っており彼が着ているシャツのネクタイになってくっついている。布の体は折りたたむ他にも伸縮自在でマントになりゆきべ〜を掴んで空を飛ぶ、高いところから落ちた時に受け止めるクッションの役目となる。
送り狼
手長足長の手下の妖怪。旅人のあとをつけて帰り道を送ってくれる狼の姿をした妖怪。足を滑らしてこけた途端、襲ってくるらしい。骨が喉にずっと引っかかって苦しんでいたため凶暴化していた。
茉莉がふざけておもしろいダジャレを言って衛をこけさせたことで、こけた彼に襲いかかる。送り狼に喰われかけたゆきべ〜が冷凍光線を出して吐き出された時に、一緒にその骨を取り出してくれたことで命の恩人として感謝して仲間になる。のぶすけと協力してゆきべ〜と共に手長・足長と戦う。手長足長の事件以降は、ゆきべ〜と共に行動している。嗅覚が優れており10km四方の妖怪の匂いを嗅ぎわける。性格はシャイでいつもゆきべ〜の影に隠れている。
手長足長
長野県の山に住む妖怪。山の凶暴妖怪。一人称は「ワシ」。普段は大人しい山の神的な妖怪だが、ひとたび自分のテリトリーに人が入ると容赦しない。木に自分のテリトリーの証である印を付けている。それぞれ片目を開けているのが特徴で手長は左目、足長は右目を閉じている。山の親分だが威張り散らすので野ぶすまののぶすけからは快く思われていない。健斗たちを守るために戦うゆきべ〜、のぶすけ、送り狼を追い詰めるが、駆けつけてきたぬ〜べ〜の鬼の手NEOによって倒される。ぬ〜べ〜にとどめを刺されそうだったところをゆきべ〜に庇われ、彼に感謝しお詫びとして手長が手を伸ばして、ぬ〜べ〜たちを別荘まで送り届けてくれた。
暮露暮露団
雑巾や布団などの布が妖怪化した九十九神。布だったときの用途によって能力が変わるらしい。靴の汚れ、裸足、くしゃみ、放屁、汗など少しの汚れでも絶対に許せない極度の綺麗好きで潔癖症。
教室の大掃除のために掃除用具室で雑巾を探しに来た茉莉、衛、星蘭がバケツに山一杯積まれていたのを見つけ、水道の水に付けたら復活した。茉莉はこの妖怪を使って教室掃除をさせて綺麗にする。だが、郷子を襲った拍子に飛んできた床ワックスをかぶった健斗たちクラスメイトを襲って追いかける。最後はぬ〜べ〜の鬼の手によって引き裂かれた。
小袖の手
昔の章屋の娘で、少し勝気な女の子が着ていたお気に入りの着物に魂が宿った妖怪。ある正月、思いを寄せている村の若者と神社の初詣をするはずだったが、大晦日の夜、神社に向かう途中暗がりで橋から落ちて死んでしまった。その後、遺族が形見にと大切に残していたその着物に魂だけが宿り妖怪化した。百合愛が夏休みに田舎の祖母の家へ遊びに行った時、蔵にあった着物を気に入り無理に頼んで家に送ってもらい、元旦の初詣のために着た。健斗と2人きりになりたい百合愛の恋心に反応して振袖から現れる。彼女の手となり（言うことを聞かないと胸をはだけさせてタコ踊りをさせると脅しながら）健斗との恋路を手伝ってやろうと強引な手段で衛、勇輝、茉莉、星蘭、瑠海を追い払い百合愛と健斗を2人きりにさせる。さらに2人を強引にくっつけさせようとしたところを、郷子と初詣のお参りに来たぬ〜べ〜が出した白衣観音経で捕まる。よほど恋人との神社での逢引きを楽しみにしていたらしく、百合愛を自分の代わりに思いを果たそうとしていた。最後は娘らしく出店や初詣を楽しみにしていたことで百合愛に説得され、自分が今まで行ったことを反省し、楽しく初詣を過ごした。
稀望
生前、他人の成功や幸福を妬み悪事を働いた者がなるという餓鬼の一種。エリートとリア充に対して強い嫉妬心を抱いている。喫茶店でまことが愛に法科大学院生になったことと法律事務所でバイトをしていた嘘の自慢話を聞いて彼に強く嫉妬し、付け狙う。工事現場の上にぶら下がっていた鉄棒を念力でまことと愛に向かって落とすがまことが愛を命がけで守り、自分が情けないダメ人間だと言う彼に同情し、お互い抱き合って泣く。最後はぬ〜べ〜の経文によって成仏した。
あび子
生前、神隠しにあって異次元の裂け目に落ちて死んだ中学生の少女の悪霊。裂け目の中で捻じられ全身の骨を砕かれ血まみれになりながら死んだ後、異次元をさまよっていた。何かの偶然であるスマホゲームが異次元と繋がり、ゲームの中から見た人間に助けを求め助けてくれないと知ると殺してしまう。あるスマホゲームに夢中になっていた健斗のスマホの中に突然現れた。取り憑かれた者にだけ見える霊で童守町の1丁目にある廃屋に入った健斗と衛に取り憑き、彼らを追いかけ回す。不思議なことに全く霊気を感じない霊で多数の影を作ることができる。あび子の本体は健斗のスマホと異次元に繋がっていたため、ぬ〜べ〜が鬼の手で引っ張り出して成仏させた。
大鯰
地震を起こすことが出来る鯰妖怪。江戸時代、安政の大地震以降、鯰絵として多く描かれるほど有名。
妖気も強く凶暴。童守町でビル陥没事故を起こしていた。口の中には手下である小鯰が多数おり、それを吐き出す。最後は、ぬ〜べ〜と丑光によって壊そうとしていた要石の柱の中に鬼の手によって封印された。
すげかえ鏡
鏡の中で顔をすげかえて外見を変える鏡妖怪。その昔、他人の容姿を羨ましがって鏡を見続けた者の念が妖怪化したもの。本当に顔を入れ替える力はなく、鏡の中で首をすげかえて自分らが入れ替わったと強く思い込ませることで変える。顔を変えられた者を元に戻すには、すげかえ鏡を倒さなければいけない。
スイーツバイキングでお互いの職業のことで喧嘩をしていた郷子と美樹の前に現れて彼女たちの顔をすげかえた。最後はぬ〜べ〜の鬼の手によって倒されたことで郷子と美樹の顔は元に戻ったが、2人はこのあと、それぞれの職場で恐ろしい目に遭いしばらく絶交した。
がしゃどくろ
戦場などで野ざらしにされた人骨から生まれる妖怪。カルラ・シンが火葬場の裏に廃棄された骨灰から術で作った。
巨体でぬ〜べ〜が経文で叩いても効かない。健斗、百合愛、衛、星蘭、茉莉を人質に捕らえて彼らを手を檻のような形にして閉じ込めた。
カルラの霊力によって制御されているため命令に忠実だが、カルラ本人の霊力が乱れると暴走してしまい、カルラが麒麟の裁きで手足を骨抜きにされたショックで動揺したために子供たちに襲い掛かってしまう。最後は、子供たちを救いたいと願ったことで手足の自由が戻ったカルラによって破壊された。
有財餓鬼
金銀財宝に囲まれながら心は全く満たされず永遠に金儲けを続ける金の亡者である妖怪。無限に課金を要求してきて相手はこの妖怪によって破滅されてしまう。
花札大のスマホに取り憑いて「フレンドクエスト」という課金をした相手を強制的に自分の友達にするゲームアプリのアイコンを出して友達がいなくて寂しい思いをしていた彼に課金をさせ続け最後は破滅させようとしていた。
ぬ〜べ〜が大の家に電話してスマホを調べさせてもらいゲームの課金が100万を超えていたため、彼の両親に相談してアプリを停止させたが、それでも課金をさせようとスマホから出てきて襲いかかるが、ぬ〜べ〜の鬼の手によって倒された。この妖怪が倒されたことによって強制的に大の友達にされた衛、星蘭、勇輝、瑠璃、茉莉、百合愛は正気に戻った。
ナンジャモンジャ
森の長老と言われる木の精霊。古い森にたまにいる木のことならなんでも知っている物知り。一人称は「ワシ」。「なんじゃー！」という掛け声とともに現れる。本体は小さい（健斗曰く「盆栽サイズ」）。彼に願い事をするには3つの清い心「勇気」「優しさ」「友情」を示す証を持ってくる必要がある。
ゆきべ〜が自分のくしゃみのせいで童守公園に咲いていた桜の花を全て散らしてしまい落ち込んでいた時に、のぶすけが花が散ったならもう一度咲かせればいいと提案してこの妖怪に会うことになった。
3つの試練をゆきべ〜に与えるが全ての難問を彼がクリアしたことによって合格を認めた。友達である種まき妖怪たんころりんを呼び出す。
偉大な精霊だが、女子高生のパンツが大好きで、見たい持って来いと無理難題を出すほどスケベな性格。小学生女子の下着には全く興味がなく嫌っている。
ひょうすべ
九州の妖怪で、風呂に現れて菌をまき散らし、人間に病気を流行させる。「ヒョウヒョウ」という鳴き声が特徴。ひょうすべの病気にかかると、体がガチガチに痙攣して動けなくなり、体温が急激に低下して心停止し、死に至る。また、毛1本からも感染が広がるほどに感染力が強い。
昔、捕まっていたところを学問の神・菅原道真に助けられたことがあり、その時に道真と「人間に疫病をもたらさない」と約定を交わしたため、道真の威光には逆らえない。
童守町の下水道を伝って町中の家庭の風呂に出現し、湯船を毛だらけにして病気を蔓延させた。新童守湯に潜んでいたところに健斗たちが入浴にやってきたため、彼らに襲い掛かる。鬼の手でも捉えられないほど素早い動きでぬ〜べ〜を翻弄したが、百合愛が持っていた菅原道真のお守りの威光を利用した作戦で追い詰められ、倒された。
つゆね
雨女と呼ばれる、雨を操る女妖怪。一人称は「私」。その名の通り、屋内外問わずどんな場所でも雨を降らすことができる（ただし、大泣きすると洪水並みの大雨が降る）。愛に生きる妖怪で、誰かを愛する思いだけが存在する力となり、それゆえ思いが叶わなければ、雨となって消えてしまう。
雨の日に橋梁下で一人でいた際にぬ〜べ〜に出会い、傘を貰ったことでぬ〜べ〜に恋心を抱く（ぬ〜べ〜本人は彼女が傘を忘れたと思い込み、親切心で傘を渡しただけであった。また、鼻かぜのためその時は彼女が妖怪であることに気づかなかった）。後日童守小に現れ、ぬ〜べ〜を「旦那さま」と呼び猛烈にアピールするが、妻のゆきめを愛しているからとはっきり振られてしまう。その後、ぬ〜べ〜への思いが叶わなかったことで、雨となって消えようとするが、ぬ〜べ〜の捨て身の行動によって彼への愛を再確認し、消えずに済んだ。その後、ぬ〜べ〜にストーカー行為をするようになる。
その後もぬ〜べ〜のことが忘れられず童守町に留まっており、後に童守町営プールで開催された童守水着コンテストに出場。水を自在に操る能力を使い、水流で胸と局部を隠しただけのかなり際どい「水」着姿を披露した。カワエロに捕まり女尻玉を抜かれてしまったが、ぬ〜べ〜によって戻された。
カヨコの母親の霊
晶がロボット・ガーリ君のメインAIの動力源として使用していた浮遊霊。
生前、小学生の娘・カヨコが自分の目の前でトラックに引かれて死んでしまい、悲しみから自分も後追い自殺をして亡くなった。生前の記憶が消されていたがガーリくんの元へ向かおうと道路に飛び出して車に引かれそうになった星蘭を健斗が助けたのを見たことで霊の自我が蘇る。そして、星蘭を浚い子供と一緒にあの世へ帰ろうと彼女を道連れに歩道橋の上から飛び降りようとした寸前、危機一髪でぬ〜べ〜の鬼の手によって強制成仏された。その後、晶は彼女の墓参りに来て自分の行いを反省して彼女の墓の前で謝罪した。
ジャキー
幼少の頃の百合愛が思い描いた空想上の生物であり、夢妖怪の一種。
百合愛の精神に憑りついており、彼女にしかその姿は見えない。
アニメのマスコットのようなファンシーで可愛らしい姿をしていたが、百合愛の精神が成長し童心が薄れていったことでおぞましい醜悪な妖怪の姿として見えるようになってしまった。
悪意自体は無く百合愛に幻を見せて遊びたいだけであったが、百合愛には悪夢にしか映らず精神的に追い詰めていく。
ぬ～べ～の鬼の手によって一時的に百合愛の精神が幼少時代に戻されたことで、本来のファンシーな姿に戻り悪夢と共に消えていった。
ジャン
古い仏具の鐘の姿をしたおじゃんにする妖怪。一人称は「私」。人が苦労して作った物や成し遂げたことをジャン!と鳴らすことによりすべてを駄目にする能力を持つ（百合愛曰く「迷惑な妖怪」）。
星蘭の家の裏にある小さな祠で眠っていたが齢300年を超えて妖気を得て夜に目覚めた。鐘の音は子供には聞こえるが大人には聞こえない。星蘭を「魔法少女ジャンダラリン」に変身させ人の役に立とうと童守小学校で騒動を起こしていたところを、ぬ〜べ〜の白衣観音経で捕縛され除霊されかけた。その後、観音経が取れ解放されるも、星蘭の父のガンをおジャンにするため、ぬ〜べ〜の霊能力で支えて自分の力を使うことを決意する。かなりの力を使うので自身が消滅する運命だったが、人の役に立つためにそれを証明して消えられるなら本望だと言い、最後はぬ〜べ〜の霊能力で力を放出され星蘭の父のガンを完全に消した後は、元の古い仏具の金の姿に戻り安らかに眠った。
牛鬼
毛むくじゃらの大きな牛のような姿の海の妖怪。一人称は「俺」。
昔から磯娘と共に人々を騙してきた。磯娘の大事な宝を握っており、彼女を利用して人間をおびき出し捕食する。
ここ100年腹ペコであり、海に遊びにやってきた健斗たちを捕まえて食うべく、磯娘を差し向ける。海に落ちた健斗たちを食おうとしたが、磯娘の裏切りで阻止され、最後は鬼の手NEOで両断され倒された。
いそめ
牛鬼と共に人間を狙う磯女。一人称は「私」。ワカメのような髪の毛が特徴の、スタイル抜群の美女。牛鬼に大事な宝（磁気ネックレス）を奪われ、不本意ながら牛鬼に従っている。
牛鬼の指示で健斗たちを海に引きずり込もうとするも、何度も失敗。最後に裸一貫の体当たりの作戦を行い、何とか健斗たちを牛鬼のいる海に落とす。しかし、何度も自分を助けようとしてくれた健斗たちを見捨てられず、牛鬼を裏切って健斗たちを助けた。ぬ〜べ〜が牛鬼を倒したことで牛鬼から解放されるも、宝の磁気ネックレスが壊れてしまったが、健斗たちに案内された海近くの雑貨屋で新しい物を沢山手に入れ、皆に礼を言って海へ帰っていった。
後に童守町営プールで開催された童守水着コンテストに参加し、プールから現れた（「いそめ」という名前はこの時に初めて明かされた）。カワエロに女尻玉を抜かれるが、後にぬ〜べ〜に戻してもらった。
五徳猫
五徳の九十九神と猫妖怪が融合した妖怪。
児童養護施設・ゆきんこ学園に現れ、ハニートラップをさらうが、カルラによって倒される。
偽汽車
死人の魂をあの世に運ぶ機関車。前の戦争で人がたくさん死んだ時に作られた。製作者は不明。戦争が終わって本数は減ったが、まだ時々走っているらしい。普通の人の魂が乗っている一般車両、豚の姿をした料理長がいる食堂車、天国に行く清く正しい魂が乗っている一等客車、機関車の運転室がある。ハザマの空間を抜けると右が「あの世」と左が「この世」の分岐点（ポイント）があり、分岐点を過ぎると二度と「この世」に戻れなくなる。ぬ〜べ〜が健斗たちを最後尾の客車の屋根にまで上らせて連結解除し、鬼の手を伸ばして分岐点を切り替えるレバーを切り替えたことで間一髪「この世」に戻れることができた。コミックス第13巻のおまけページで、偽汽車の最後尾の客車に乗っていた死者たちが一緒にこの世に来てしまい駅前あたりをうろついていたので、ぬ〜べ〜が必死で除霊していた様子が描かれている。
偽汽車の車掌
蜘蛛の姿をした妖怪。駅のホームから転落した少年を救おうと電車に跳ねられて死亡したぬ〜べ〜の魂を瓶の中に入れて、地獄に売ろうとしていた。その行為は車掌が小遣い稼ぎで無断でやっている。無賃乗車をした健斗たちを捕らえ、秘密を知られた口封じとして百合愛を釜に放り込んで焼き殺そうとしたが、ランタンの火で縄が解けた健斗に攻撃される。その衝撃でぬ〜べ〜の魂が入った瓶が落ちて割れたことで脱出され、他の乗務員が倒され最期は鬼の手によって引き裂かれた。
ランタン
コソ泥をした男の幽霊。魂の炎の色だけが綺麗で車掌が勘違いして売ろうとしたが売れなかったので、ランタンにされて車両の後ろに長く吊るされていた。ぬ〜べ〜を助けに来た健斗に下ろしてもらい、健斗たちの味方になり車両の中を案内する。天国に降りたいという理由で一等客車に紛れて置いてもらうが、後に車掌たちに縛られた健斗の縄を自分の炎で焼いて解いて助ける。最後は汽車と共に「あの世」へ行き、健斗たちに礼を言って別れを告げた。
おとろし
神社や鳥居など高いところから首を引っかけて人を襲う妖怪。イタリアから一時帰国した広が童守小学校を見学中の時に現れ、ぬ〜べ〜が除霊しようとしたが逃がされ体育館に繋がる通路の上で健斗を襲って吊るす。ぬ〜べ〜がサッカーボールに白衣観音経を巻き付けて、広がボールを蹴り飛ばし当てて成仏させた。
紙舞
黒井蛇魅暗がゆきべ〜を殺すために魔法陣から召喚した紙妖怪。白い着物を着て傘をかぶった女の姿をしている。
大昔、霊力の高い僧が絶対書いてはならない呪いの呪文を1枚の紙に書いた際、その紙が妖力を持って動き出し妖怪化した。見た相手を殺すまで追ってくる殺人兵器とされる。倒すには、最初に僧侶が書いた呪いの紙を破く必要がある（その紙は紙舞の顔になっている）。
召喚した蛇魅暗も制御できない強力な妖怪だが、ゆきべ〜と蛇魅暗の連携攻撃で倒された。
赤子
赤ん坊のような外見で、特に害はない弱い妖怪。健斗の父・栄二の不倫相手である土屋多絵に憑いた。健斗に避けられる多絵の悲しみに乗じて力を増し、多絵を自殺させようとしたが、ぬ〜べ〜に観音経で捕縛され除霊された。
七尋様
童守北の七尋山に伝承が残る神。身長が七尋（14m）もある巨人の神で、昔、山を動かし村を水害から救ったというダイダラボッチに似た言い伝えがある。七尋山には七尋様を祭った石仏が置かれている。彼氏と釣り合わない幼児体型をコンプレックスに思っていた吉田よしのの願い（意味が違う）を聞き入れ、お神酒を与え彼女を巨人かつグラマラスにした。
七尋女
女子大生のよしのが七尋様の力で巨大化した姿。七尋様の石仏に供物を備え、祈願したところ出現したお神酒を飲み、体がグラマラスになると同時に巨人並みの大きさに巨大化した（お神酒を通じて七尋様の妖気が体に注入されたため）。身に着けていた服は巨大化の際に引きちぎれ、全裸になっている。恋人の中谷の命がけの協力と、ぬ〜べ〜の鬼の手による妖気吸引を受け、体型・体格共に元の状態に戻った。
後に、中谷と優勝賞品の旅行に行くべく、童守水着コンテストに出場した。しかし、七尋様の呪いがまだ完全に解けていないらしく、観客に幼児体型のコンプレックスを刺激されたことで再び巨大化してしまった。後にカワエロに女尻玉を抜かれたが、ぬ〜べ〜に戻してもらった。
すっぽん和尚
小柄な和尚の姿をした神様で、龍神沼に住むと言い伝えられている龍神の正体。亀などの沼の主である生物と融合している。本来は温和な神様であるが、外来種のカミツキガメと融合したことで異変をきたしてしまい、沼に入った人を見境なく襲うほどの凶暴な妖怪と化してしまった。ぬ〜べ〜の手で、沼に生息していた在来種のイシガメに魂を移され、本来の温和な神の姿に戻った。
行灯舐め
金持ちの旧家に住み着く妖怪。猫の上半身とムカデが融合したような醜悪な外見の妖怪で、行燈を舐めて火事を防ぐなどして家人の信用を得て油断させ、妖力で思うままに操って家を没落に導く。時代の変化に合わせ、スマートフォンの家電遠隔操作アプリの受信機にとりつくという形で卯月家に忍び込んだ。
勝手に家電が操作されていることに気づいた星蘭の前に姿を現したため気味悪がられて機械ごと捨てられたものの、隙をついて星蘭の両親を操り再び家に現れる。なかなか操られないことに業を煮やして星蘭の首にスイッチを埋め込もうとするが、すんでのところで駆け付けたぬ〜べ〜によって退治された。
ソンツル狐
狐憑きの一種で、その中でもかなり凶悪な部類に入る妖怪。個人ではなく家系に憑き、憑いた一族に災厄をもたらす。真困内家に憑き、その家の息子である童守小学校の6年2組の男子生徒・真困内猿比羅悪の性格を粗暴・凶暴化させ、モンスターチルドレンにして暴れさせていた。最終的にはぬ〜べ〜の鬼の手で引き裂かれ倒された。
カワエロ
岐阜県揖斐郡に伝わる河童の一種。川岸や橋で女性のみを襲う好色な妖怪。水が突然ネバネバになったらカワエロに見初められたと考えられていた。
たくさんの女尻玉（本人曰く「エロパワーの源」）を集めており、背中の甲羅に貼り付けている。女尻玉は、女性のお尻から抜いて取る（戻す時もお尻に入れる）。
童守町営プールの向こうにある池に住んでおり、そこから土管を伝って水道からやってきた。水神を名乗って郷子にコンプレックスをつつくような囁きをし、彼女に女尻玉を与えてグラマラスな体形に変えた（後に貸した女尻玉を強引に返すように抜いたことで元の体型に戻った）。卑劣で卑怯でスケベな性格。
童守水着コンテストに参加していた美樹、つゆね、よしの、ゆきめ、いそめをエロ空間（水中に異世界を作り出している強力な妖術の壁）に閉じ込めた。
ゆきめ以外の女性たちの女尻玉を次々と抜き、ゆきめから女尻玉を抜こうとするが、ぬ〜べ〜とパンツ大橋の褌姿を見せられてエロパワーを失い、最後はゆきめの怒りの氷攻撃を喰らい倒された。
うつし身
憑いた者の心を読み変化する妖怪。憑いた者の心次第でどんな妖怪にもなれる。3度目の法科大学院入試で滑ることを恐れていたまことに憑き、その恐怖心を読んでまことの周囲のものを滑らせる「すべり妖怪」となった。ぬ〜べ〜はまことがうつし身に憑かれていることに気づいた際、自力で妖怪（＝試験への恐怖心）に打ち勝ってほしいとの思いから、一度は除霊を断った。しかし、なかなか恐怖心に打ち勝てないまことを見かねて除霊を試みるが、己の弱さに気づいたまこと自身に除霊を断られる。その後、まことは死に物狂いで勉強し、試験本番中もうつし身に邪魔をされるがそれを克服。うつし身に打ち勝ち、法科大学院入試に合格した。

## 『S』より登場した妖怪・悪霊・悪魔
エレ子さん
衛が急性盲腸炎で搬送された「四二北病院」の左側のエレベーターに潜む悪霊。その正体は20年前に大病で入院し、病気の悪化でエレベーターの中で亡くなった少女。
ひねくれ者の性格で友人があまりおらず、彼女の唯一の友人が見舞いに来るのをいつも楽しみにしていたが、ある日その友人が病院に向かう途中に交通事故で亡くなり、その事情を知らないまま数ヵ月後に病気が悪化して手術室に向かう途中にエレベーターの中で息を引き取った後に悪霊となり、全国の病院のエレベーターを渡り歩いて友人の見舞いに来た客を襲っていった。
万が一左側のエレベーターに乗ってしまった場合は彼女の出す3つの問いに答えなければならず、最後の問いを踏み外した健斗を無の世界に引き込もうとしたが、駆けつけたぬ〜べ〜から真実を伝えられた後、冥界にいる友人のところへ成仏した。
コロコロ
呪いのスーツケース。最近広まっている都市伝説。
知らない相手に鍵の番号だけ告げられてスーツケースを渡された後は決して開けてはならないらしく、中を見た者はその恐ろしさに心臓停止するらしい。逃れる方法はただひとつ5時間以内に次の人に番号を教えて逃げることで、人に渡した後は急いでその場を立ち去り秘密を喋り過ぎると即座に呪い殺される。鍵の番号は「429（死肉）」。非常に執念深く、自分の中身を開けてもらいたくてどこまでも相手についてくる。
昔、海外に旅行した人が旅先で強盗に殺害された後、持っていたスーツケースに詰められ捨てられたが一体どうやって日本に帰ってきたのかは不明。
見知らぬサラリーマンの中年男性（後にトラックに轢かれて死亡）が百合愛にスーツケースを渡したのが始まりで、彼女はしつこく追いかけられる羽目になる。百合愛と途中で彼女を助けた健斗の2人を追い詰めるが、間一髪で2人を助けに来たぬ〜べ〜の白衣観音経に縛られ、白衣永久封印で閉じ込められ海に落ちて流された。
後にとある空港の荷物検査場でX透視スキャナーに腐乱遺体が入った中身が映り、それを見た従業員が恐怖で叫んだ。
バーチャ
VRの中に住む悪霊。その正体はビルから飛び降り自殺した自殺者の霊（恨みがましい性格で遺書には世間への恨みつらみが書かれていた）。
VRの撮影中、16個のカメラの中にあるひとつのカメラに自殺者の影が映ってしまい、それが映っていることに気付かずVR全国で公開され原因不明の死者が出始めてしまう。無関係のVRにまで出没し相手を殺し死者を急増させ恐怖に陥れた。逃げる方法は正面から見て何番目のカメラに自殺者が映ったかその番号を「アウトオブオーダー◯番カメラ」と言い当てれば助かるが、はずれた場合はVRからバーチャが出てきて殺される。バーチャがいる場所を言い当てるが番号を間違えてしまった健斗をVRの外から出た直後に襲おうとするが、ぬ〜べ〜の鬼の手によって除霊された。
トガツメ箱
呪いの箱。昔の地方の村の風習で村に罪人が出た場合、村人が集団で殺害した後、その体の一部を切って何個かの寄木細工の箱に詰め十月十日保管した。その箱はとても強い邪気を帯び、村はそれを武器として敵対する村に送り呪いをかけ全滅させたという。呪いを解くには24時間以内に箱を全て開け中身を体の形を描いた絵の上に正しく並べなければならない。捨てたり他の人が開けたりしたら即死する。健斗、衛、勇輝、はずるが路上販売をしていた中高年男性が100円で売っていたのを購入し呪われ箱を開けることになってしまう。ぬ〜べ〜は宿直室で箱の除霊を始めるが、呪いの悪霊がやかんを沸かしていたガスコンロにガス漏れをさせてガス爆発を引き起こしたことで除霊が失敗し、ぬ〜べ〜は救急車に運ばれる。勇輝、はずる、健斗が次々箱を開けるが、最後の一箱を衛が石で叩いて壊して無理矢理開けてしまったため、呪いが発動してしまい巨大な人型となり健斗たちに襲い掛かるが、医者に絶対安静と言われて振り切って病院から飛び出したぬ〜べ〜の鬼の手によって引き裂かれ除霊された。最後は全ての体の一部を一つの箱に入れ封印されたことで二度と呪いは起こらなくなった。
すきま女
都市伝説および、隙間にしか存在できない女の霊。異次元空間を作る能力を持ち、たんす、壁などのあらゆる隙間に現れ、人を隙間空間に引きずり込む。
この回での正体は鳩を追い払おうと身を乗り出した結果、ビルとビルの隙間に落ちて死んだOLとされる。
ある日、OLが窓の外の鳩がうるさくて追い払おうと身を乗り出して落ちた。そこはビルとビルの隙間で30センチほどしかなく、身動きが取れなくなった。10日後、彼女は死体で発見されたが、その霊は隙間空間に閉じ込められ誰も助けてくれなかった孤独と恐怖で人を襲うようになったとされるが、ぬ〜べ〜によるとすきま女の都市伝説は作り話が多いらしく、これが本当かはわからない。
童守小の図書室に現れて衛と茉莉を襲おうとするが、強い霊気を感じ取ったぬ〜べ〜が現れたことで逃げて校内をうろつく。ぬ〜べ〜によって結界の中に入れられるが、茉莉が図書館で罠にかかって檻の中に捕まっていたネズミを逃がすために結界を出て校舎の外に出たことで側溝の隙間から現れ、さらに逃げる時に壁と塀の間に落ちた2人を執拗に追いかけまわす。最後は霊気をたどって居場所を探し突き止め工事現場からハンマーを借りて壁を壊したぬ〜べ〜の鬼の手によって強制成仏された。
シグナル / 餓鬼
信号機の人型マークの姿をした妖怪。夜中に信号無視を3回すると現れ、青の時は大人しいが赤になると相手を襲って食い殺す。
その正体は交通ルールを守らず事故で死んだ人々の魂が餓鬼道に堕ちた新種の餓鬼。
赤の時は凶暴化して危険だが、「通りゃんせ」（音響信号にも使われている）を歌うと体が青くなり大人しくなる。
交通ルールを無視した健斗と衛に大群で襲い掛かるが、最後はぬ〜べ〜が鬼の手で開いた餓鬼道開通により餓鬼道へと帰って行った。
もじゃもじゃ☆ピエロ
伝説のユーチューバーである男性。本名は不明。アフロとサングラスと蝶ネクタイを付けているのが特徴。
コンブでスケボーをしていたところを見た健斗、衛、勇輝の前に現れて動画サイトで人気とる秘訣を教えるために彼らを誘う。
大型スーパーで商品の野菜の上を泳ぐ、冷凍マグロに抱きまくらにして寝る、高速道路の中で踊るなど彼の度が過ぎた行為に健斗たちは引いていた。
実は既に亡くなっていて地縛霊と化して現代に残っていた。100℃の熱湯を浴びて行水したことが死因（死体は皮がめくれ悲惨な状態になっていた）。
建設中のビルでだんだんエスカレートしていき勢いで健斗、衛、勇輝をビルから落とすが、ぬ〜べ〜が鬼の手の指を伸ばして彼らの命を助けた。
実は自分が今まで投稿した動画が危険すぎると批判の対象になり、視聴者も「ヤバイ」「キモイ」と声をあげ離れていき、運営側も規約違反として動画を削除しアカウントが停止され、今は何も残っていない。その真実をぬ〜べ〜から伝えられたが信じられず、ぬ〜べ〜に襲い掛かるが最後は鬼の手で強制成仏された。
クジリ
ナメクジの姿をした妖怪。小野乃小町に取り憑いていて彼女の夢遊病の元凶になっていた。
普段は宿主の体内に隠れて妖気を出さないが、雨の季節などに湿気が上がると体を乗っ取って具現化する。
「三すくみ」で恐ろしい執念でヘビよりも強いなめくじの中で特に強い個体がクジリになると言われている。
昔なめくじは民間療法でのどの薬や滋養強壮剤として飲まれていたが、その中にクジリが混じっていた場合、なめくじ憑きになってしまう。
口から吐き出す粘液は接着剤のように粘着力が強い。体の一部から大量のなめくじを出して薬として無理矢理相手の口に運んで飲ませようとする。
童守小の保健室で健斗と衛を襲うが、駆けつけたぬ〜べ〜の白衣観音経に束縛されるがすぐ抜け出して逃げ出す。後に調理実習室の窓から現れて生徒に襲いかかるが、小町がなめくじを退治しようとした百合愛に味噌汁の熱汁がかかりそうになったところを庇い、味噌汁の塩分と小町の生徒を守りたいという気持ちがなめくじを分離させた。最後はぬ〜べ〜の鬼の手で切り裂かれた。
スライダーのうず子さん
プールのスライダーに現れる女子高生の悪霊。頭から下半身まで体が真っ二つに分かれている。
正体は20年ほど前に整備不良のスライダーで飛び出した金属片に体を真っ二つにされるという悲惨な事故で死亡した女子高生。
彼女によると、本当は友達に誘われて嫌々スライダーを滑ったらしく、霊になってからは友人とスライダーへの憎しみからかスライダーを面白がる人を狙って襲うようになり、獲物を求めて日本中を渡り歩いている。
うず子さんに出会う時は必ず前兆があり、どこかで血のうずまきを見る。実は彼女は金属片を出す方向を事前に特殊な言葉で言っており、その言葉通りに避けると真っ二つから逃れられる。
スライダーを滑っている勇輝に襲い掛かるが、百合愛が彼に助言を与え言葉通りに次々と金属片を避けていく。最後は悪あがきで勇輝の前を追い越して彼を殺そうとするが、間一髪スライダーの下から伸びてきたぬ〜べ〜の鬼の手によって切り裂かれた。退治されてスライダーから出た後は、ぬ〜べ〜がお経を唱えて彼女を成仏させた。
呪いのカラコン
カラコンに取り憑く女子高生の悪霊。亡くなった彼女の怨念がこもっているとても強力な呪いがある。
正体は5年前、安物で不良品のカラコンを期限切れで使っていた結果、眼球に傷がつきバイ菌が入って目が腫れ上がってしまう。慌てた彼女は病院へ走ったが、目がよく見えておらず歩道橋の階段から足を踏み外して落ちて死んでしまった女子高生。
上記の事件の後、各地の量販店やドラッグストアに奇妙なカラコンが出回るようになった。それは人知れず、そっと売り場に並んで勝手に人のカバンに入り込む。そしてうっかり使ってしまうと幻を見せられて自ら命を絶つことになってしまう。逃れるにはカラコンの色で幻もその色の光でできており、その色を消せば幻も消える。
美樹がカラコンを付けているのがうらやましくて朝の登校途中で女子中学生が奇妙なデザインの箱を捨てたのを拾った茉莉がカラコンを付けたことで最初は男子を魅了するが後に悪霊が次々と幻を見せて苦しめていく。一度付けたカラコンが眼球に貼りついてしまい目薬で浮かせないほど取れなくなってしまう。
茉莉が付けていたカラコンの色が青だったため、百合愛が赤と緑のセロファンが張られているボール紙の眼鏡を彼女に渡しかけたことで青の色が消えたと同時に幻も消えた。
最後はカラコンが茉莉の目を離れて彼女をあの世へ引きずり込もうとするが、ぬ〜べ〜の鬼の手で強制成仏された。
疑心暗鬼（ぎしんあんき）
人の疑り深い心を増幅し自分の世界にひきずりこんで殺す妖怪。疑ったことが本当になる異世界に人を疑りやすい宇多栗旬をひきずりこみ苦しめて殺そうとしたが、旬を助けに来たぬ〜べ〜の鬼の手によって切り裂かれた。
焚火男（たきびおとこ）
連続放火魔の悪霊。燃えた体を利用して焚き火に見せかけ人を誘い込んで殺している。自分の顔を見た者をどこまでも追いかけて殺そうとするほど執念深い。体を木の枝みたいに折りたたんで小さい窓に入ることも可能。その正体は8年前、10件以上・死者15人を出した男のなれのはて。快楽で人を焼き殺していた。ある日、いつものように放火をしようとした時、近くにあったスプレー缶が引火し爆発で焼け死んだ。大きな破裂音に弱い。「ユリコサンユリコサンオムカエクダサイ」の呪文を唱えると動きが止まる。ケント、ユリア、マモル、セイラ、マリを狙っていたが、最後はぬ〜べ〜の鬼の手によって切り裂かれた。
富良出メアリ
「ブラッディ・メアリー」の伝説となった少女の悪霊。生前は新人アイドル。10数年前、非常に可愛くてその年大ブレイクするはずだったが、突然の交通事故で顔面がグチャグチャになる大ケガをして、病院で目覚めた彼女は鏡で自分の顔を見て失意と絶望で心が壊れてしまった。その後、自分の顔を探しに鏡の中に入っていった。
「ブラッディ・メアリー」の呪文を3回唱えるとオーラをまとって一時的に美しく輝ける（メアリが鏡の向こうからそれが自分の姿だと思い込んでいる）反面、呪われてしまう。再びメアリが鏡に映ったらバレないように彼女と同じ動きをしなければならないが、間違えると顔面をつぶされて死ぬ。呪文を唱えたユリアを追い詰めて動きを間違えた彼女を殺そうとするが、ぬ〜べ〜の鬼の手の霊体復元によって顔を元に戻してもらい感謝して成仏した。
シャドーピープル
都市伝説になっている「影人間」で時間軸のずれてしまった人間。通常の100倍のスピードで動いていて見えない。誰にも助けてもらえないまま周りが止まったような世界で年を取り死んでいく。ごくまれに自分の姿が見える人間を見つけるとしつこくつきまとい「次はお前の番だ」と言い残し死ぬ。その言葉を聞いた人間は次のシャドーピープルになる。姿を見たマモルが時間軸の中に閉じ込められて彷徨ってしまうが、鬼の手の力で助けに来たぬ〜べ〜によって鬼の手の霊的ショックで頭を元に戻してもらい、無事に元の世界に戻ることができた。
スキンブック
人間の皮を剥がして作った本。昔ヨーロッパで流行した猟奇的なコレクション。童守図書館でケントを呼んで手に取らせた。極田厳という名前の大学教授が犯罪者の心理を研究することに没頭しすぎて自ら殺人鬼となり、35人殺害して警察に逮捕された。死刑執行の直前、ある金持ちに釈放され大金を出して刑務官を買収し屋敷の地下室に連れて行かれ妖しい医者たち、猟奇本愛好家により生きたまま全身の皮を剥がされて亡くなる。本になっても意識があり、元に戻ろうと自分を手に取った人間を襲い内臓を集めていて最後の部分である心臓を手に入れるためにケントを狙うが窓から追い出され、24時間待つと言い飛んで去っていく。ユリアたちを罠にかけ、ぬ〜べ〜が離れた隙に結界の中にいるケントを襲い心臓を奪うが、逆に自分が罠にかかり人体模型の心臓（本物のケントはロッカーに隠れており、ぬ〜べ〜によって幽体離脱され人体模型にとり憑かせ喋れるようにし、結界で彼の姿に見えるようにした）を食べさせられ、最後は鬼の手に切り裂かれ冥界へ帰された。
ホカホカのパンツをくれるお姉さん
中学生の間で話題になっている女性の霊。胸が開いたノースリーブのワンピースニットを纏った清楚系な美女で、本名は不明。
その昔、町に小さなパン屋を開くことを夢に見るパン作りの上手なお姉さんがやっとの思いで貯めた資金で自分の店を開いたものの、「ホカホカのパンつくれるお姉さんの店」という看板の名前が誤解を招いてしまい、それを見た近所の子供たちが「パンツくれーホカホカのパンツー!!」と毎日からかって店の前で騒ぐようになってしまった。それが原因で深く傷付き、薬物で自殺をしてしまい、それからしばらくして幽霊となって町に現れるようになった。
「ホカホカのパンツを下さい」と言ったスケベな男の子に呪いのパンツをはかせてスケベの罰を受けさせる。中学生の噂を聞いて四丁目の公園にきた健斗と衛に「ちんちんぷいぷい」の呪文でパンツをはかせて2人の性別を変えた。彼女が作るパンおばけにスカートを10回めくられると二度と男に戻れなくなる。ぬ〜べ〜によって鬼の手で強制成仏されそうになるが、女の子になって男の子からスケベな目で見られる女の子の気持ちを理解した健斗と衛が庇い、彼らの優しさに心を打たれ「ぷいぷいちんちん」の呪文で元に戻した後、成仏した。
ボタンちゃん
ボタンで呪いをかける少女の悪霊。生前はイタズラっ子で学校の非常ベルを何回も押してはおもしろがっていた。怒った先生や生徒に追いかけられた後、階段から転がり落ちてそのまま亡くなった。
それ以来、霊となりボタンを押した人を自分の異空間に引きずり込んでいろんなイタズラを仕掛ける。時々、絶対に解除できないイタズラがあるらしい。突如、童守小に現れてユリアと6年生たちにイタズラを仕掛けた。ケント、ユリア、マモル、セイラ、マリの体を小さくし彼らを追い詰めてケントを食べようとしたが、鬼の手で異空間を裂いて来たぬ〜べ〜によって強制成仏された。実はあの世で眠っていたところを八番目のロアが焚いたお香によって呼び出さされたことが判明。
ぐにゃぐにゃ
都市伝説で夕日の中、遠くでぐにゃぐにゃと踊っているかかしのような妖怪。夕暮れから日没までの時間帯に出現する。もし近寄ったり近寄られたりしてその顔を見てしまうと脳が破壊されてしまう。本当の顔は皮で隠している。八番目のロアが描いた魔法陣から召喚された。目も耳もよくなくて動くものに反応して寄ってくる。襲われそうになったマリを庇ったダイに本当の顔を見せようと皮をめくるが、ぬ〜べ〜が持ってきたカーブミラーの鏡に映った自分の姿に目が止まったところを鬼の手で切り裂かれた。実は古の呪いで見た者は正気を失ってやがて新たなぐにゃぐにゃとなる永遠に終わらない連鎖をする。
モズチ
八番目のロアによって召喚された百舌鳥の妖怪。百舌鳥のように、捕えた獲物を枝に突き刺す「はやにえ」を行う習性がある。ただし、獲物を捕らえて食べる度に大きくなり、それにつれて捕える獲物も大きくなっていく。多くの人に知られることを嫌うシャイな性格で、自分を見たことを人に知らせる素振りをする者に呪いをかける。呪いにかかると、人に言葉で話そうとすると口を縫い付けられ、紙に書いて伝えようとすると目を縫い付けられ、電話で伝えようとすると耳を縫い付けられる。それでも話そうとする者は、巣に連れ去られ、枝にくし刺しにされてしまう。
自分を見たケントたちに呪いをかけるが、ユリアが機転を利かせてぬ〜べ〜に知らせたため、鬼の手で切り裂かれ消滅した。
七節議太郎（ななふしぎたろう）
ナナフシの妖怪。一人称は「僕」。
普段は高校生の少年に化けているが、本当の姿は昆虫の身体に人間の頭という極めておぞましい異形の姿となっている。
二つに分かれて女子学生に化けたり、壁や電柱に擬態する能力なども持ち合わせる。だが、戦闘力は皆無であるらしく、ぬ〜べ〜の白衣観音の攻撃を受けただけで激しくもがき苦しんでいたほど。
ぬ〜べ〜によると、彼からはかすかに妖気を感じるが、はっきりとした邪気ではなく何かもっと心のない無機質のようなもので近くにいた魑魅魍魎のものかもしれないとのこと。
どこからともなく現れては、八番目のロアによって意図的に引き起こされている都市伝説について健斗を始めとするぬ〜べ〜クラスの生徒たちに言いふらしており、本人はそれを「警告」と称している。しかし、それらに関わるよう仕向けている節も強く、健斗たちが都市伝説などに巻き込まれる光景を見ることを楽しんでいる点からも、その行動は愉快犯と言えなくもない。ただし、生徒たちが都市伝説に巻き込まれて死ぬことまでは望んでいないらしく、都市伝説の脅威から生き延びるためのヒントを教えることもある。
しかし、何度も八番目のロアの行動に介入した結果、彼の怒りを買ってしまい、頭を踏み潰され殺される末路を迎えた。
八番目のロア
童守町に都市伝説を呼び寄せていた若い男で、『S』における黒幕。全身に魔紋を描き、黒いローブを纏っている。
怨念を実体化させる「魔紋」を操る霊能力者で、魔紋でボタンちゃんやぐにゃぐにゃなどの都市伝説を召喚したり、童守小学校の校舎中に魔紋を描いて学校を魔物で埋め尽くすことができる。また、都市伝説を召喚する時は、ぬ〜べ〜に感知されないよう、霊気を中和する作用がある特殊なお香を焚いている。
元は妻と共に幸せに暮らしていた普通の男性。妻が交通事故に遭って顔に手術でも治せないほどの重傷を負ってしまう。毎日泣く妻を慰め続けたが、妻の顔を見た近所の子供たちから化物呼ばわりされ好奇の目に晒される。その後、何者かによって自宅に放火され、妻は焼死。この一連の経験から、子供には悪意があり、未熟・無垢だからといって子供の行いを許すのは間違いであり、恐怖を与えることで子供に歯止めをかける必要があるとの考えに至り、都市伝説を呼び出すことで子供たちに恐怖を与えるようになった。この時には既に霊体であり、本人は自宅の火事の時に妻を助けるため燃える自宅へ飛び込んで死亡していた。今の姿は、子供たちへの恨みの念だけを魔紋の力で実体化させた姿だった。
自分の行動に干渉してくる七節議太郎を殺した後、童守小に現れぬ〜べ〜と対峙する。魔紋で校舎中を魑魅魍魎で埋め尽くし、子供たちに命がけのかくれんぼ「死のかくれんぼ」を仕掛ける。しかし、あと一歩でケントを殺す寸前でぬ〜べ〜に妨害され、自身が核となって魑魅魍魎を取り込み、怪物化してぬ〜べ〜に挑む。しかし、ぬ〜べ〜には敵わず、鬼の手で切り裂かれ成仏した。
ケントたちが互いにかばい合う姿を見て殺意が少し消えたこともあり、最後には成仏できることを感謝していた。

## 生物・怪生物
寄生虫
妖怪でも異生物でもない、ごく普通の虫。童守小学校の郷土資料室にあった乾燥食に幼虫が入っており、それを食べた広の消化器官に寄生して成虫となった。サナダムシやエキノコックスに酷似した生態で、アゲハチョウの幼虫に似た頭部と産卵管が無数にあり産卵管を使って卵を産み繁殖する。
広の消化器官全体を占拠するほど巨大化しており、広の体を突き破って体外に出ようとしたが、ぬ〜べ〜の鬼の手と美奈子のヒーリングの合体技で広の体から弾き出される。それでもなお郷子たちに向かっていったが、ぬ〜べ〜の蹴りで机と壁の間に挟み潰され、さらに郷子の蹴りで追撃されて絶命。戦闘力は弱いが体内に一度寄生されてしまうと現代医術でも手の施しようがなく、その凶悪な性質と凄まじい繁殖力はぬ〜べ〜すら戦慄させ、ぬ〜べ〜に「二度とお目にかかりたくない」と言われた。
タマコ
栗田家の飼い猫。15歳で雌の白猫。語尾に「だわ」をつけて話す。タマコも猫又の例に漏れず、長い年月を重ねて妖怪化し猫又になっている。ちなみに同じく猫又化した近所の猫たちよりも格が高い。
猫又を霊力の強い高等妖怪であると語るが、脳の大きさだけで生物を差別する傲慢な人間に対して少なからぬ不信感を抱いており、飼い主のまことさえ信用できないと言い切っている。
猫又となった猫たちの夜の集会を目撃したまことに正体を疑われ、彼の祖母に対して未来予知を行っていたところを見られたことで老人を食おうとしていると誤解されて追い出されてしまう。直後にぬ〜べ〜に声をかけられて対話した後、去り際にまことの祖母にに死が迫っていることを打ち明けようとしつつ人間の運命だからと口をつぐむ。その後、まことの祖母が自分を擁護してまことを諭してくれていたところを見たことで気が変わり、線路上で身動きできなくなっていた祖母の元へまことを導いて猫又の正体を現し、体を張って迫ってきた車両から2人を救った。この一件でまことの疑いも氷解して和解し、その後は一言もしゃべらずただの猫としてふるまっている。
『NEO』からの出演
27歳。童守町周辺を占める猫又の総番になっている。
人間不信は相変わらずなようで、久しぶりに再会したぬ〜べ〜にも体を大きくして威嚇するなどつれない態度を取るものの、マタタビの誘惑には勝てずはしゃぎまくってしまい、結局恥ずかしそうな顔しながらも百合愛の愛猫ラオが百合愛の痛みの身代わりを引き受けている理由を教えた。
ハツカネズミ
ごく普通のハツカネズミ。広が怪しい行商人から購入し、最初は雌雄の2匹のみだったが、ネズミ算式で増えていき他のクラスに配るなどの処置を行うも持ち前の繁殖力で増加。最終的には保健所に引き取られることになったが、逃げ出した2匹が学校の非常食準備室に住みついて繁殖し、不審に思った律子が扉を開けてしまったことで学校中になだれ込んでしまった。結果的にぬ〜べ〜の鬼の手により学校が洪水で水没する幻覚を見せられ下水道に逃走し、自然淘汰により減っていくだろうと語られた。
タヌキ
霊能力を持ったタヌキ。エクトプラズムを吐くことで、近くにいる人間の思考を読み取りその考えた通りの姿に変身する能力を持つ。
学校入り込んで全裸のぬ〜べ〜姿であちこちに現れるなどの騒動を引き起こしたが捕まえられ、エクトプラズムを出さないようにする訓練の後に森に返された。
怪木
植物の中でも特に強い意思と感情を持ち、自分を切り倒そうとする人間への強い憎しみから暴れ出した大木。意思の強さは強靭で、自ら土の中から抜け出して根を這わせて自立歩行するまでになっているが、妖怪化しているわけではない。
付近を通る人間の血を吸い重傷を負わせるなどしていたが、自分を蹴りつけて刺激した明をどこまでも追いかけ、ぬ〜べ〜共々触手でとらえてしまう。その直後、晶のペットのドラセナのドラちゃんに説得され共に山の中へと帰って行った。
ドラちゃん
晶のペットのドラセナ。「植物に意思はある」という明の自由研究の元、特殊な機械を取りつけられ、感情の動きによって機械から発せられる音で明と意思疎通している。怪木に捕らえられたぬ〜べ〜と晶を助けるため怪木を説得し、共に山へと帰って行った。
くだん
100年に一度動物から生まれる予言妖怪。自らを生んだ動物の体形を継承しつつも骨と皮だけのガリガリの体と醜い人のような顔を特徴とする。
雌雄が様々な動物間(この回は雌がうさぎ、雄がインコ)ではあるが対で生まれ、雌が災いを予言し、雄が予言の回避方法を伝授する。件の予言は絶対であり、100%当たる。
法子がうさぎの飼育をしていた際に生まれ、法子は水で死ぬと予言し、絶命。その後法子は水害に会い始め、ぬ〜べ〜と広たちが水を遠ざけつつ他に生まれる雄の件を探したところ、法子の家に飼われているインコから生誕、法子の呪いの原因とその解決法を言い残して絶命した。
パラちゃん / ミキチャンビューティフルグレートリュウ
理科の実習の化石発掘で美樹が掘り当てた生身のパラサウロロフス。偶然身に着けたと思われる不死の呼吸法により岩の中で生きたまま長い冬眠状態であったが、掘り出されたことによって目覚めた。目覚めた当初は赤ん坊だったためクラスで飼われることになるが、時の反動によって急激に成体と化して町に飛び出してしまい、警察が出動するまでの大騒動に発展する。ぬ〜べ〜たちが駆け付けた直後急に苦しみだし、時の反動による急激な老化でみんなに看取られながら骨になって死亡した。
発見者の美樹がミキチャンビューティフルグレートリュウと命名したが、法子からの反対でパラちゃんと名付けられ、最終的にはみんなからパラちゃんと呼ばれていた。
猿
アニメのみに登場する白い雄の子猿。実は連続辻斬り魔の正体。元は女性に飼われていたがその女性に恋人が出来たため飼えなくなって捨てられ墓場を彷徨っていたところ、悪霊に取りつかれて一時的に妖怪化した。戦力は高くゆきめを人質にとりぬ〜べ〜を追い詰めるが、結局はぬ〜べ〜に悪霊が倒され元の姿に戻った。その後はゆきめに飼われることとなった。

## 『NEO』からの生物・怪生物
ラオ
橘百合愛の飼い猫。飼い主の百合愛の身代わりに怪我をしたり病気になったりしている。幼少時の百合愛に死から救われたことへの感謝の念から無意識のうちに身代わりの契約を結んでいたためで、目の前で自動車事故に遭遇した百合愛のケガを一手に引き受けようとしたが、ぬ〜べ〜に百合愛との霊的な繋がりを断たれたことにより、百合愛とケガを分かち合うことで無事生存する。
人面樹
ボゼの魂が入った花が咲いている樹。
モスマン
アメリカのウェストバージニア州から広まった都市伝説に登場する蛾人間。霊でも妖怪でもない、れっきとした生物で、フライングヒューマンとも呼ばれている。成虫は体長2mほどもあり、時速150キロで人に襲い掛かる。幼虫は大きな芋虫のような見た目で、優れた擬態能力を持ち、人間にさえ擬態可能。狙いをつけた女性の体に蛾の形のアザをつけてマーキングし、女性の体に卵を産み付けて繁殖する。卵を産み付けられた女性は、幼虫に腹を食い破られ死亡する。
留学先のアメリカで卵を産み付けられ帰国した女子大生が、幼虫に腹を食い破られ死亡。幼虫はほとんどが丑光に射殺されたが、1匹だけ逃げられ童守町に潜伏。その幼虫はルミに発見され、大きな芋虫と思われて連れ帰られた。その翌朝、幼虫はルミの母親に擬態し、ルミにマーキングを施した。その後はサナギとなって成虫に孵化し、ルミを警護したぬ〜べ〜を襲撃、鱗粉でぬ〜べ〜の視界を奪う。ルミに卵を産み付けようと猛スピードで追い回したが、ぬ〜べ〜にさすまたを刺され、そこに雷を落とされて焼死した。